# 淘大工業村迷你倉大火
淘大工業村迷你倉大火是在2016年6月21日起於香港九龍佐敦谷牛頭角道7號淘大工業村第一座時昌迷你倉的四級火警。大火導致2名消防員殉職及12名消防員受傷，另有多名附近居民及消防员不適送院大火焚燒歷時108小時，超越1970年焚燒約72小時的葵涌盈豐酒房工業大廈5級大火，成為其時香港歷來工業大廈最長命火警。事件令公眾關注迷你倉的監管問題，以至舊式工廈的消防安全問題。

## 背景

### 淘大工業村

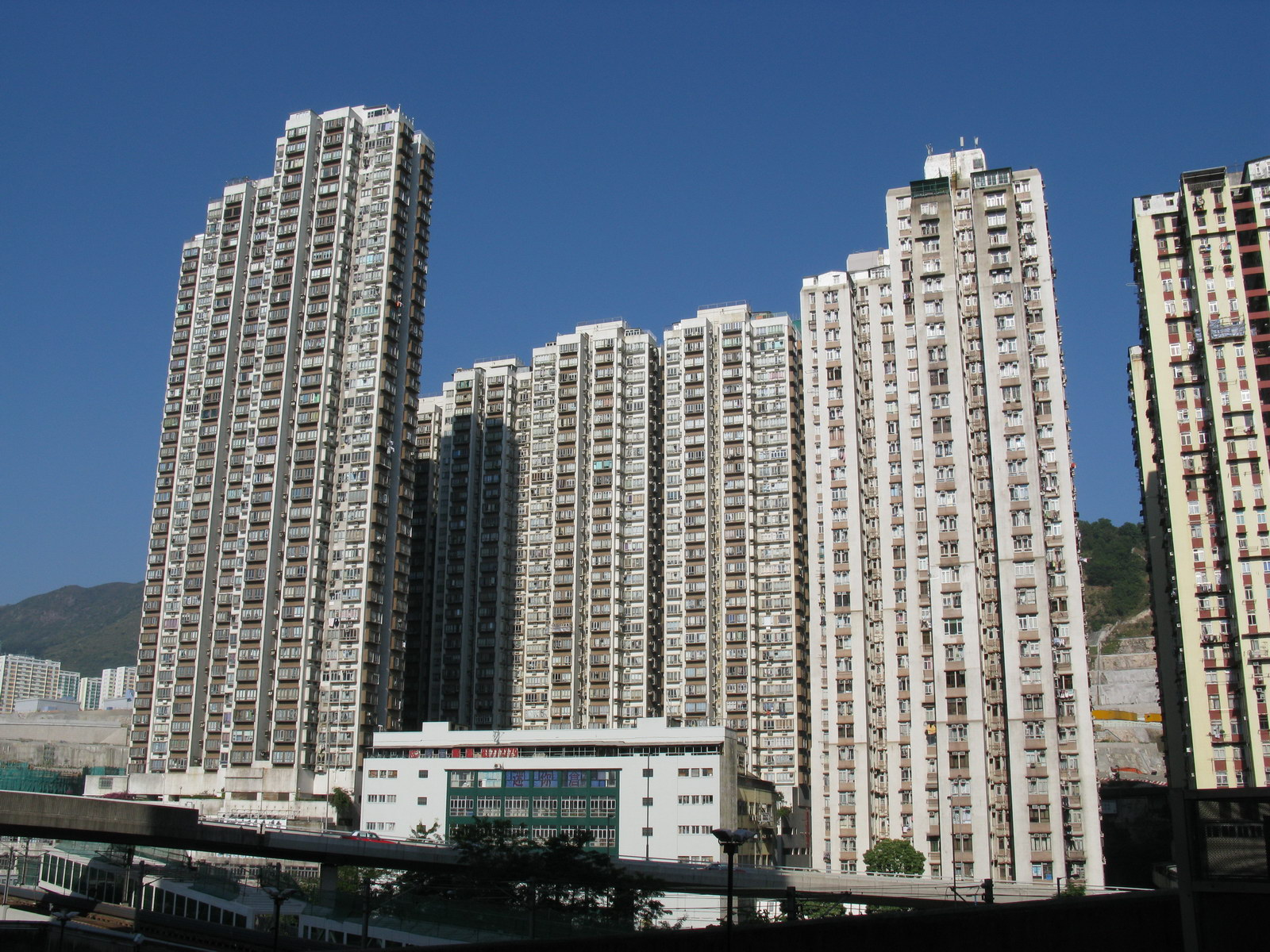
淘大工業村未有火警前的原貌，圖片中下方綠色建築物。

1954年，淘大集團設立食品製造工廠、托兒所及員工宿舍等，業務包括汽水業及紙品生產，發展成「淘大工業村」。而發生大火的第一座，為1961年興建的唯一一座工業大廈，雖然編配為第一座，但從未興建第二座七層工業大廈。隨著1978年恆隆集團收購整個豉油廠土地重新發展，只有在邊陲位置的第一座未被清拆，其餘已發展成住宅及商業用地。

### 樓宇分布
（斜粗體部份有起火、粗體全部有起火、其餘未受到波及）
| 樓層 | 設施分佈 |
| 7    | 時昌迷你倉（全層）                                                                                                 |
| 6    | 時昌迷你倉（全層）                                                                                                 |
| 5    | 時昌迷你倉、中國基督徒傳道會中基堂（C-D室）、偉光金屬製品廠（C室）、華新彩色印刷廠（D室）、怡和毛巾織造廠（D室）   |
| 4    | 時昌迷你倉、金燈臺教會（A室）、威迅冷氣電機工程有限工場公司（A2室）、新城裝修公司（C室）、銘記裝修水電、銘記迷你倉 |
| 3    | 時昌迷你倉（全層）                                                                                                 |
| 2    | 時昌迷你倉（全層）                                                                                                 |
| 1    | 時昌迷你倉（全層）                                                                                                 |
| G    | 鴻利傢俬店、佳寶食品超級市場                                                                                       |

### 殉職消防人員
張耀升：生於1986年3月17日，在香港大學接受高等教育。2010年加入消防處任職消防隊長，因表現優秀，5年後獲晉升為高級消防隊長，並於2016年4月由舂坎角消防局調往派駐消防及救護學院，擔任技術救援教官。於此次大火中殉職，其後獲追授金英勇勳章及安葬於浩園。
許志傑：香港消防處消防隊目，生於1979年2月20日，生前駐守觀塘消防局。此次事件中，因撤離時體力不支倒臥火場，被發現後送醫搶救不治，終年37歲，其後獲追授金英勇勳章及安葬於浩園。

## 起因
警方於大火救熄後進入大樓搜證，經初步調查所得，發現3樓的走廊一部分體式冷氣機疑因漏電起火，火舌由走廊頂的通風位飄入倉庫，其中一個的時昌迷你倉首先起火，倉庫內的雜物燃燒，火舌再由通風位蔓延至其他倉庫，造成連環大火。

## 事件經過

### 6月21日

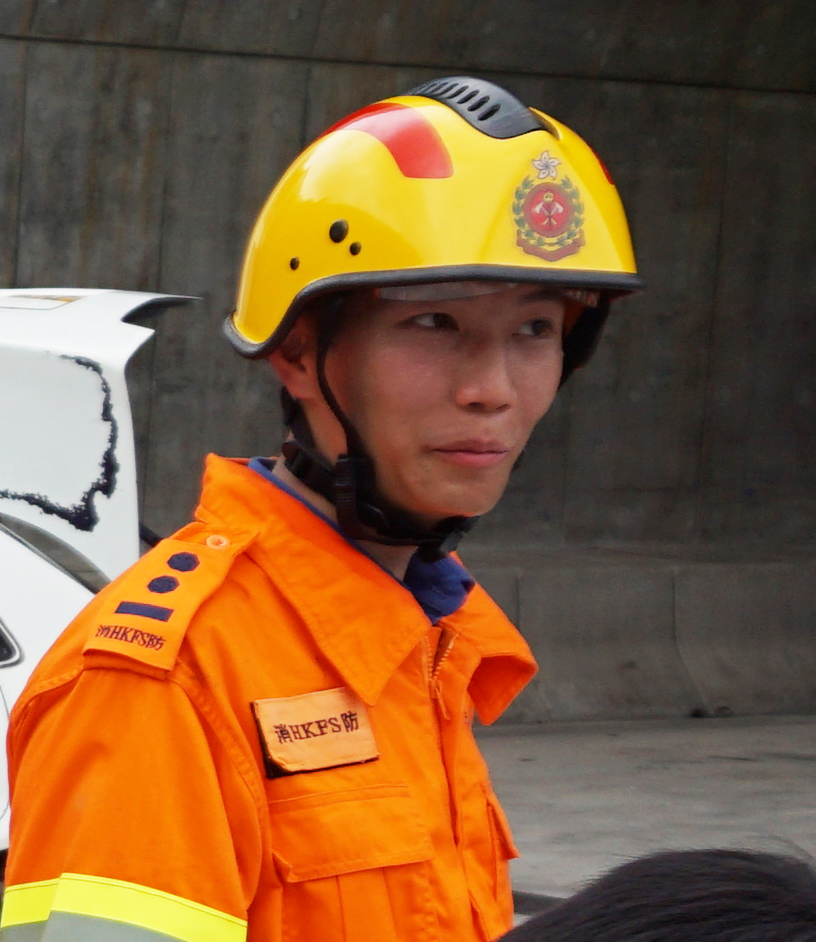
殉職的高級消防隊長張耀升

上午10時59分，牛頭角道淘大工業村第1座3樓的時昌迷你倉突然起火冒煙，消防員接報到場，並派出煙帽隊及升降台開喉灌救。不過由於舊式工廈並無安裝灑水系統，加上通道狹窄，現場有多達200個擺放了貨物的上鎖貨倉，令火場非常高溫及充斥大量濃煙，火場面積約40米乘60米。評估現場環境後，消防於中午12時14分將火警升為三級，動用3條喉及3隊煙帽隊灌救，並逐一敲破單位之玻璃窗戶。消防員疏散工廈內最少6人，期間牛頭角道東行線需要封閉，交通嚴重擠塞。
下午2時許，火場不斷冒出大量濃煙，牛頭角道以至觀塘道濃煙密佈，能見度不過5米，警方將觀塘道東行全線封閉。直至下午3時半，警方解封觀塘道東行近得寶花園一帶路面。
晚上7時46分，火勢仍未受控，消防將火警升為四級。火場仍冒出大量濃煙，消防升起兩條雲梯，並打破外牆廣告板射水灌救。但由於工廈內有大量迷你倉，單位又不設灑水系統，且單位內通道狹窄，加上時值炎夏，在高溫與火場環境惡劣下，增加消防撲救難度，消防處共需出動4喉、8隊煙帽隊，近300名消防員灌救。在灌救期間（約晚上7時20分），火場發生突變，兩名正於現場救火的消防員一度與外界失去聯絡。後其中一人成功返回單位入口，消防處隨即啟動代號「Mayday」的拯救程序，同時將火勢升為四級，派出10隊煙帽隊入內搜救。直至晚上約8時10分，搜救人員救出失去聯絡的高級消防隊長張耀升，張當時已失去知覺，隨即由救護員進行急救，並送往基督教聯合醫院搶救，至晚上9時54分證實不治。
晚上約10時，香港行政長官梁振英、消防處處長黎文軒等人，往聯合醫院探望受傷的消防員，並慰問殉職消防家屬。

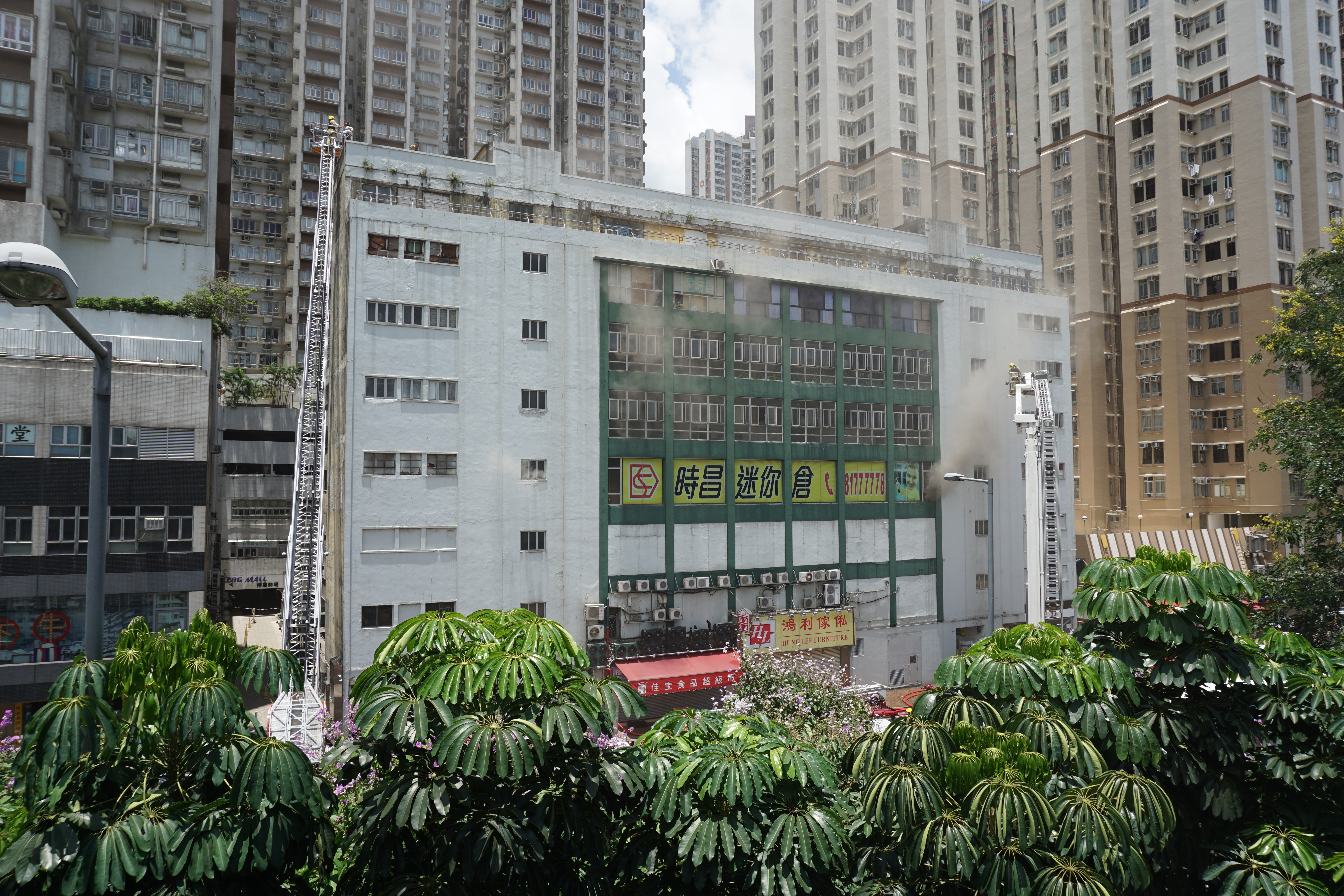
起火接近兩小時，只冒出小量白煙
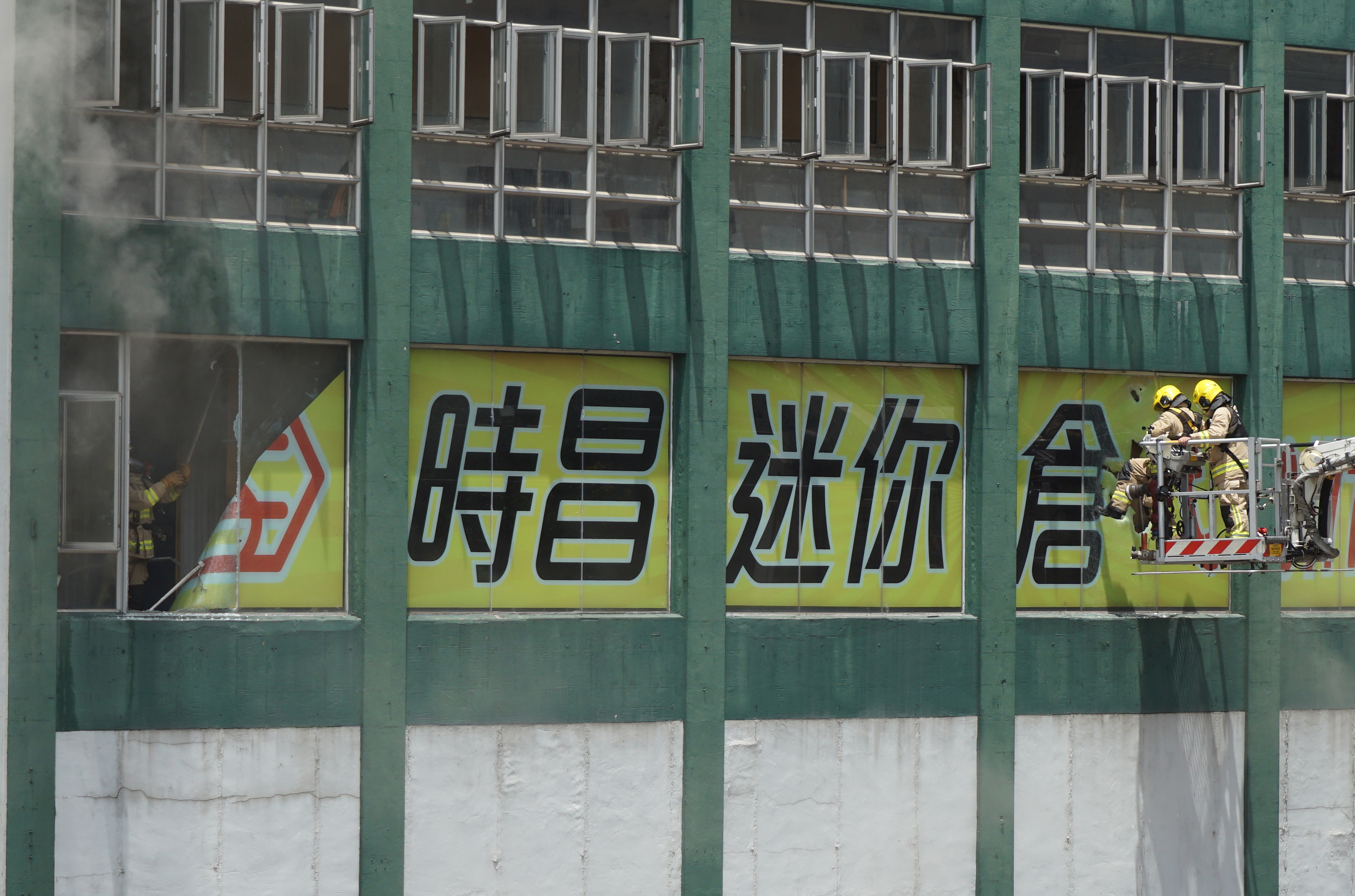
下午1時16分，消防用斧頭敲破玻璃，以助火場散熱
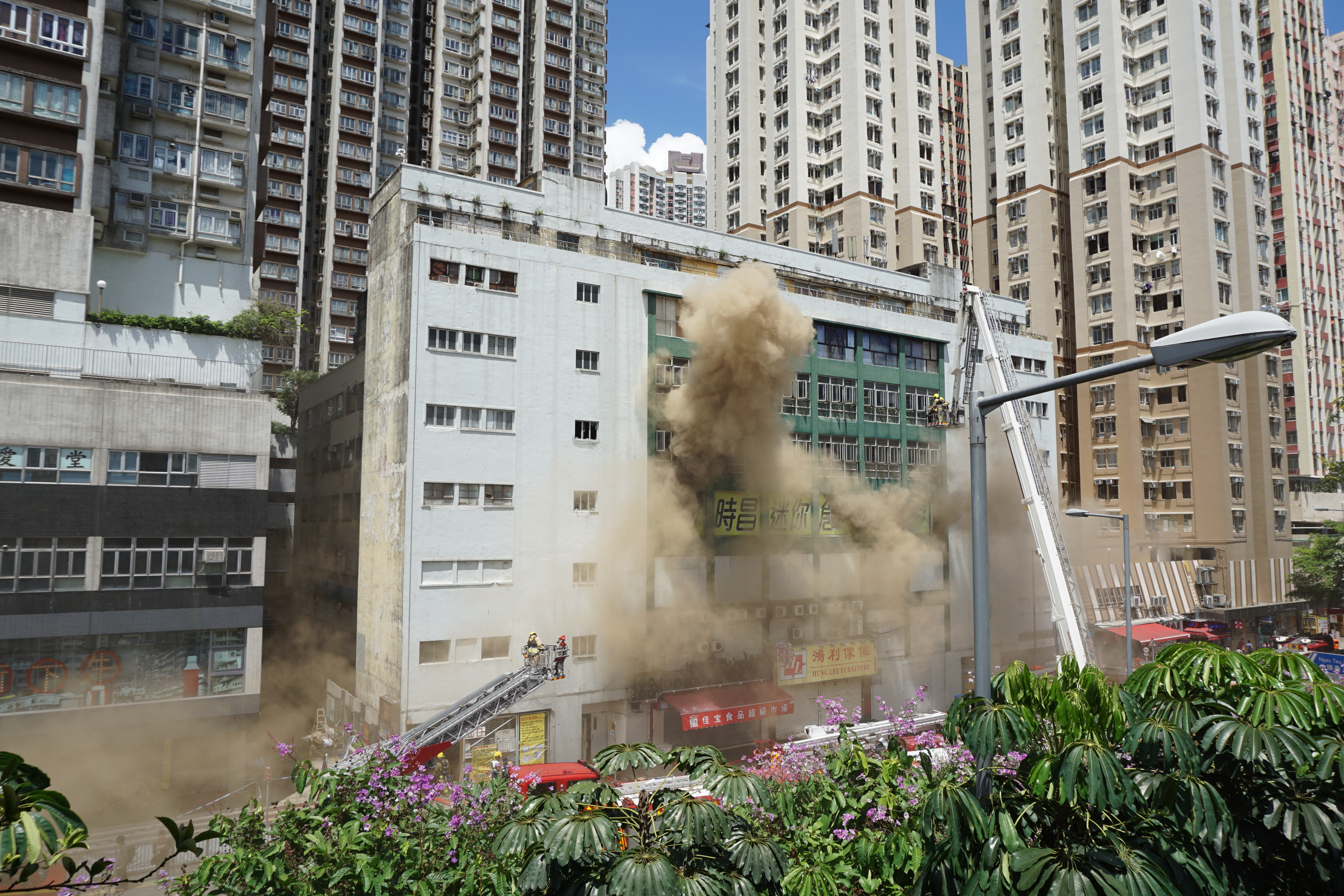
下午1時41分，大量濃煙湧出
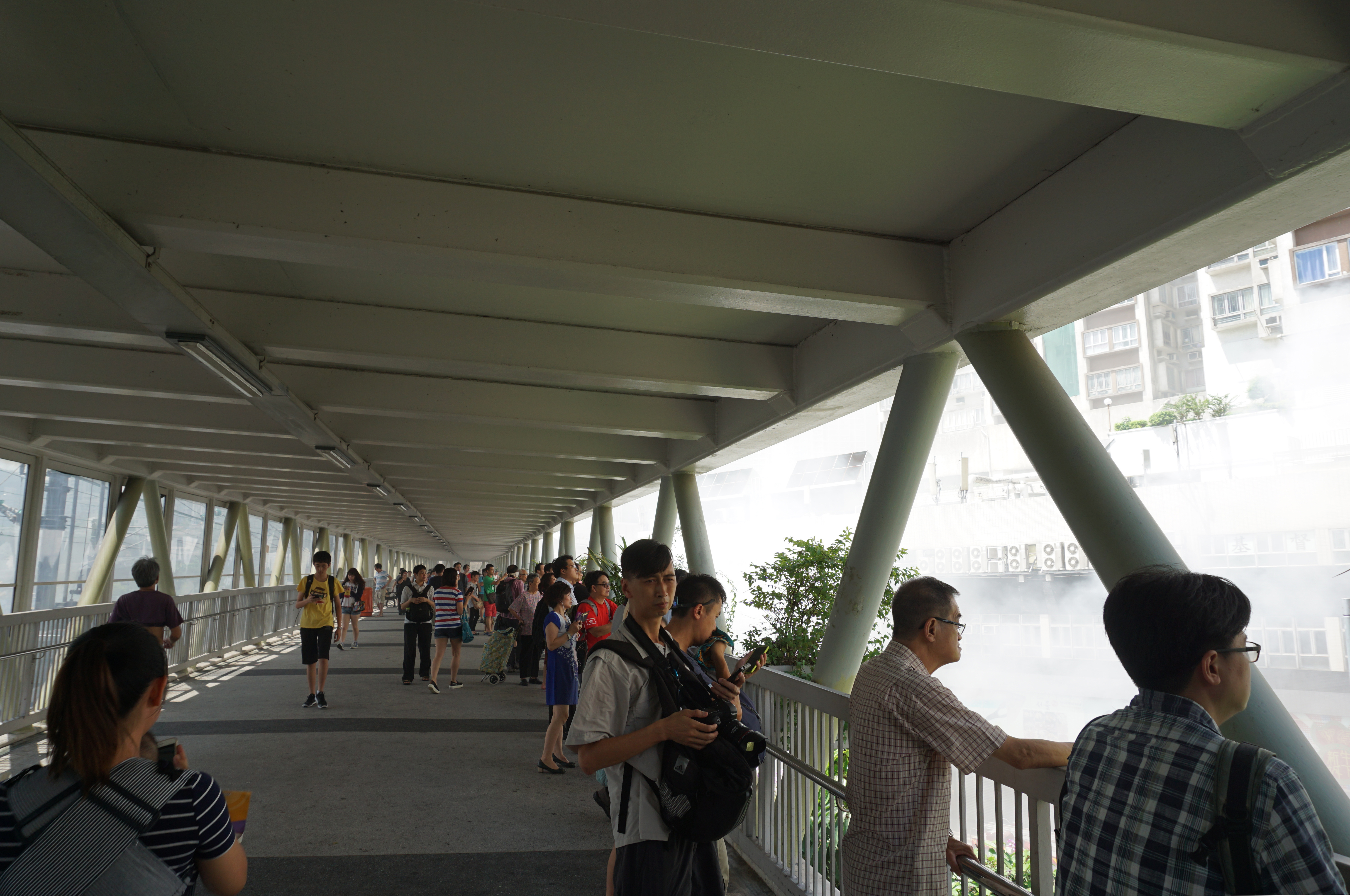
由於濃煙開始飄向行人天橋，部份圍觀者感到愕然，亦有人用手遮掩口鼻
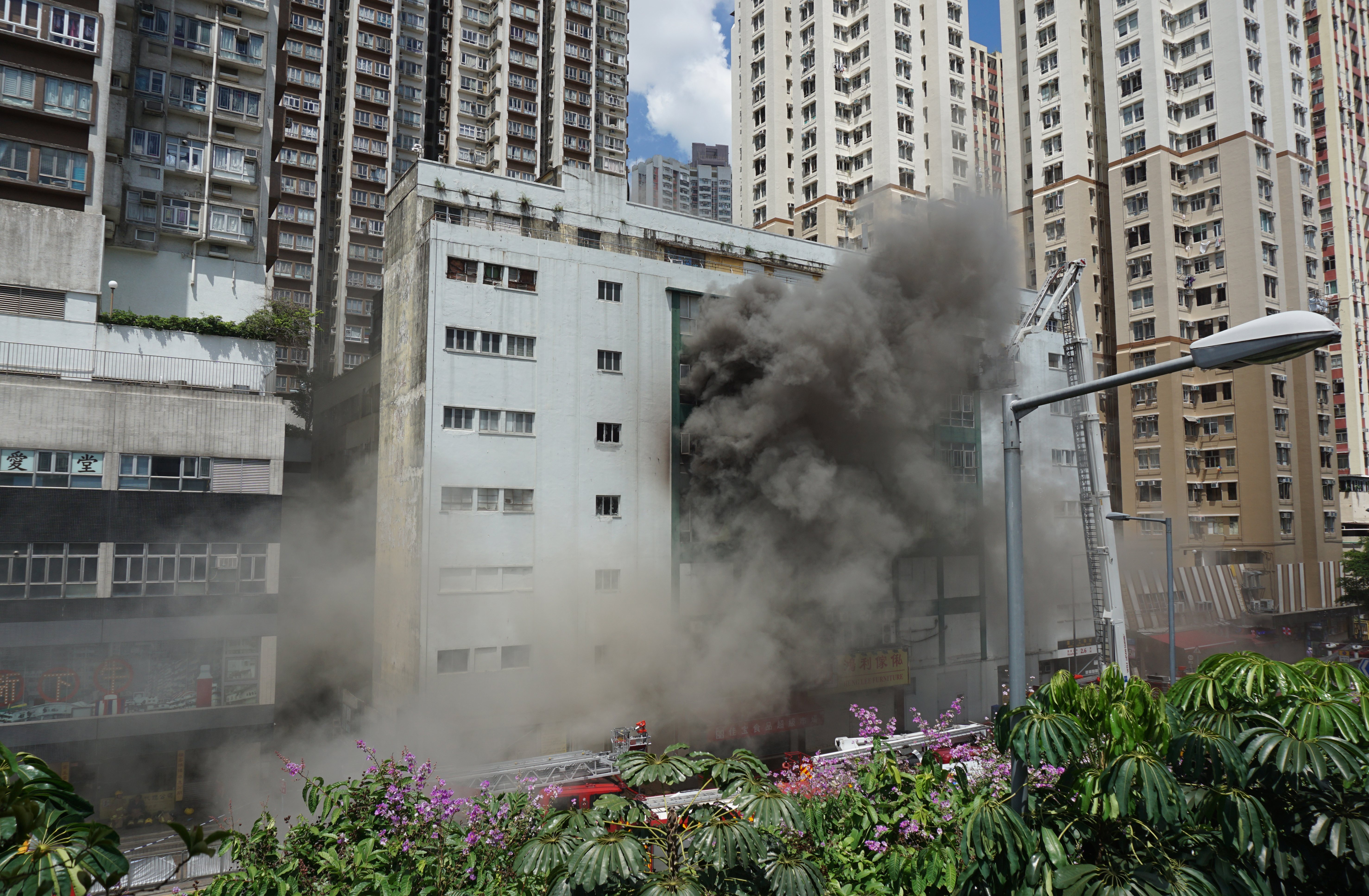
下午2時正，濃煙轉為黑煙
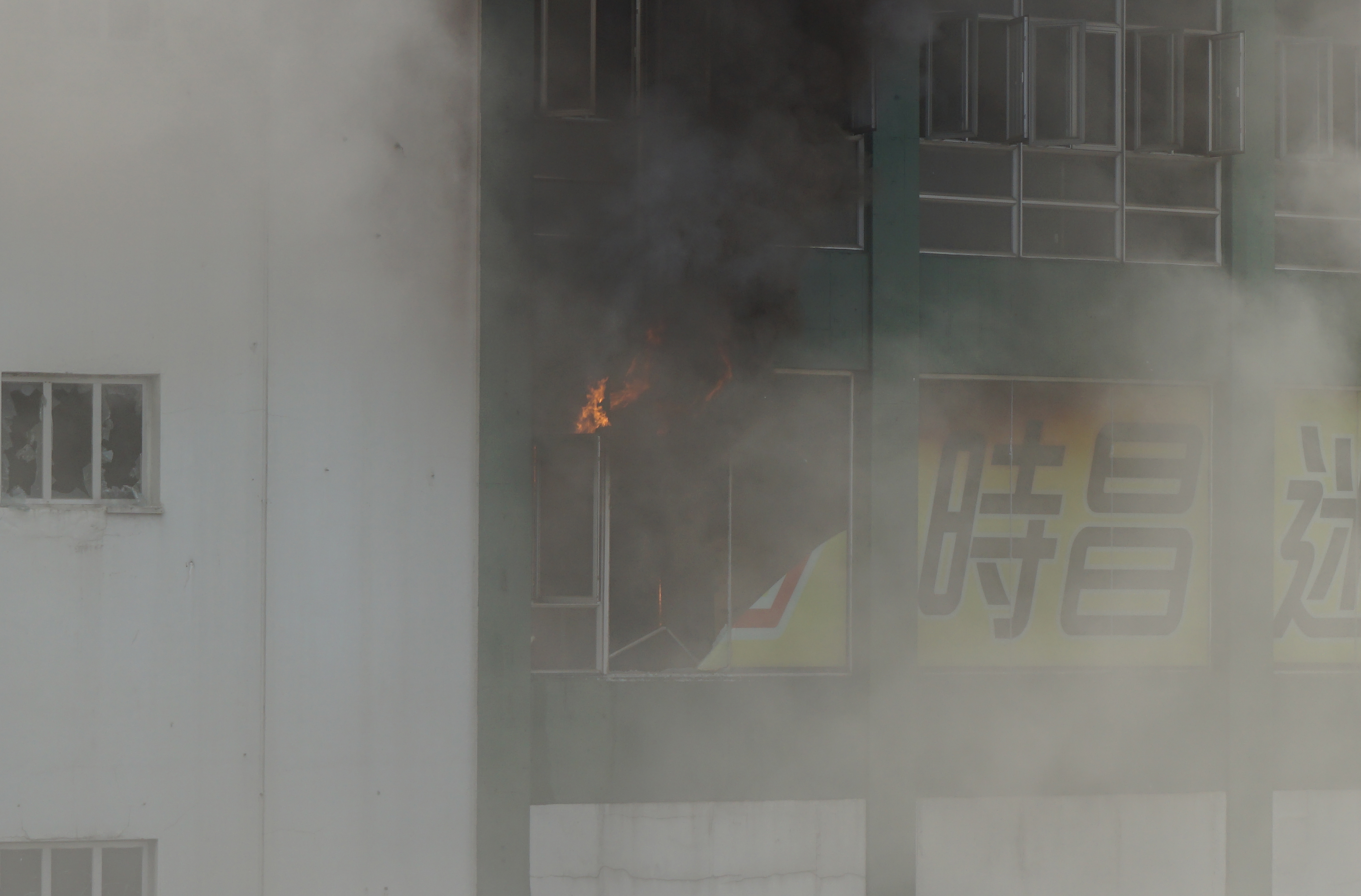
下午2時01分，首次有火舌冒出
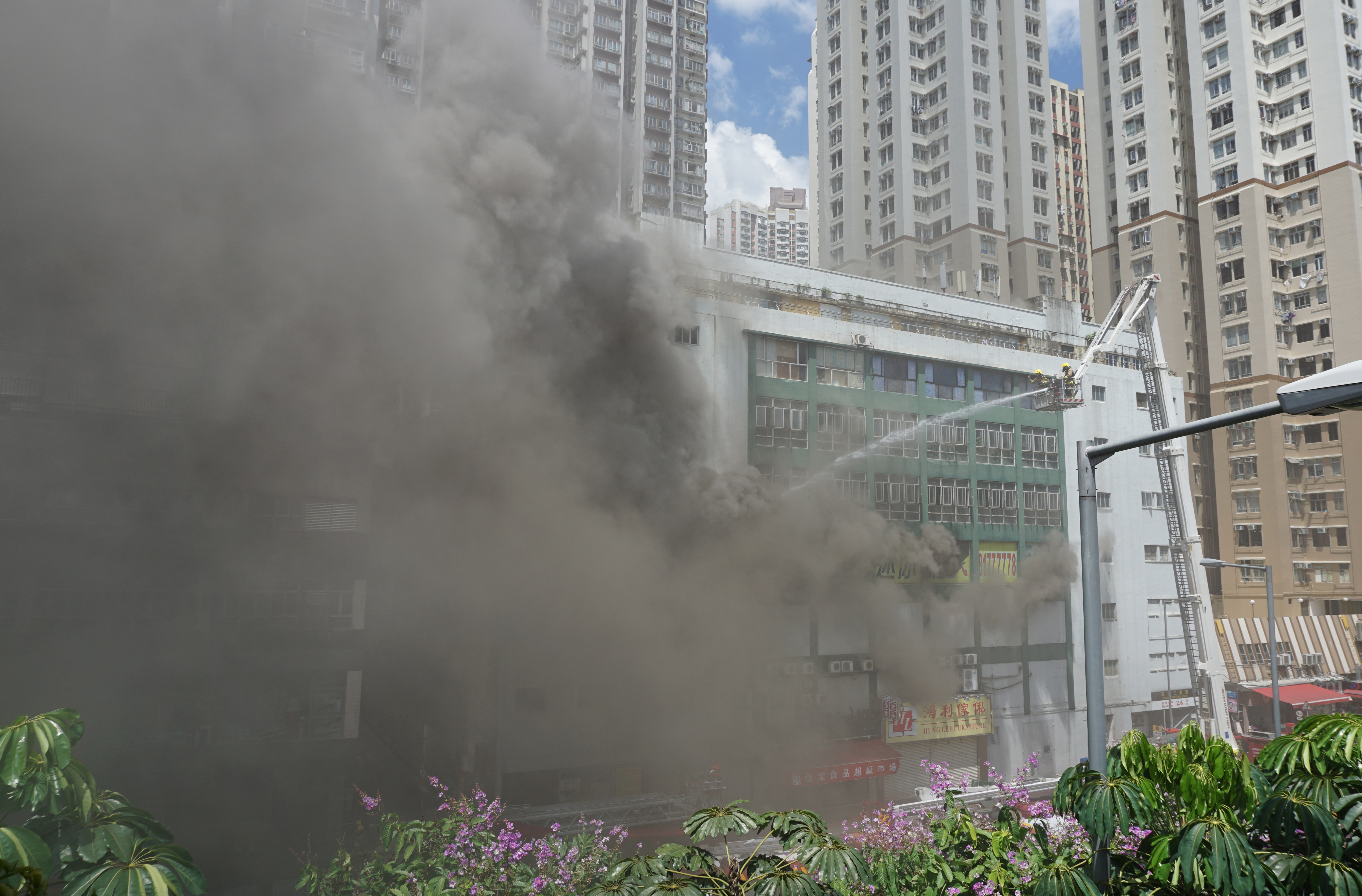
下午2時03分，消防員開始在雲梯上向窗戶射水
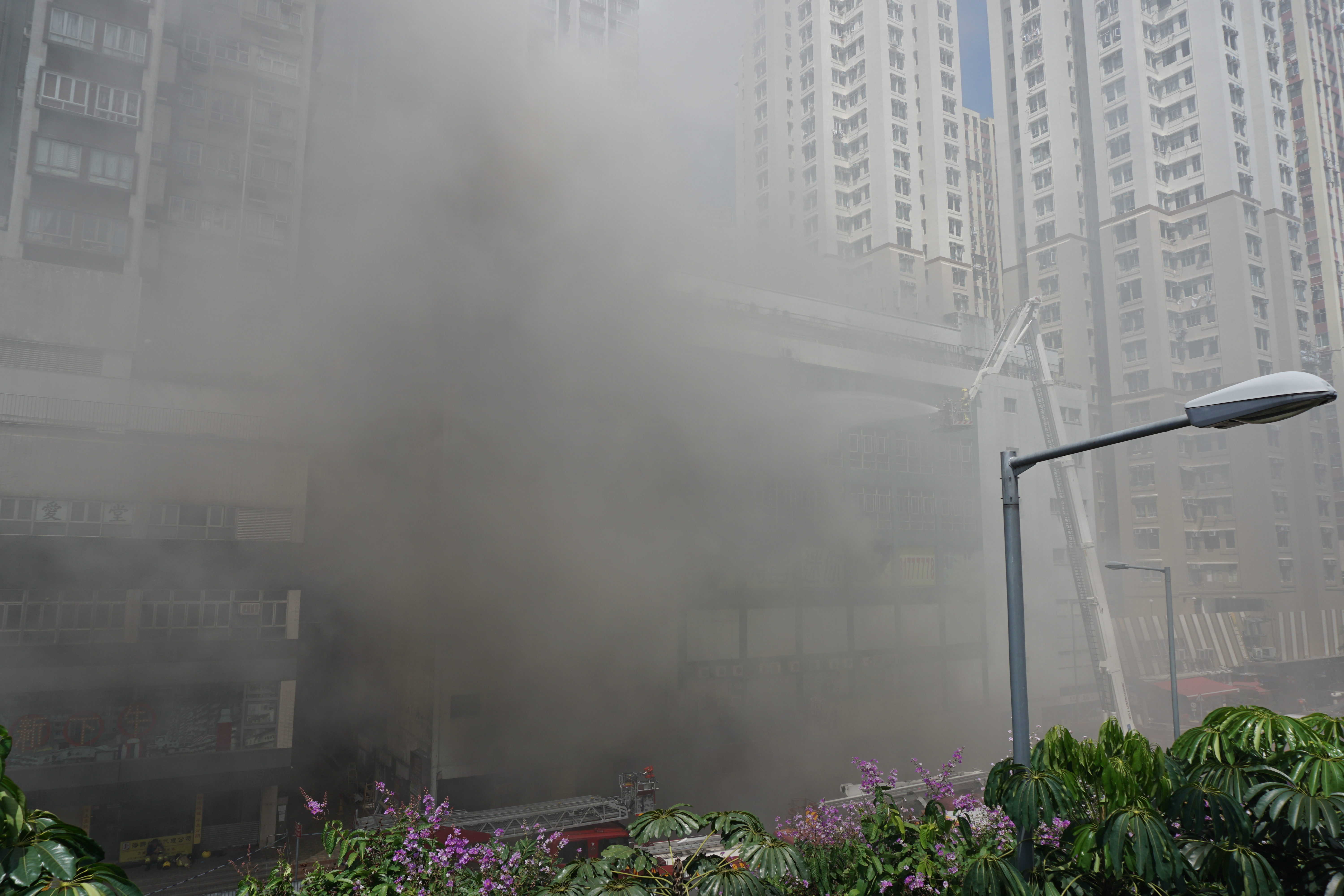
濃煙最烈時將大廈外觀近乎完全遮蔽
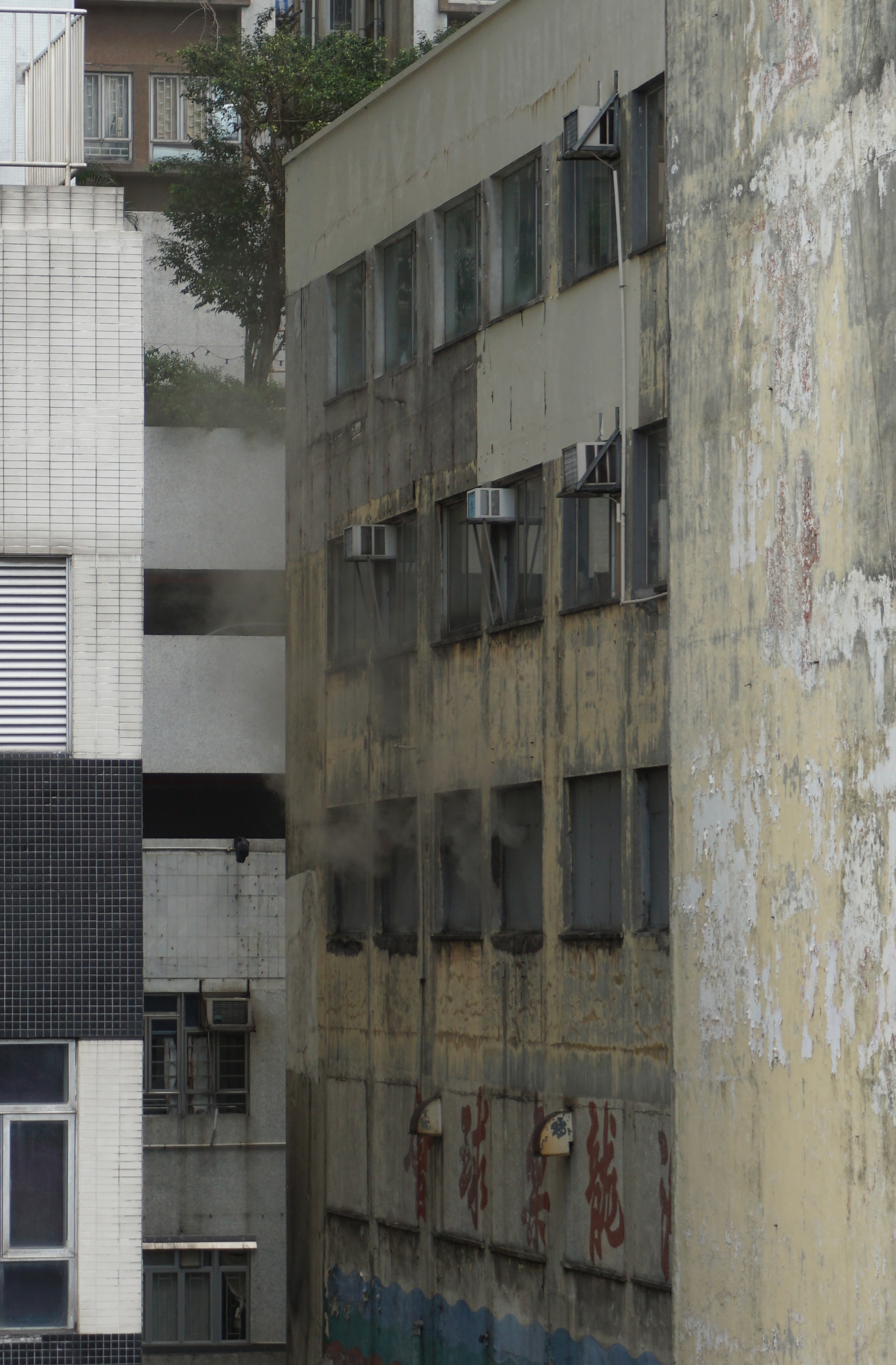
下午2時18分，淘大工業村側面內街起火的3樓亦有煙冒出
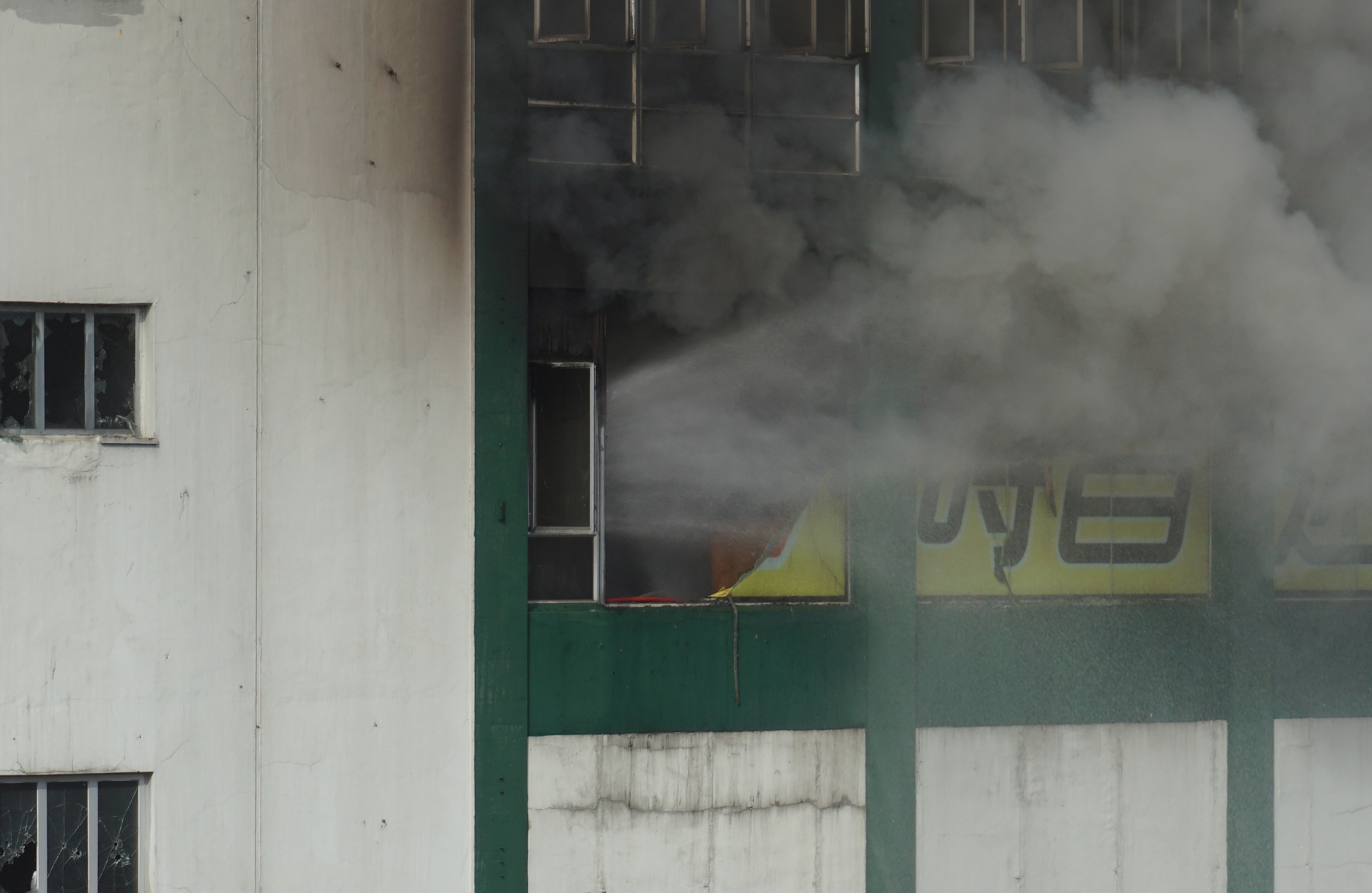
下午4時22分，除動用雲梯向大廈射水，亦有消防員用喉筆從災場3樓向街外射水，以利用射引效應散走火場內濃煙
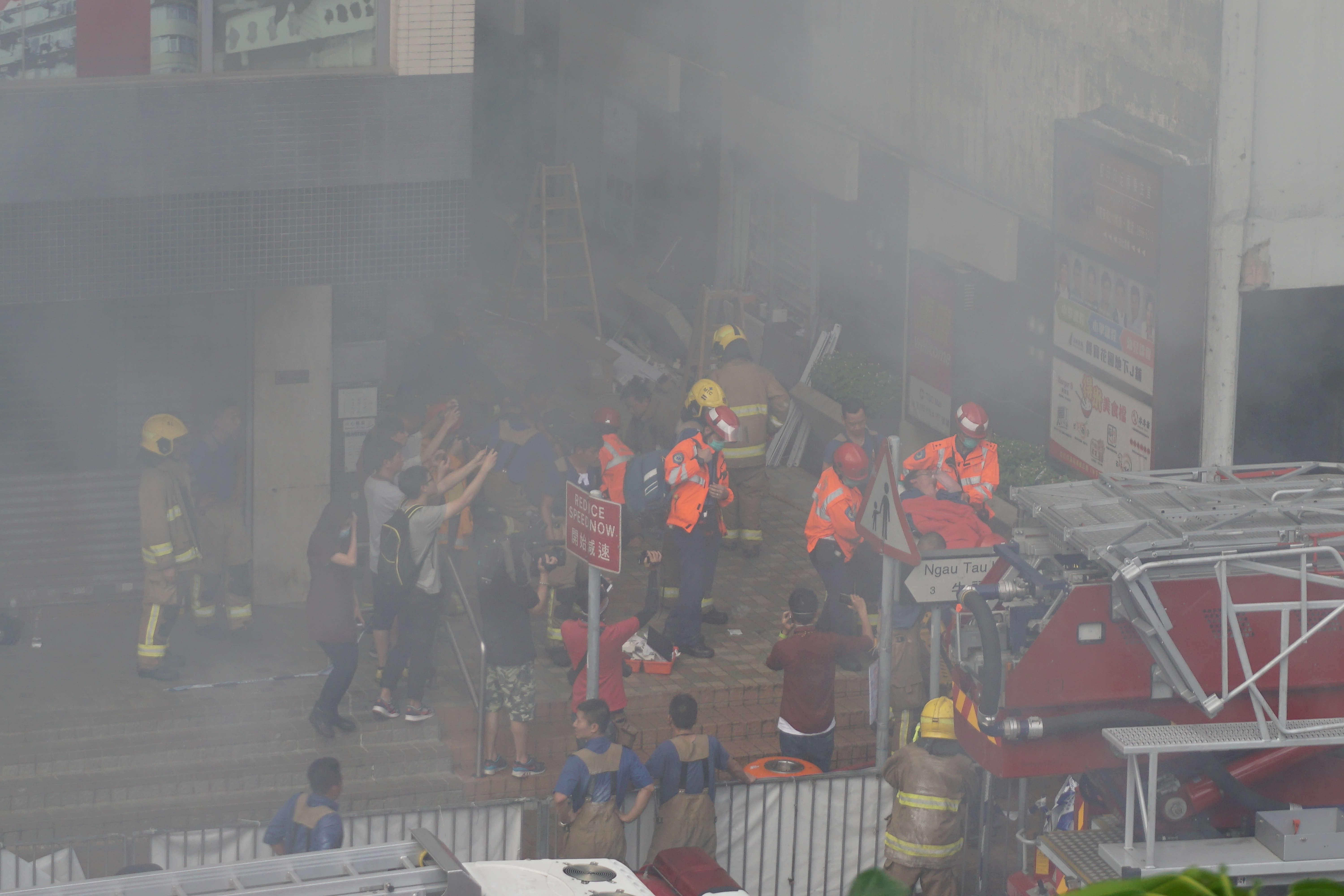
受傷的消防員被救護員用擔架抬出
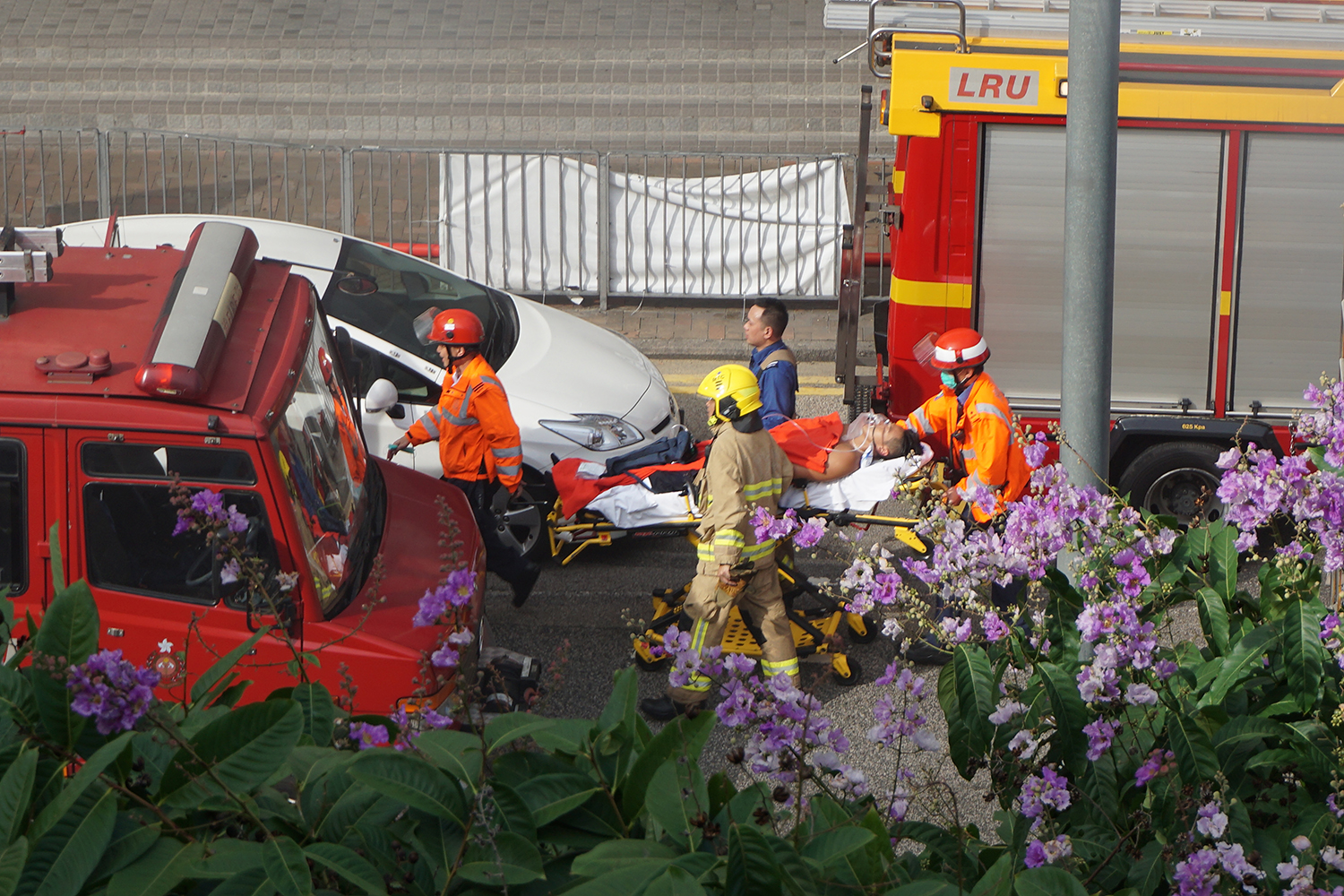
另一感到不適的消防員上衣被解開以助散熱，再送上救護車
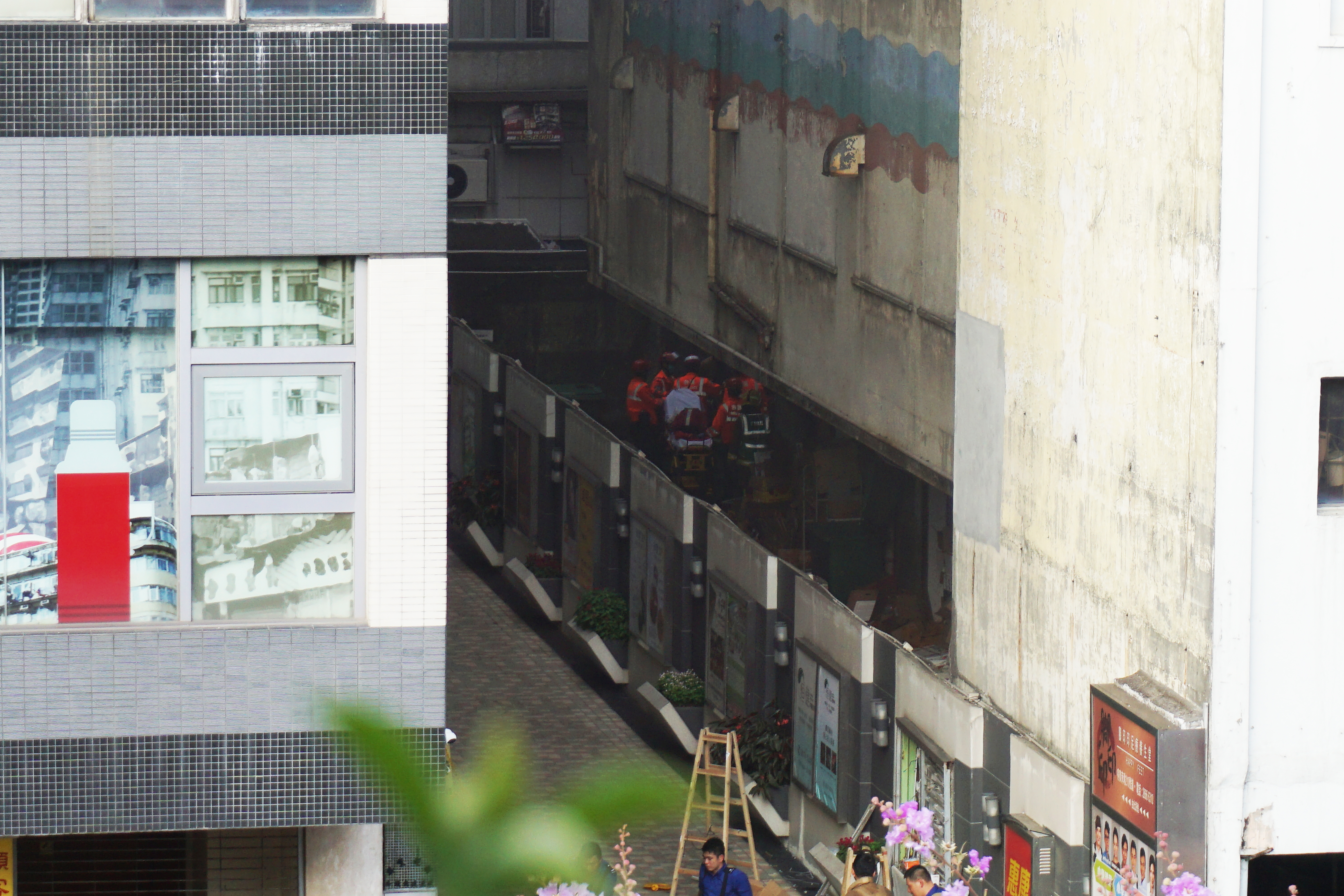
有救護員直接將擔架抬進工業村範圍內戒備
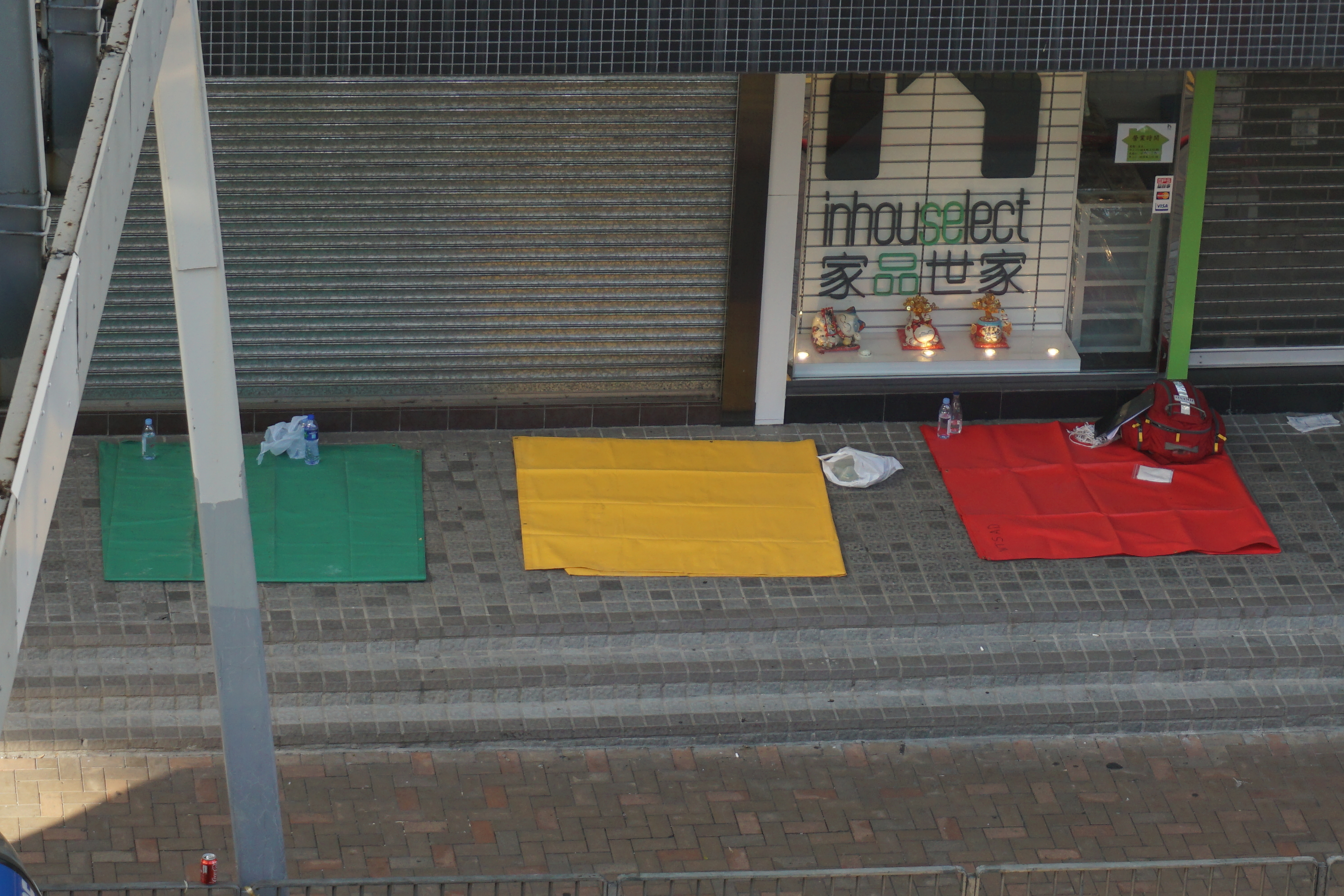
救護員在得寶花園商場面向觀塘道地下放置傷者分流氈戒備，紅色至綠色分別供第一至第三優先的傷者坐下，惟最後無需使用
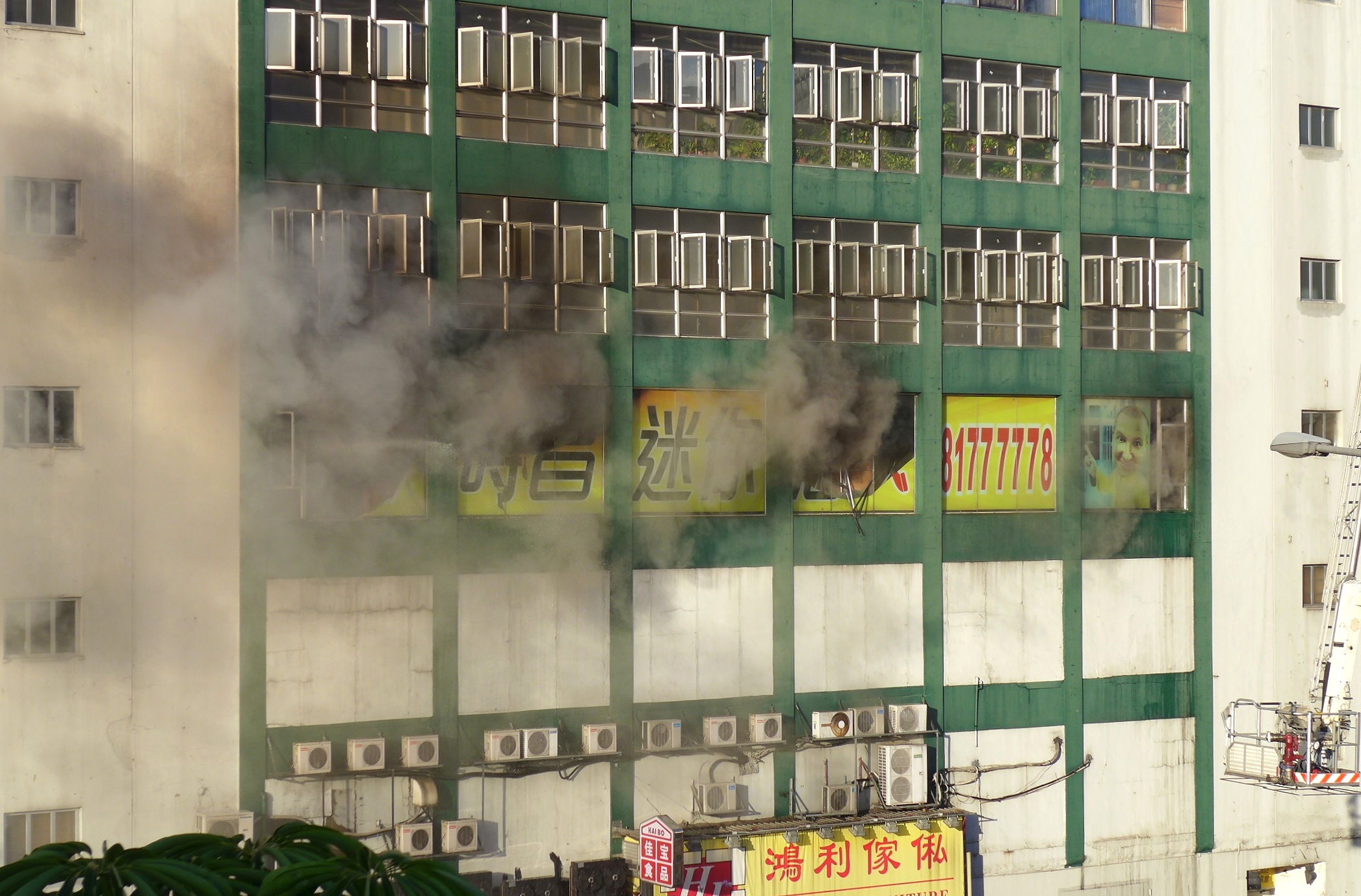
火場3樓冒出大量濃煙
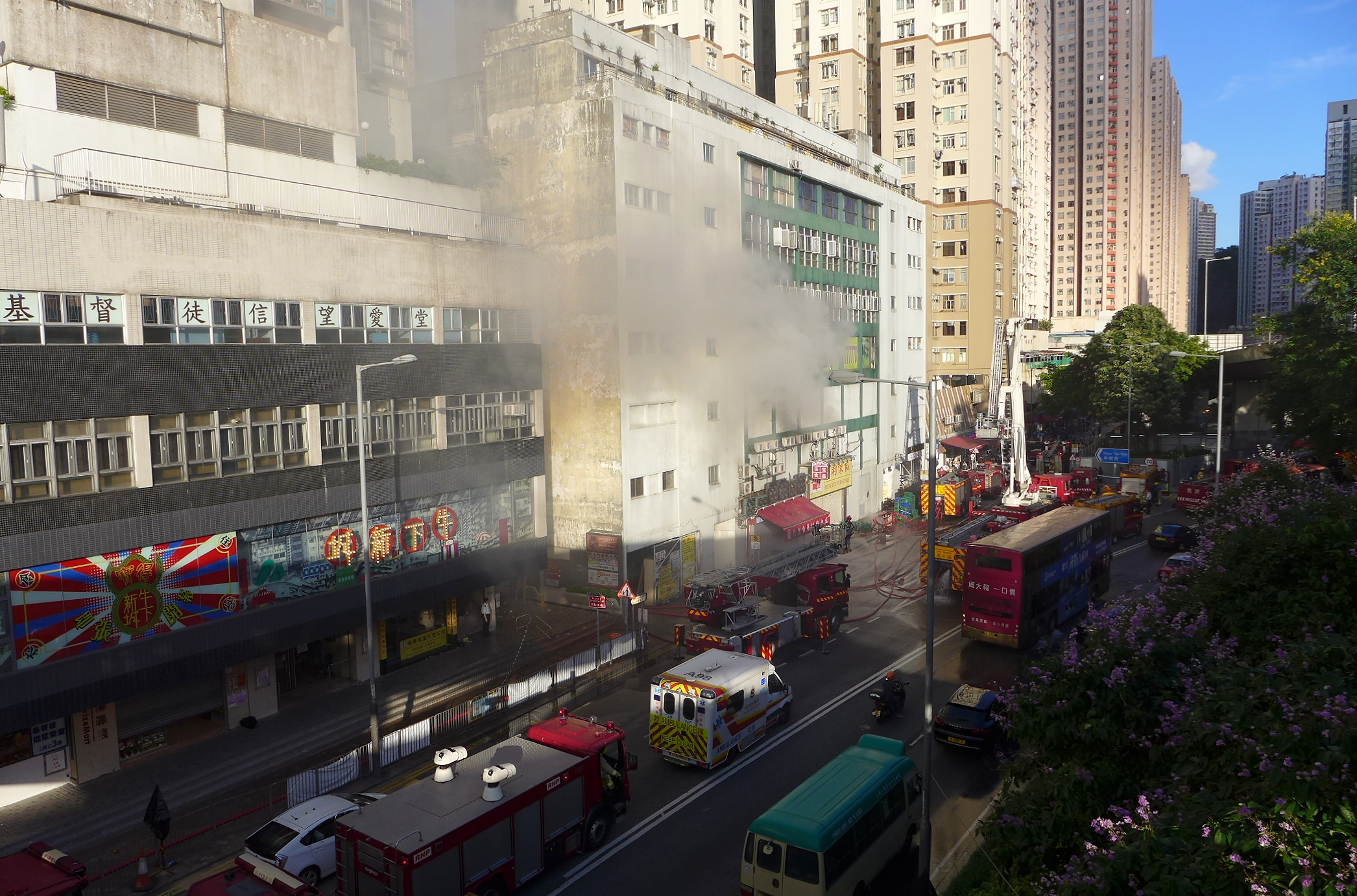
淘大工業村大火發生後，牛頭角道東行線只開放其中一條線
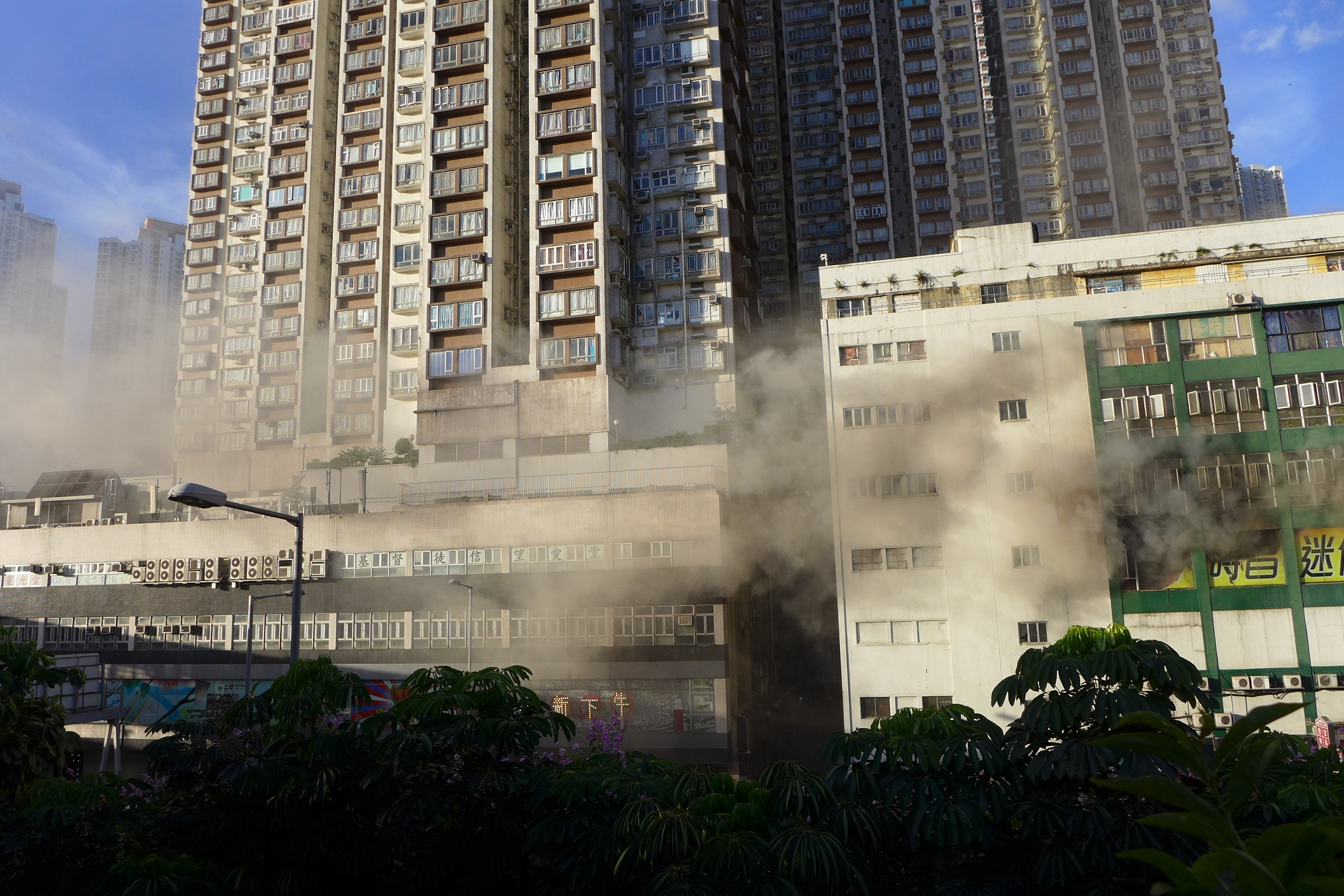
火場冒出大量濃煙到得寶花園
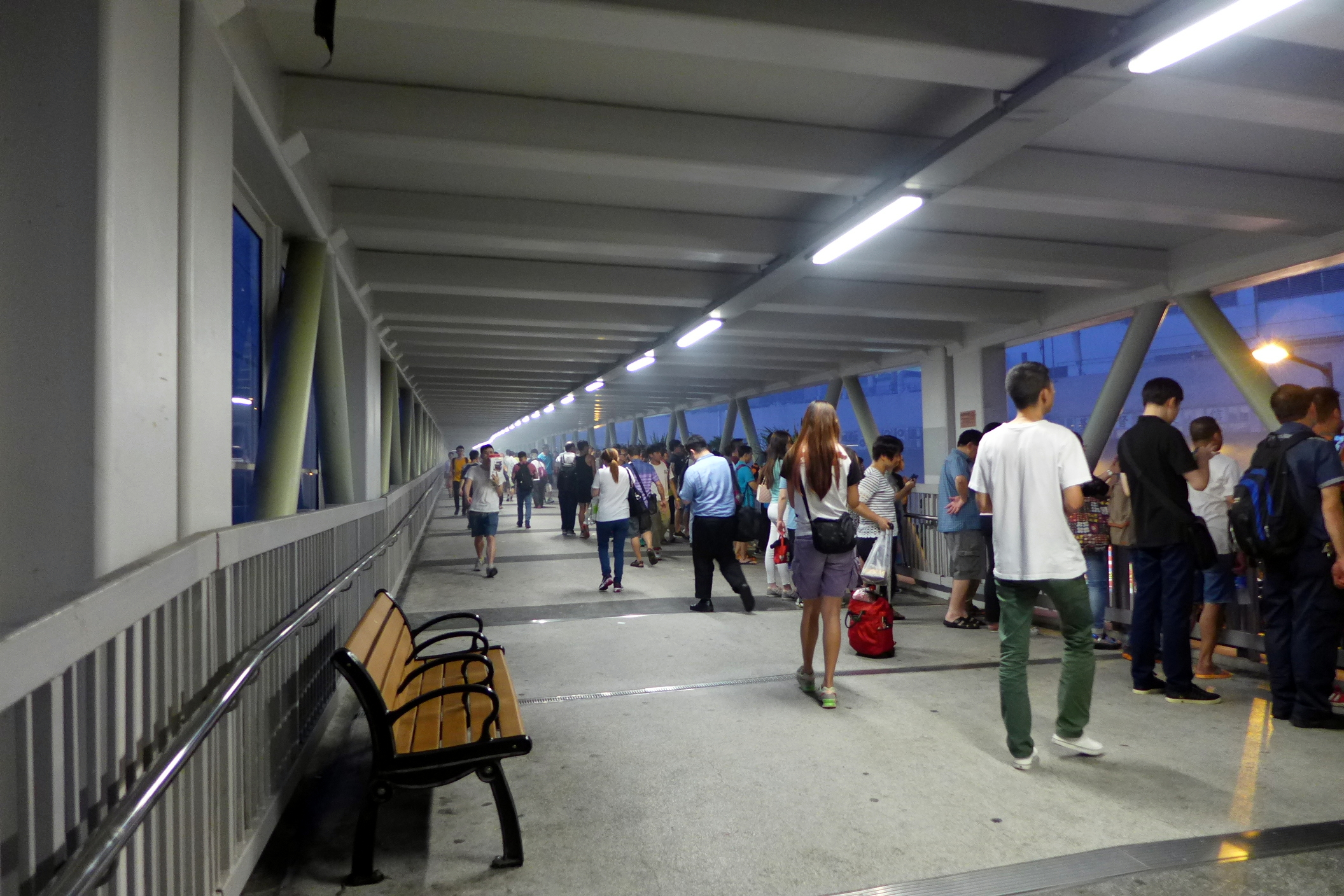
往彩盈邨行人天橋有污染物，途人需掩着口鼻
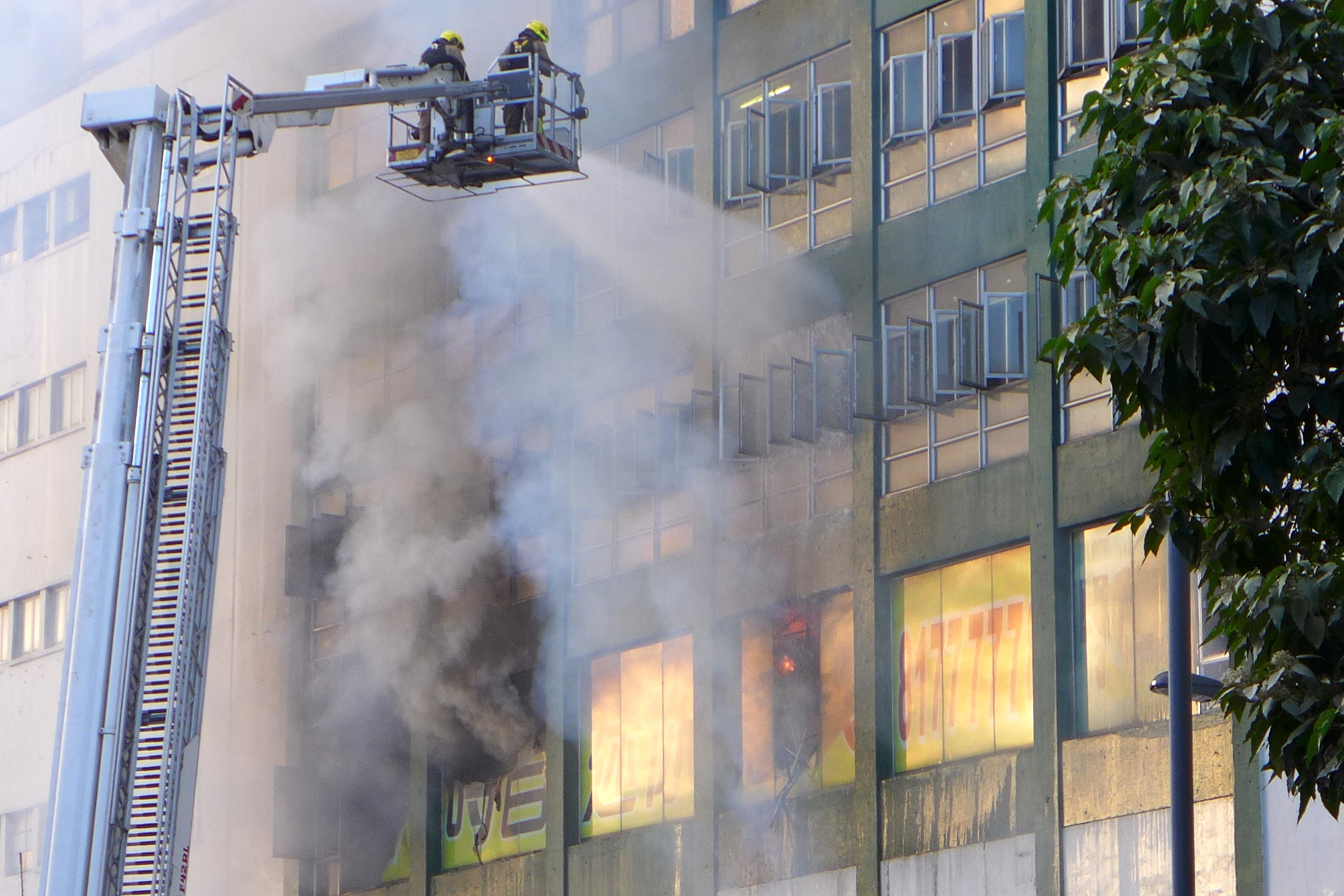
傍晚6時45分，消防升起雲梯射水灌救
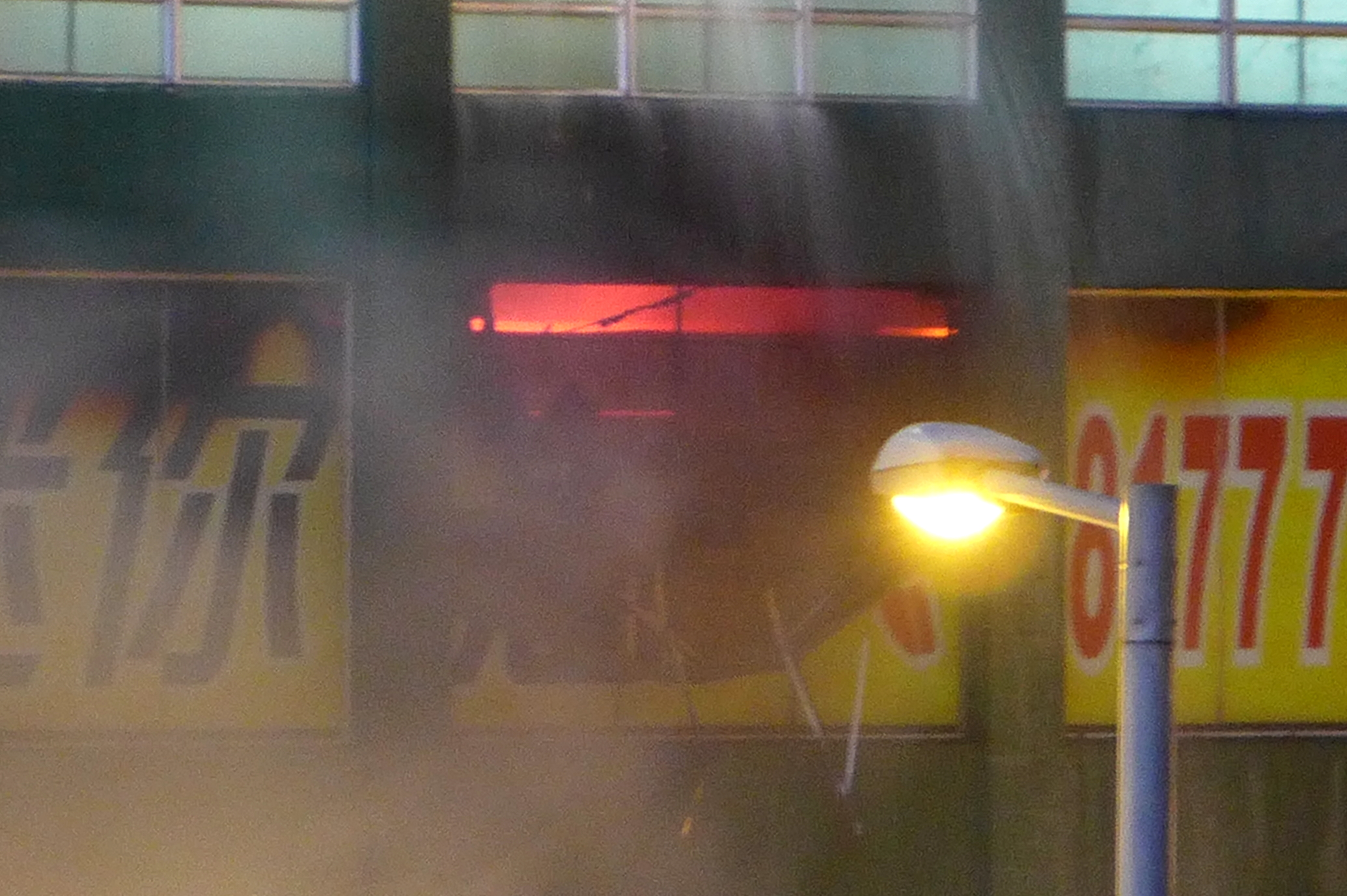
晚上7時半，火場仍冒出紫紅色火焰

### 6月22日

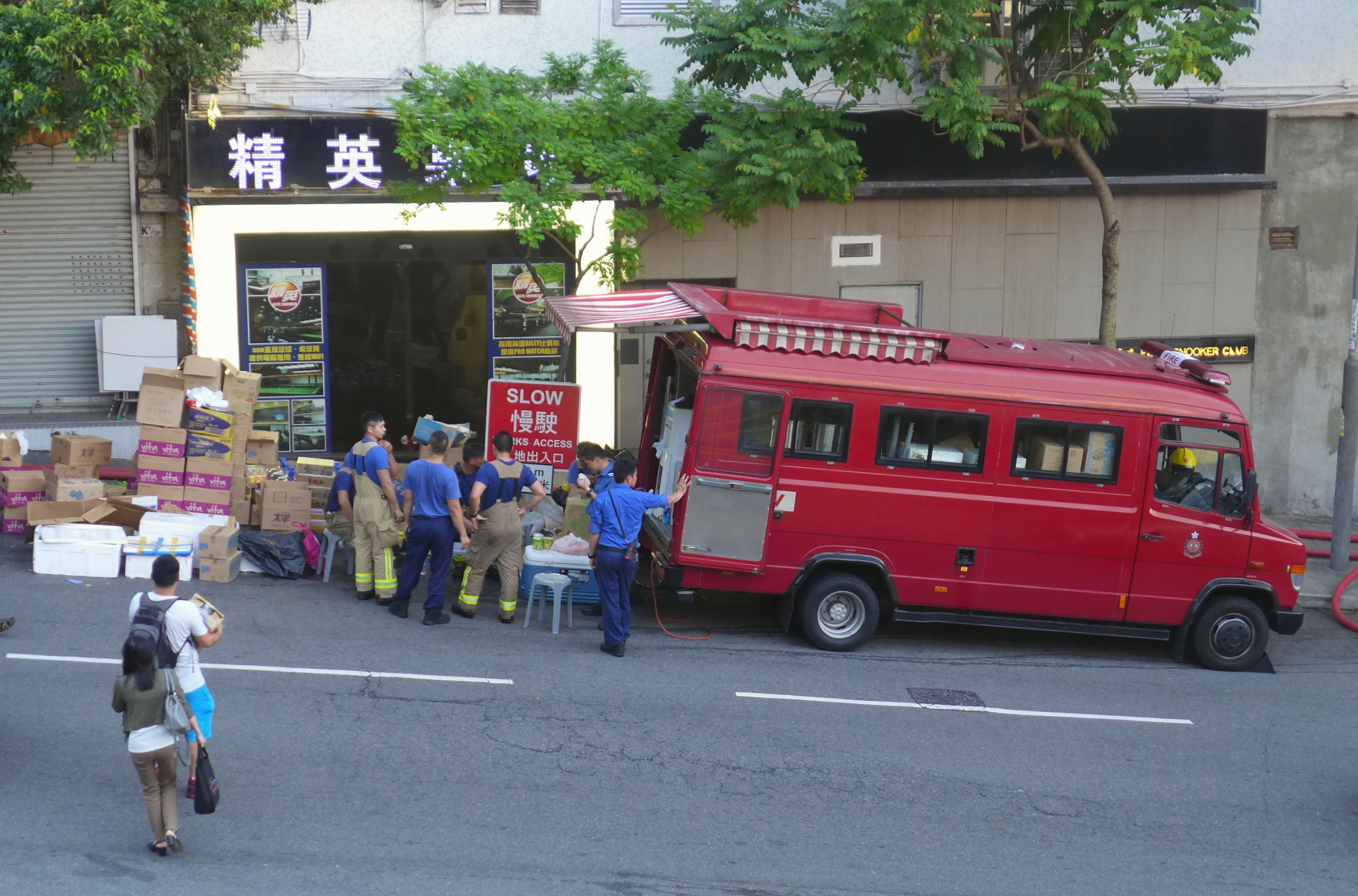
有市民自發送物資給消防員

由於大廈經過長達一日的灑水降溫，以及高溫令混凝土的結構減弱，大廈的外牆出現劇烈滲水及龜裂的情況。早上，屋宇署派人在樓宇外圍視察，發現樓宇外牆個別位置出現裂痕。為確保公眾安全，消防處及屋宇署於靠近裂痕地方圍封，禁止市民接近。
下午5時許，由於有大量救火用的水夾雜垃圾令附近去水渠淤塞，渠務署需進行緊急通渠，觀塘道往東行再度全線封閉。直至晚上8時半，靠近得寶花園的行車線才解封。
晚上7時開始，社會福利署疏散火場附近旁邊得寶花園兩間安老院共約300名長者，暫時遷往社區中心及其他安老院，其中兩名長者不適送院。
晚上10時20分，火勢由3樓蔓延至4樓，而消防員則改由5樓射水降溫。

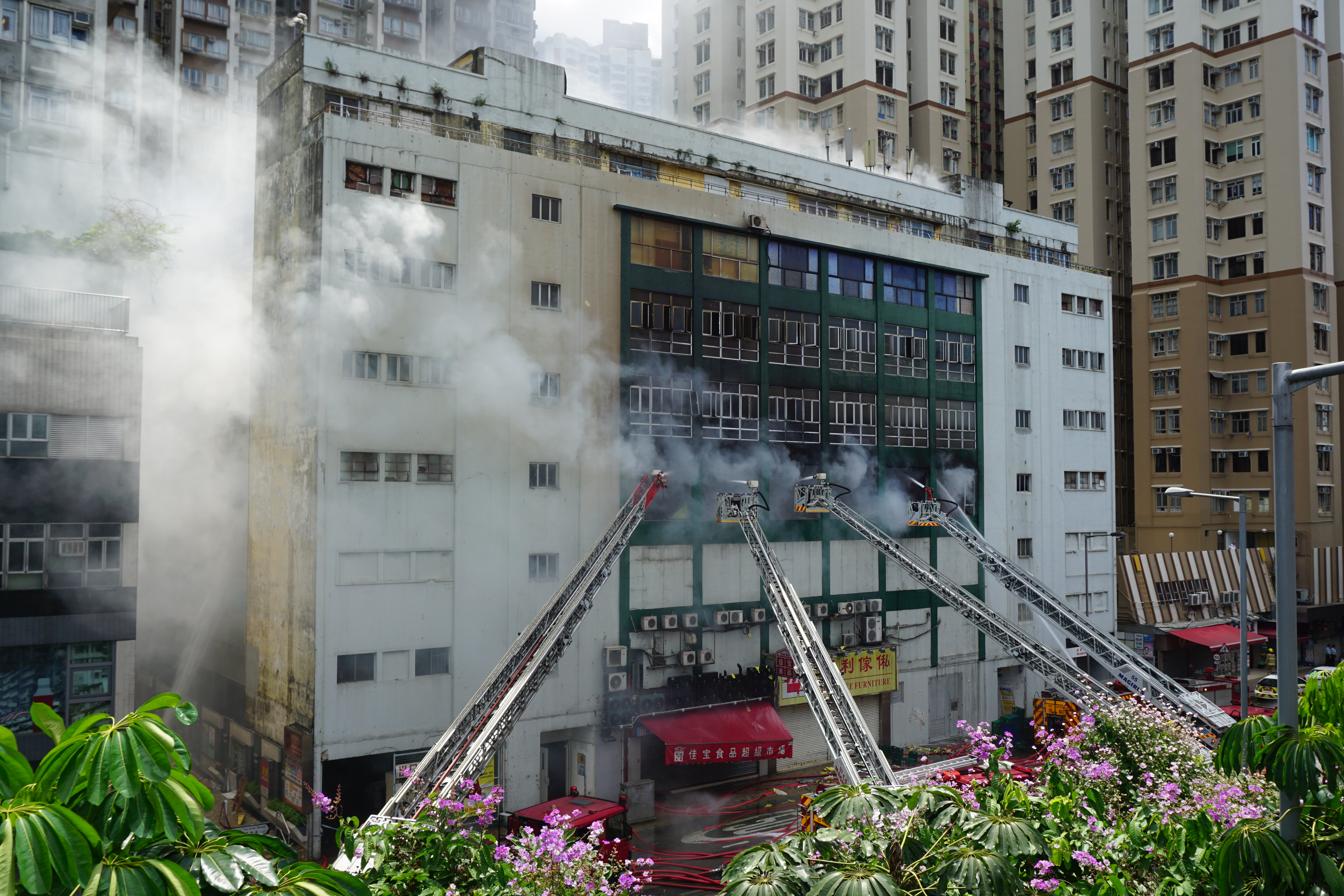
起火後翌晨，只有4條由消防員在地面操控的雲梯對準3樓不停自動射水
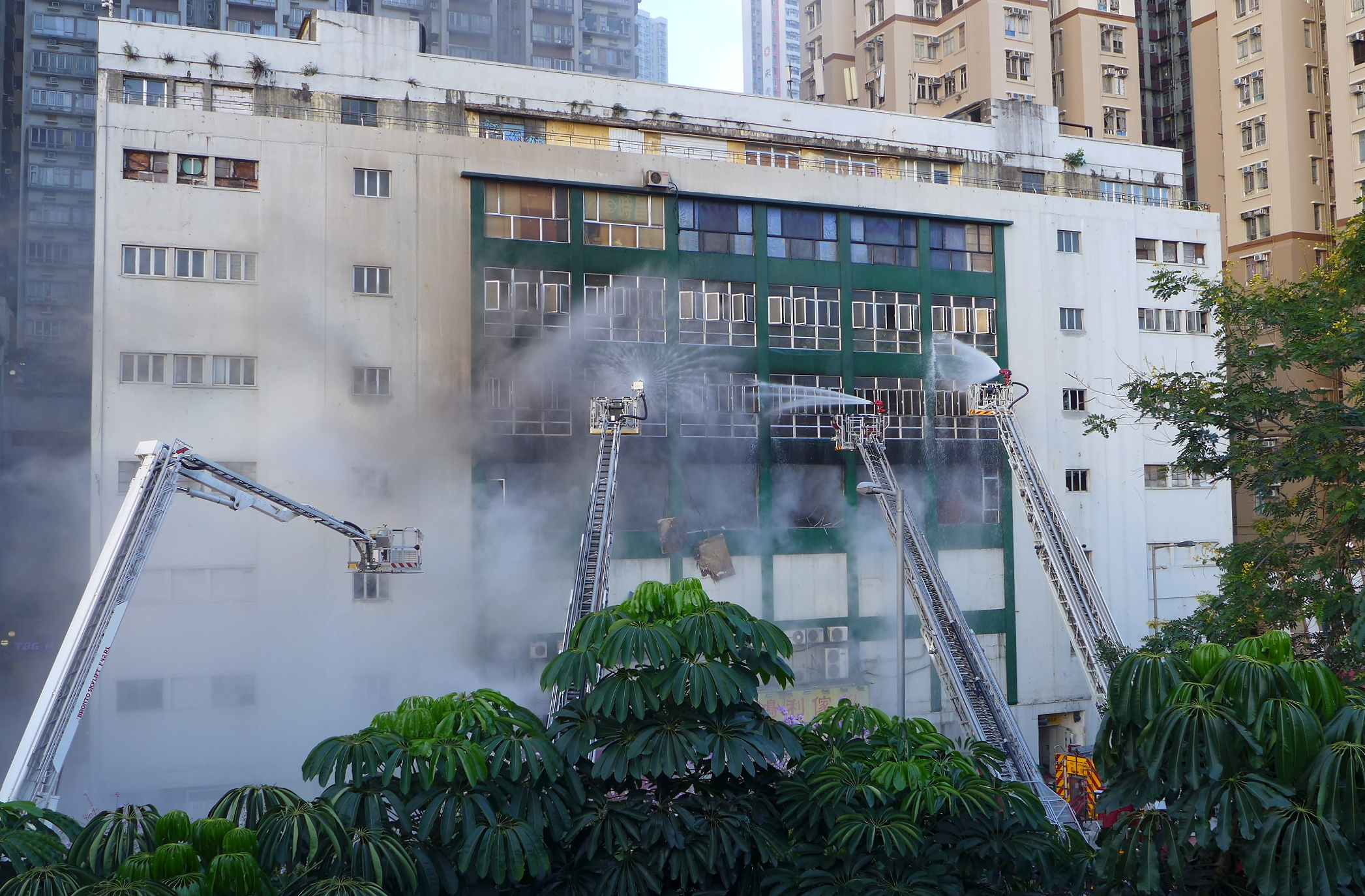
起火現場仍冒出大量濃煙，消防升起4條雲梯，並打破外牆廣告板射水灌救
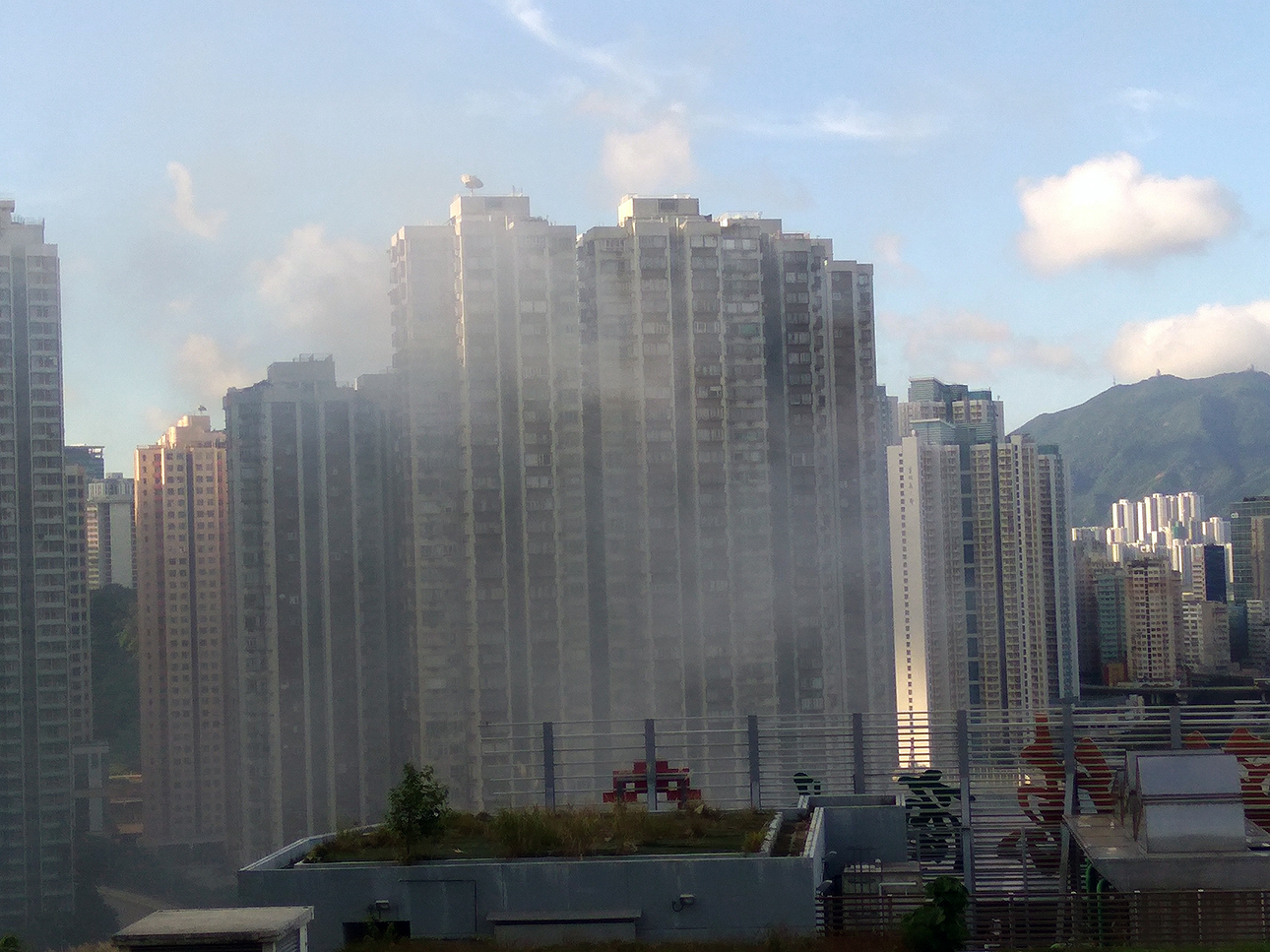
起火現場一帶濃煙密佈
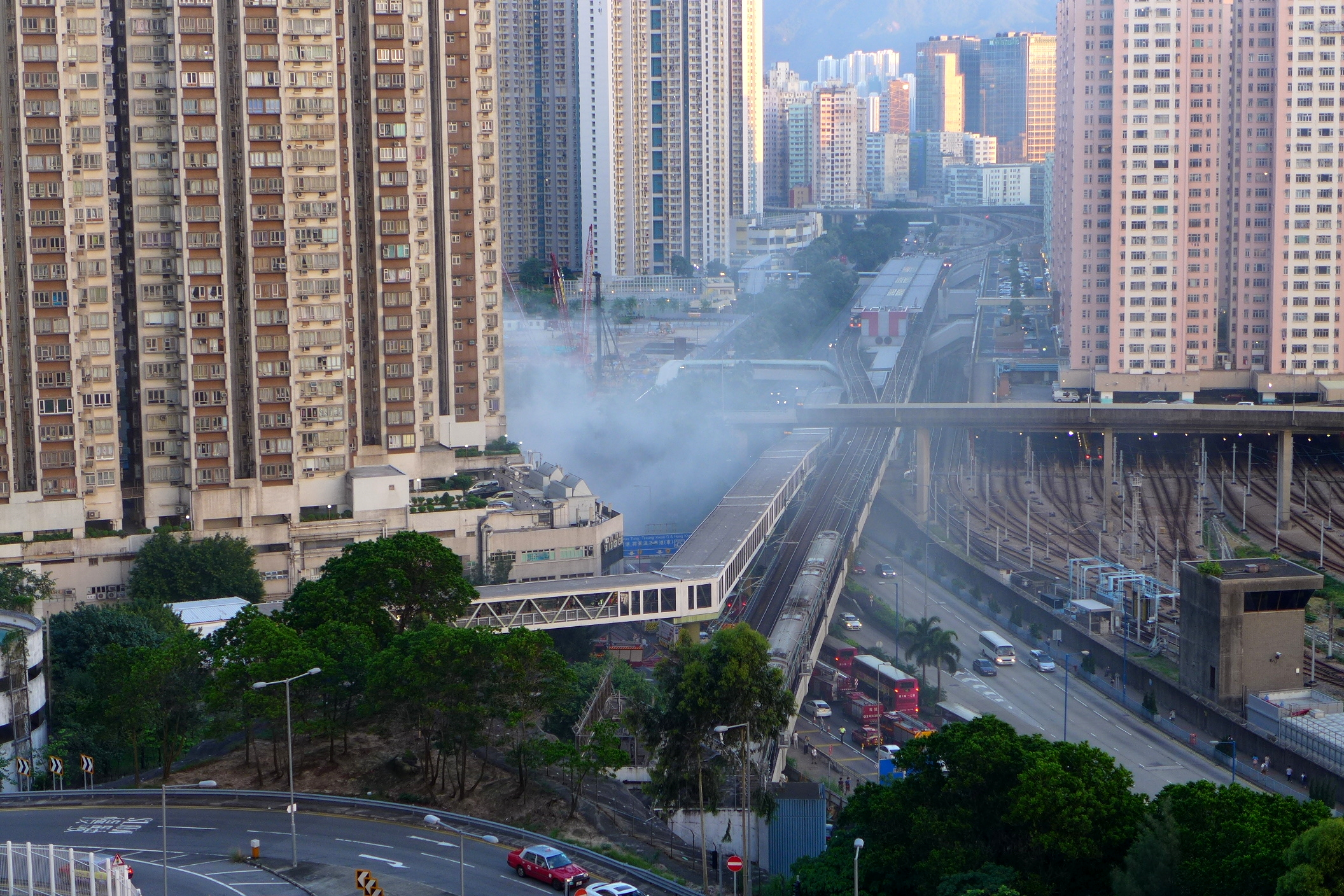
淘大工業村大火發生後32小時，起火現場一帶傍晚仍然濃煙密佈
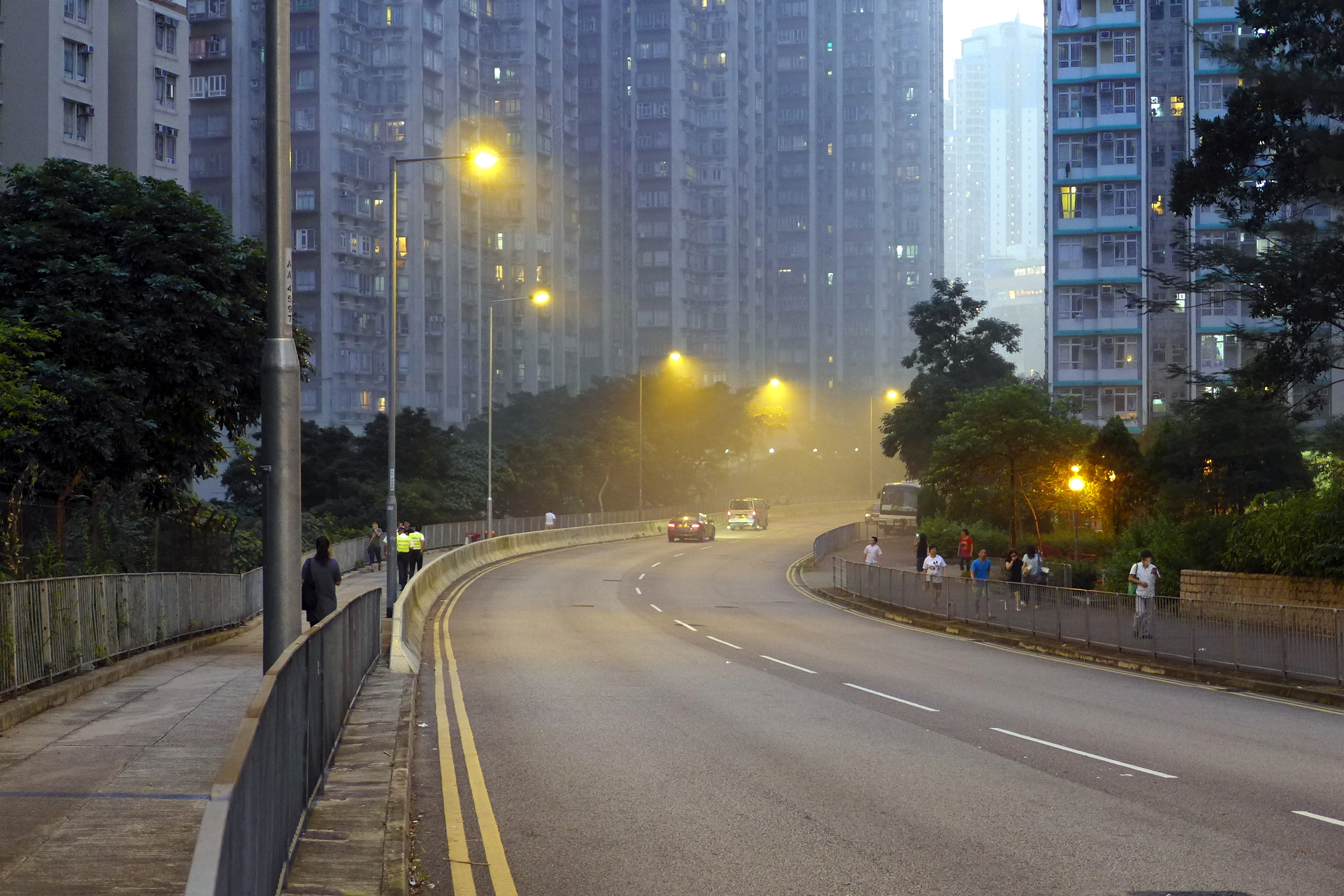
彩霞道一帶有濃煙密佈，能見度低
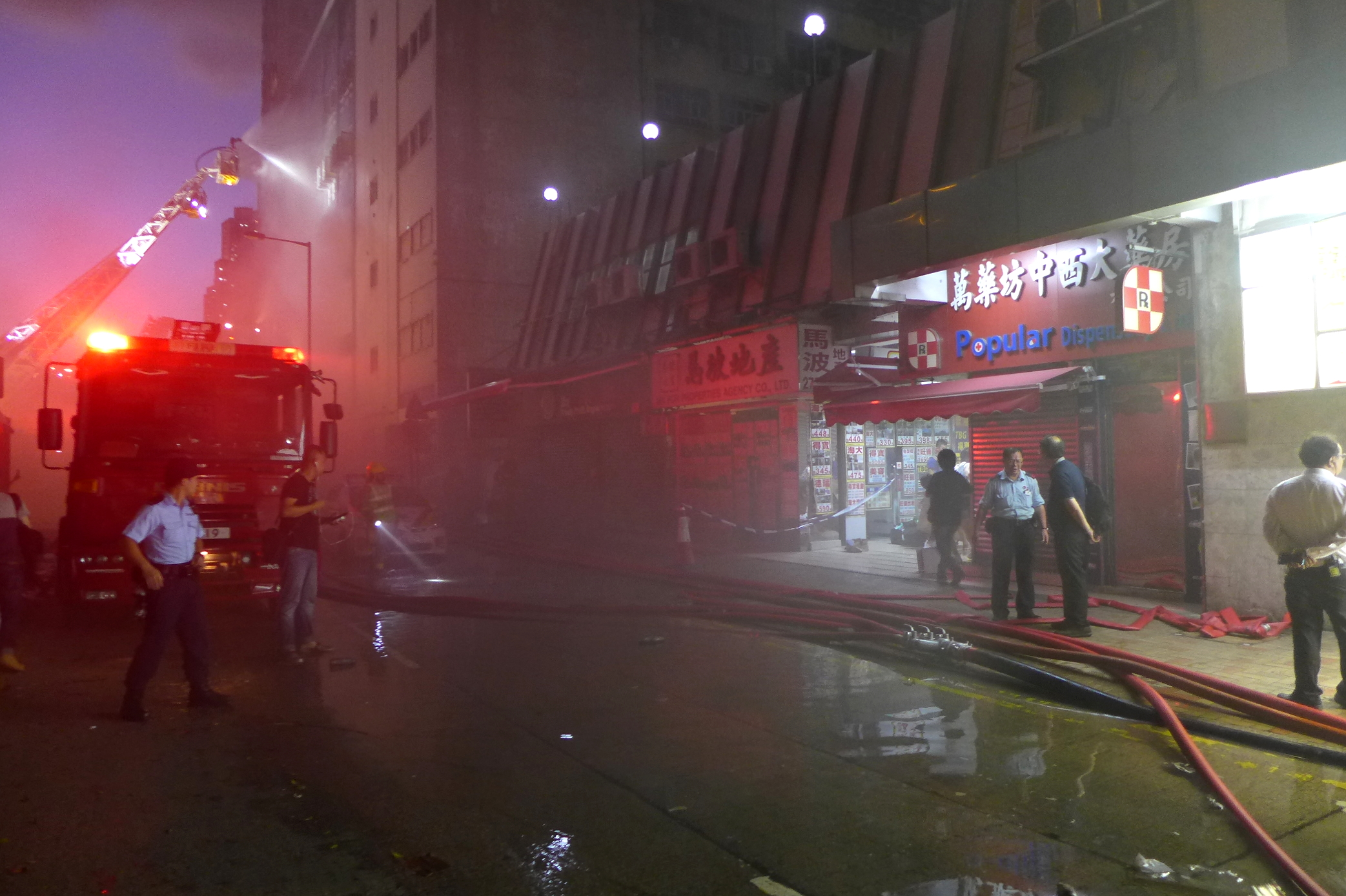
牛頭角道一帶能見度低，有警員圍封，禁止市民接近

### 6月23日

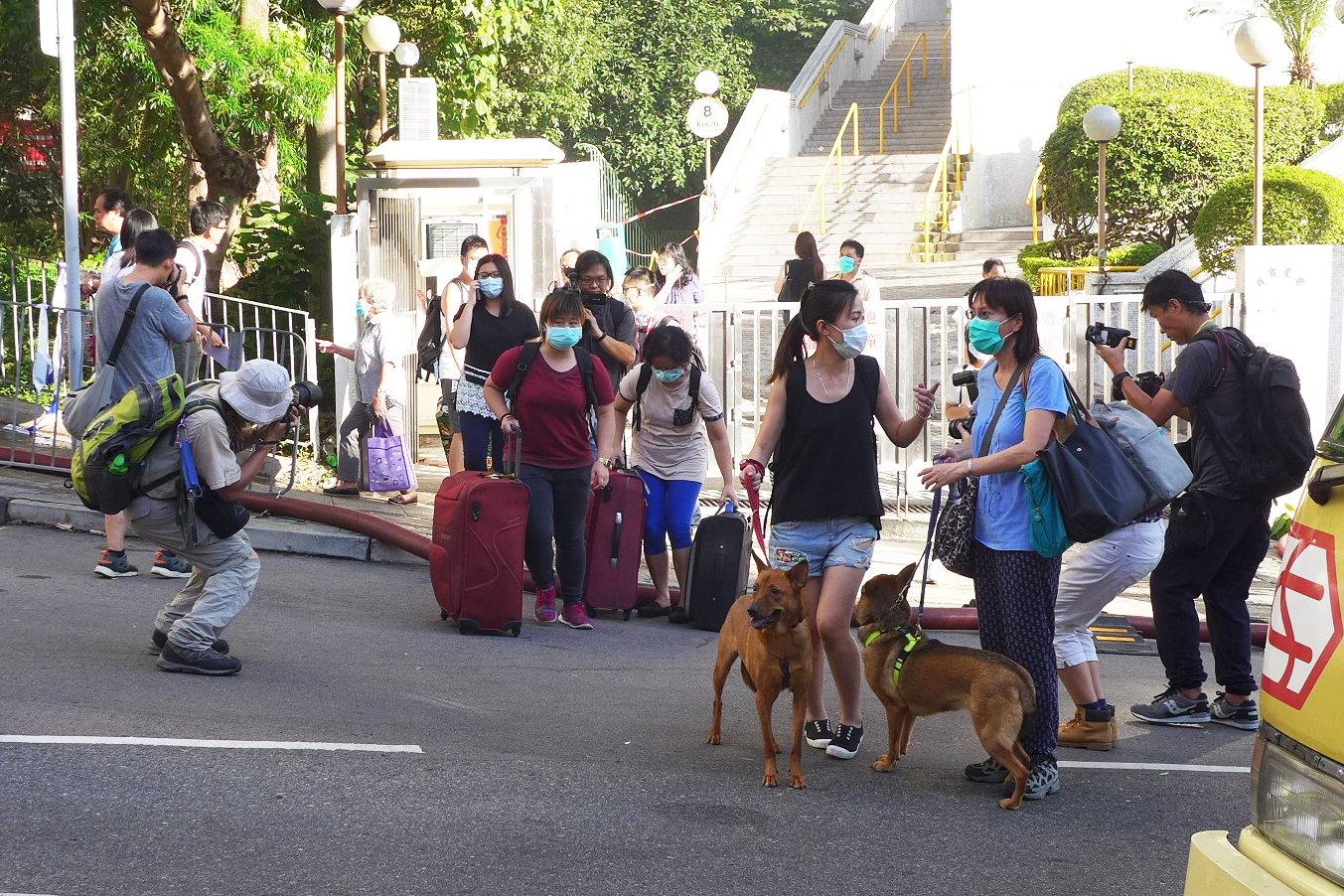
受大火影響，有附近居民決定執拾行李撤離，更有人帶同寵物離開家園

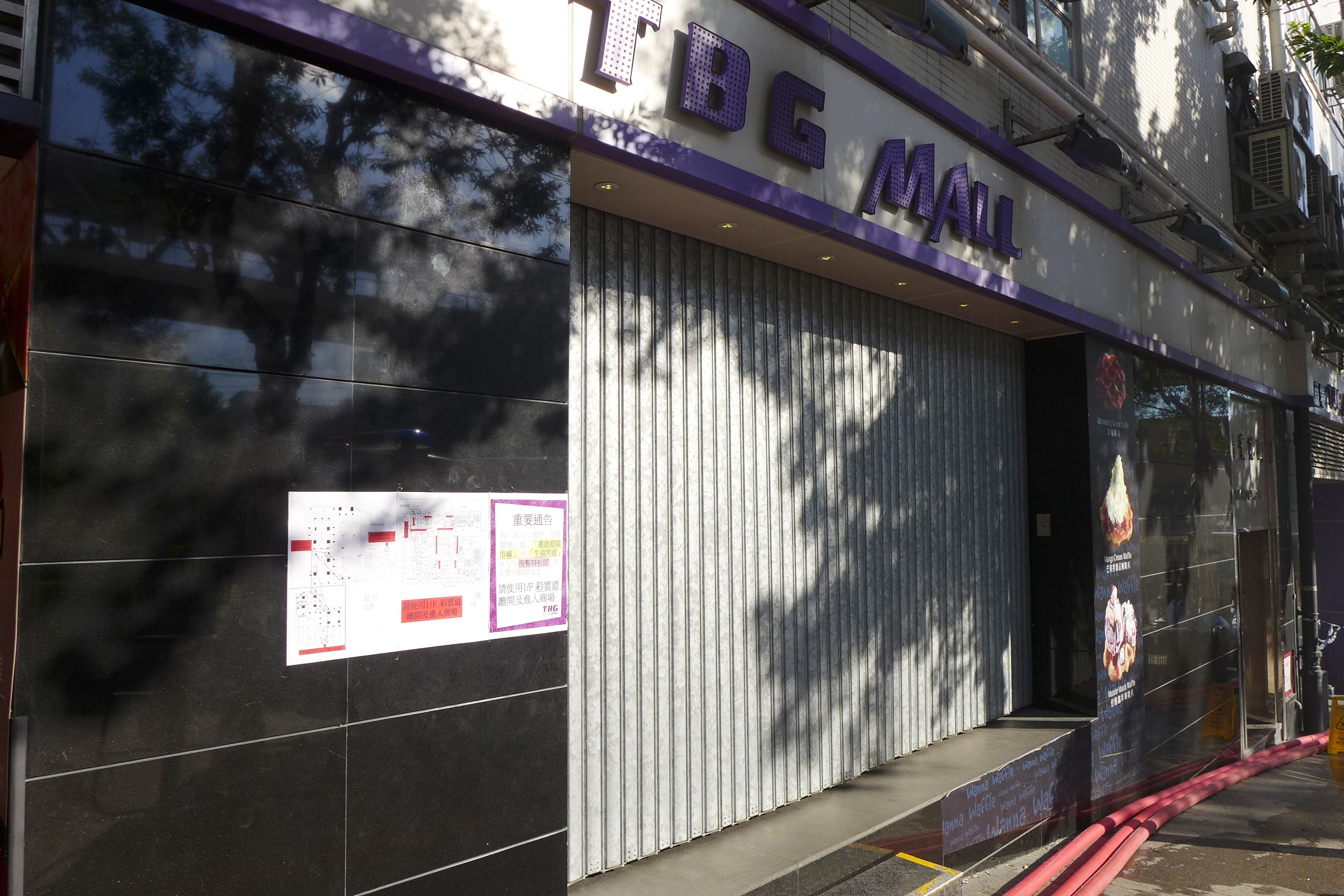
受大火影響，得寶花園商場關閉主入口

6月23日早上，風向由偏南轉為偏北，令前兩天吹向得寶花園及彩盈邨一帶的濃煙改向淘大花園方向擴散。其後，於下午1時許，濃煙首次飄向九龍灣工業區一帶。
經過兩日的焚燒後，大廈牆身出現裂紋，並有批盪剝落及傾斜的情況。惟屋宇署長許少偉下午進入工廈2樓視察後，認為2樓天花仍然穩妥，出現裂紋的地方並非大廈主要結構，並無倒塌危險。不過許亦拒絕回應3至5樓會否倒塌。
下午2時許，淘大工業村第一座4樓的天花板被大火燒穿，火勢蔓延至5樓。有媒體發現九龍灣室內運動場對出有2部城巴停泊，懷疑於疏散居民時所用，城巴證實政府租用了2架巴士於九龍灣。不過居民及管理員均表示，未聽過有此安排。
受大火影響，加上濃煙帶有異味，有附近居民決定執拾行李撤離，更有人帶同寵物到朋友家暫住。受到刺鼻濃煙影響，火場附近的佐敦谷聖若瑟天主教小學、浸信宣道會呂明才小學，以及基督教小樹苗幼稚園，宣布翌日停課。
下午5時，基督教聯合醫院、將軍澳醫院及伊利沙伯醫院合共接收33名病人，包括23名鄰近火警現場的居民。一名居民及9名消防員已經出院，其餘22名留院居民情況穩定。
晚上7時許，火場又發生突變，大批消防員需緊急疏散，衝出火場，再有3名消防員需送院，其中一名消防員在三樓不適倒下，37歲消防隊目許志傑陷入昏迷需進行心外壓，送往基督教聯合醫院搶救，至晚上9時10分證實不治，成為大火中第2名殉職消防員，其餘兩名送院消防員情況嚴重，其中一名消防員送院時激動痛哭。  

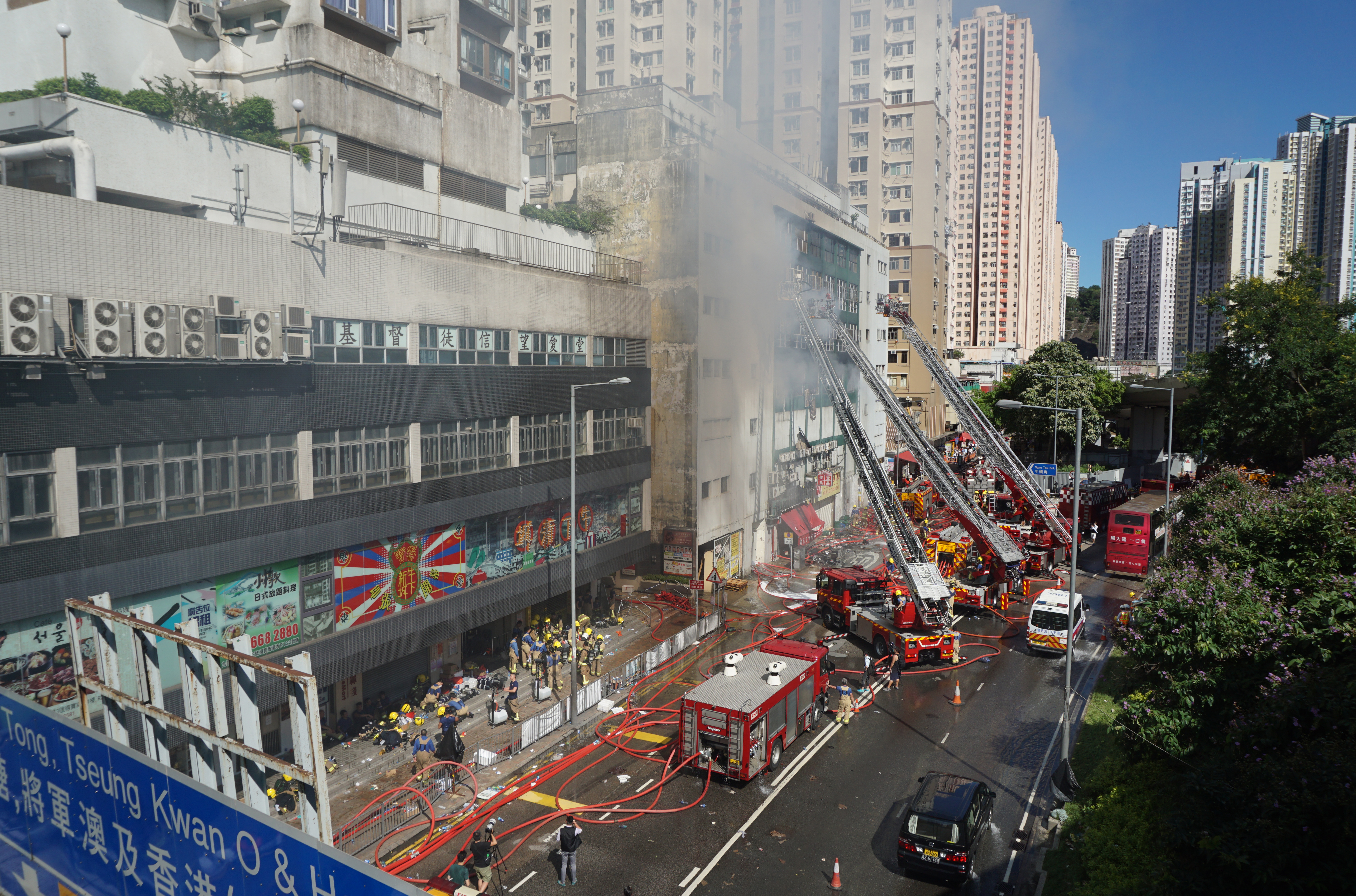
下午3時37分，4條雲梯中只有2條向3樓灌水，大廈地面滿佈消防員從3樓災場拋出的雜物、縱橫交錯的滅火喉筆及多輛救火車
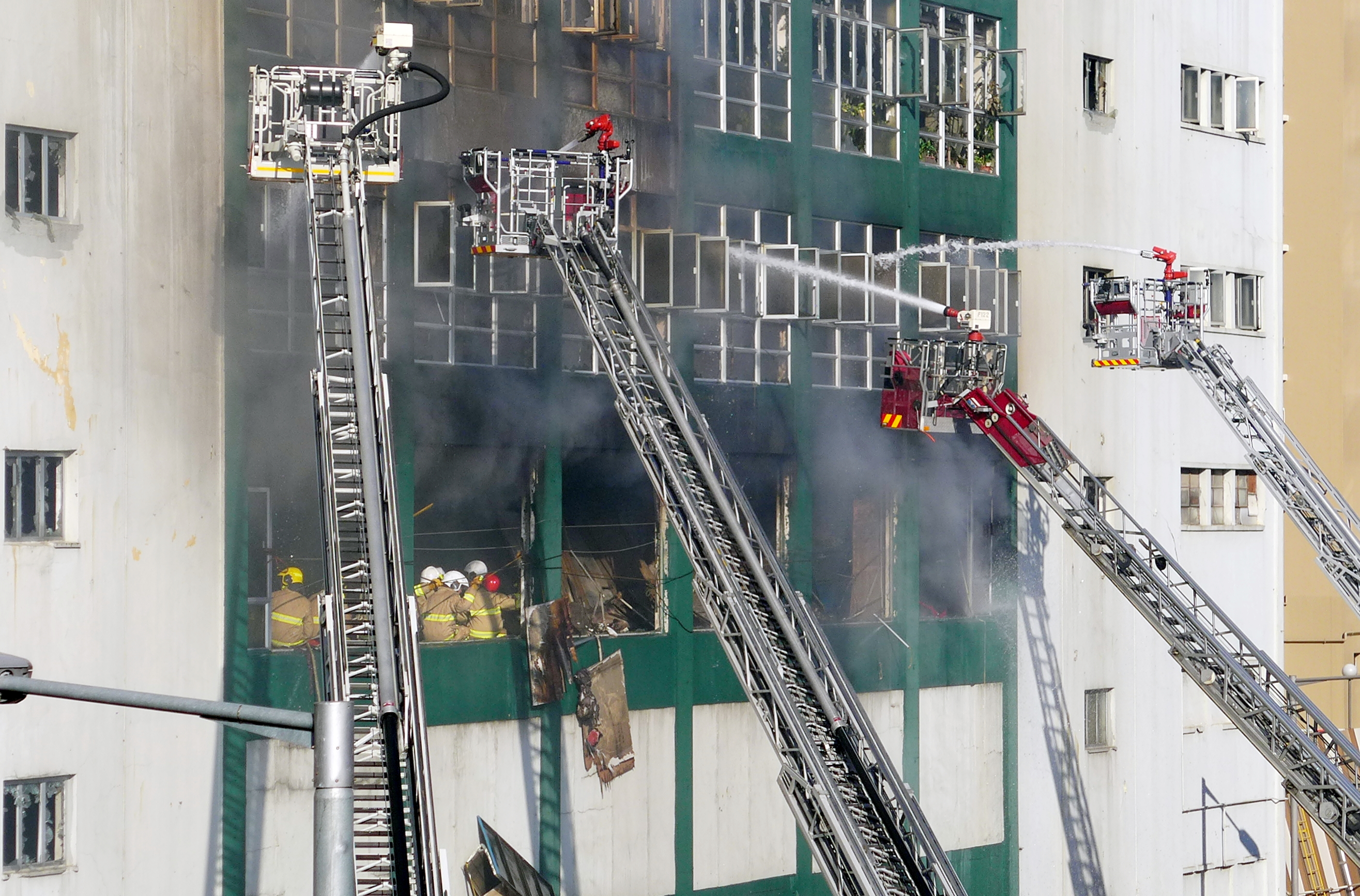
下午5時14分，消防向4樓射水灌救
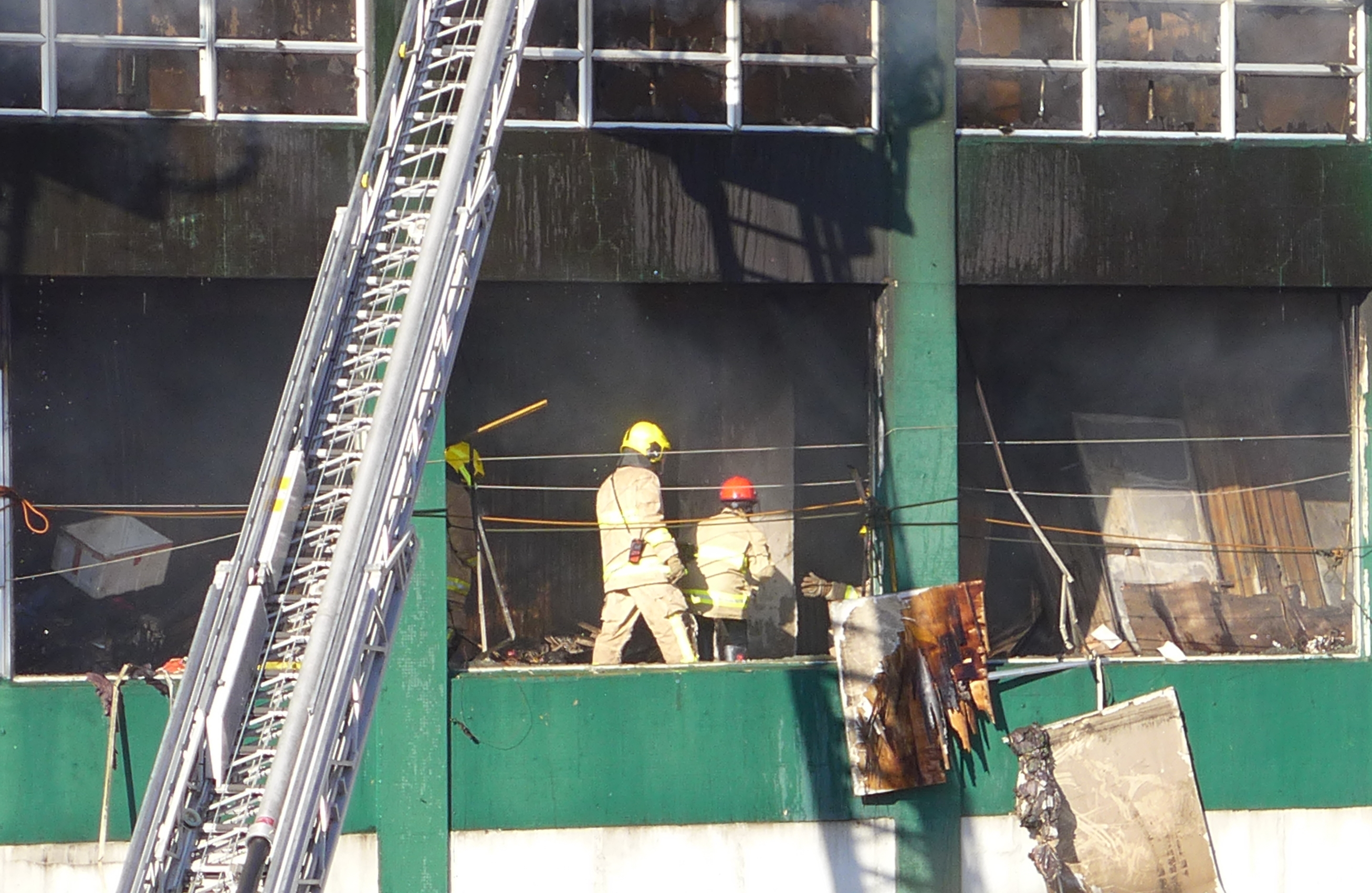
下午5時15分，再有消防員進入3樓
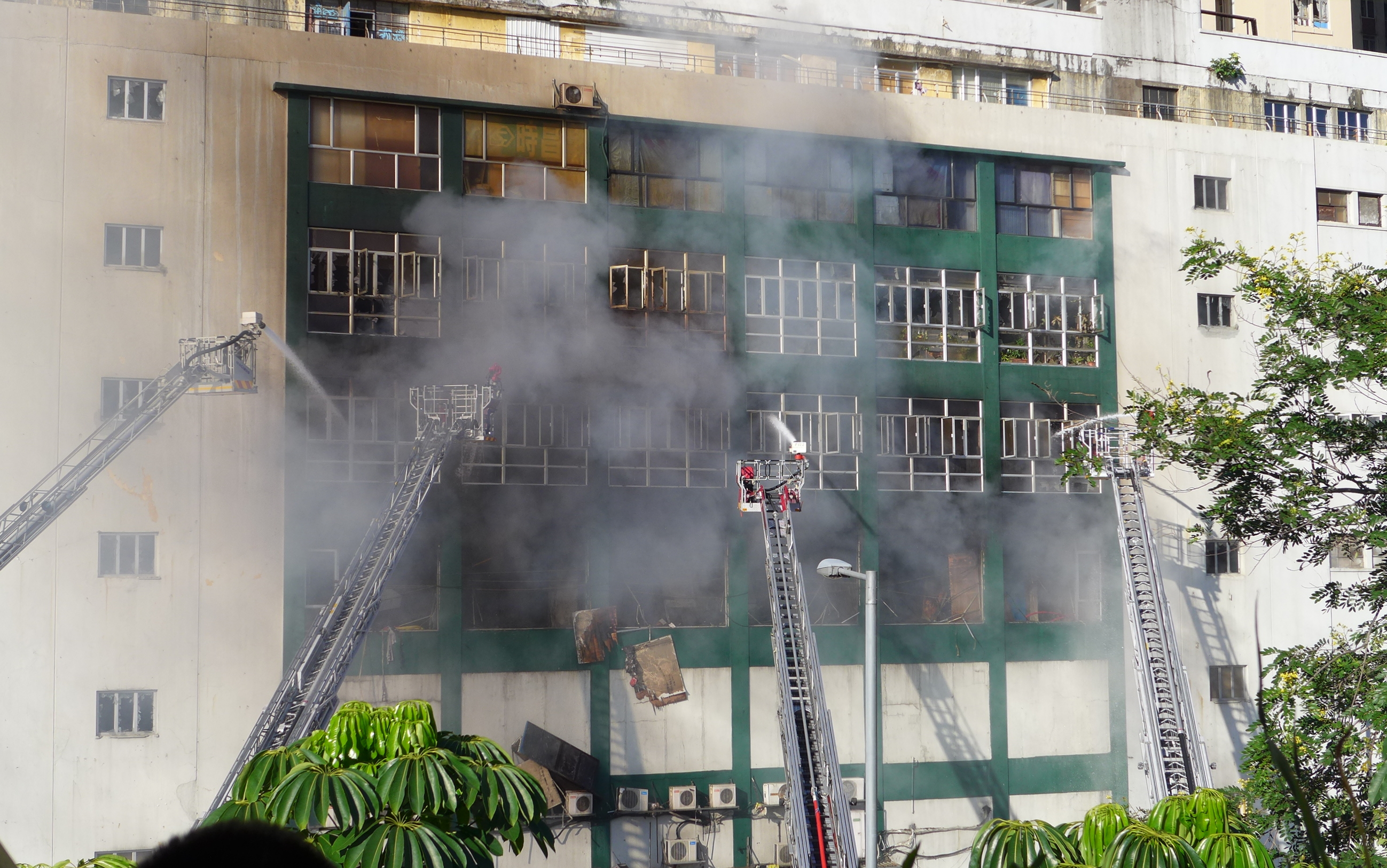
下午5時20分，火勢蔓延至4樓及5樓
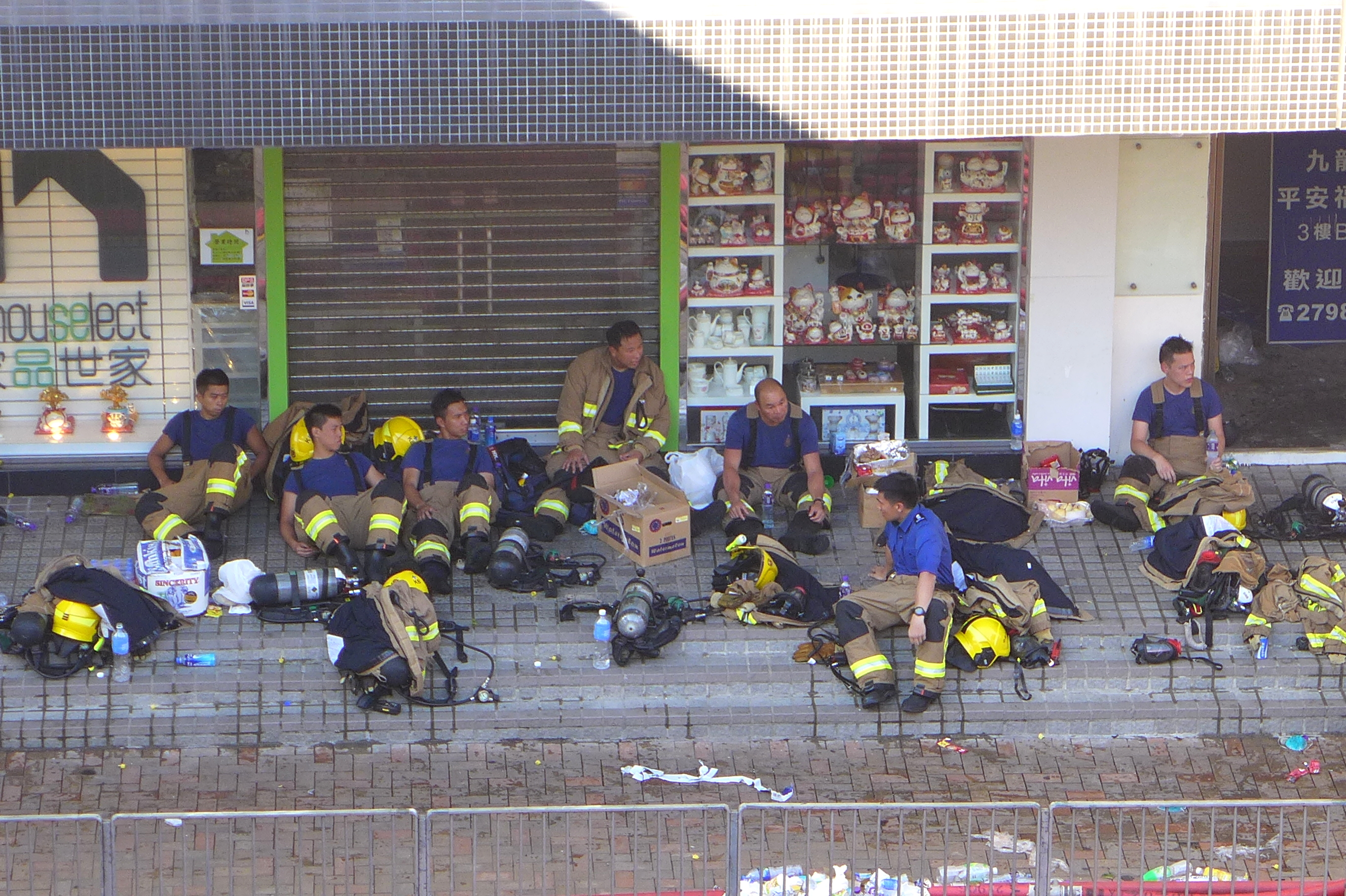
不少消防員日以繼夜救火，部份人已顯得精疲力盡
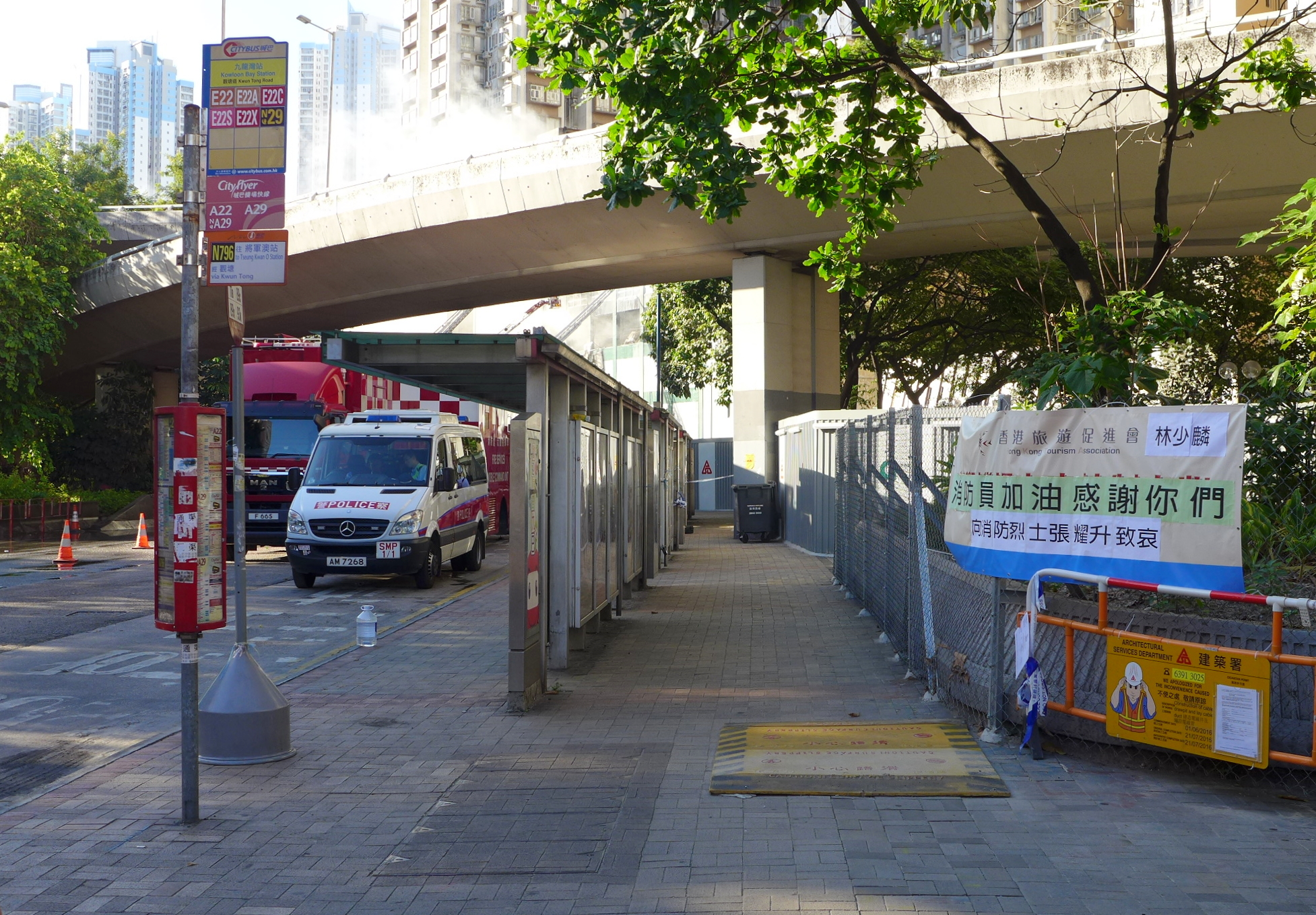
觀塘道掛上了支持消防員的橫額

### 6月24日

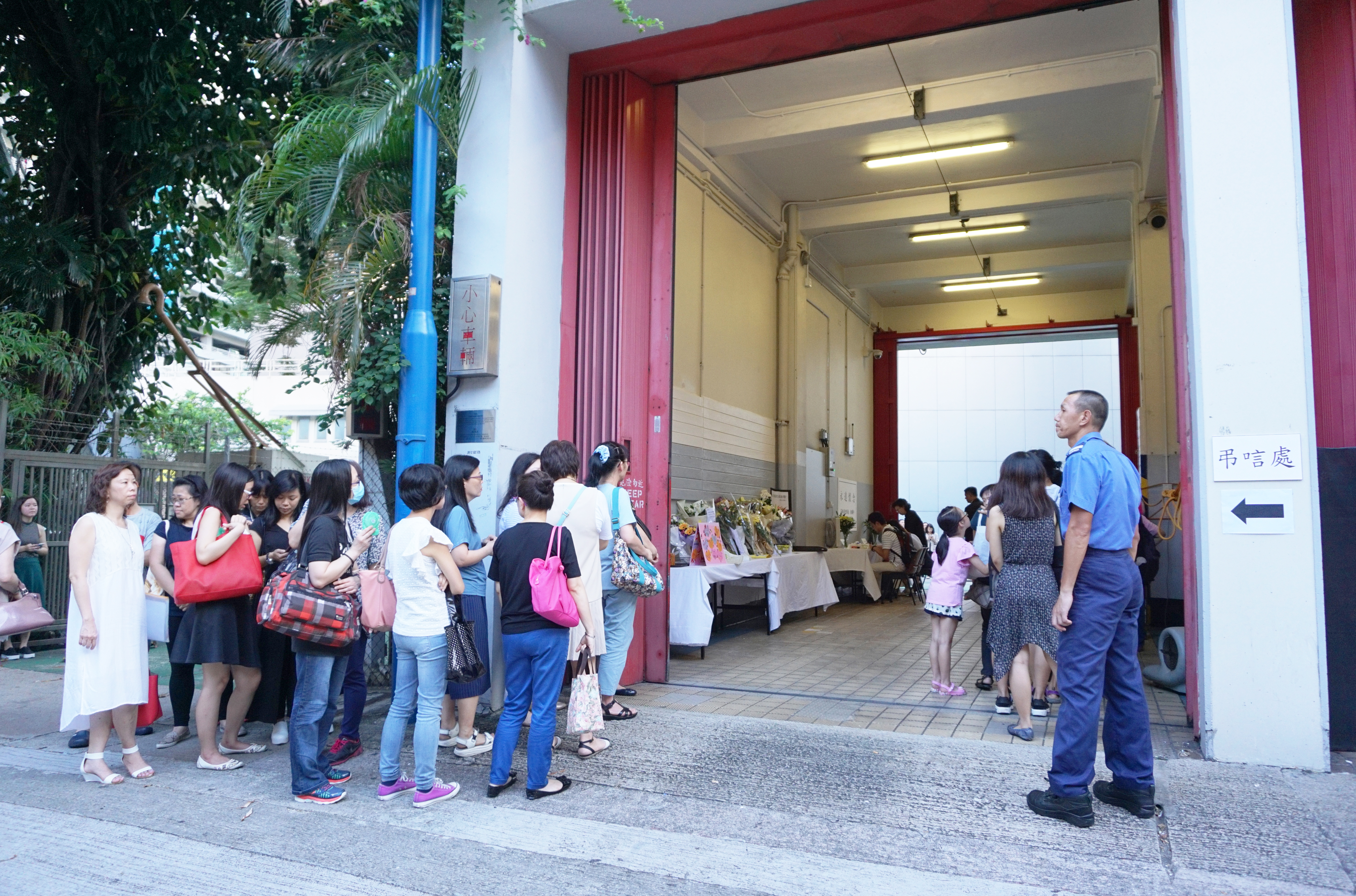
弔唁冊擺放首日，市民湧往觀塘消防局簽署或送上鮮花致哀

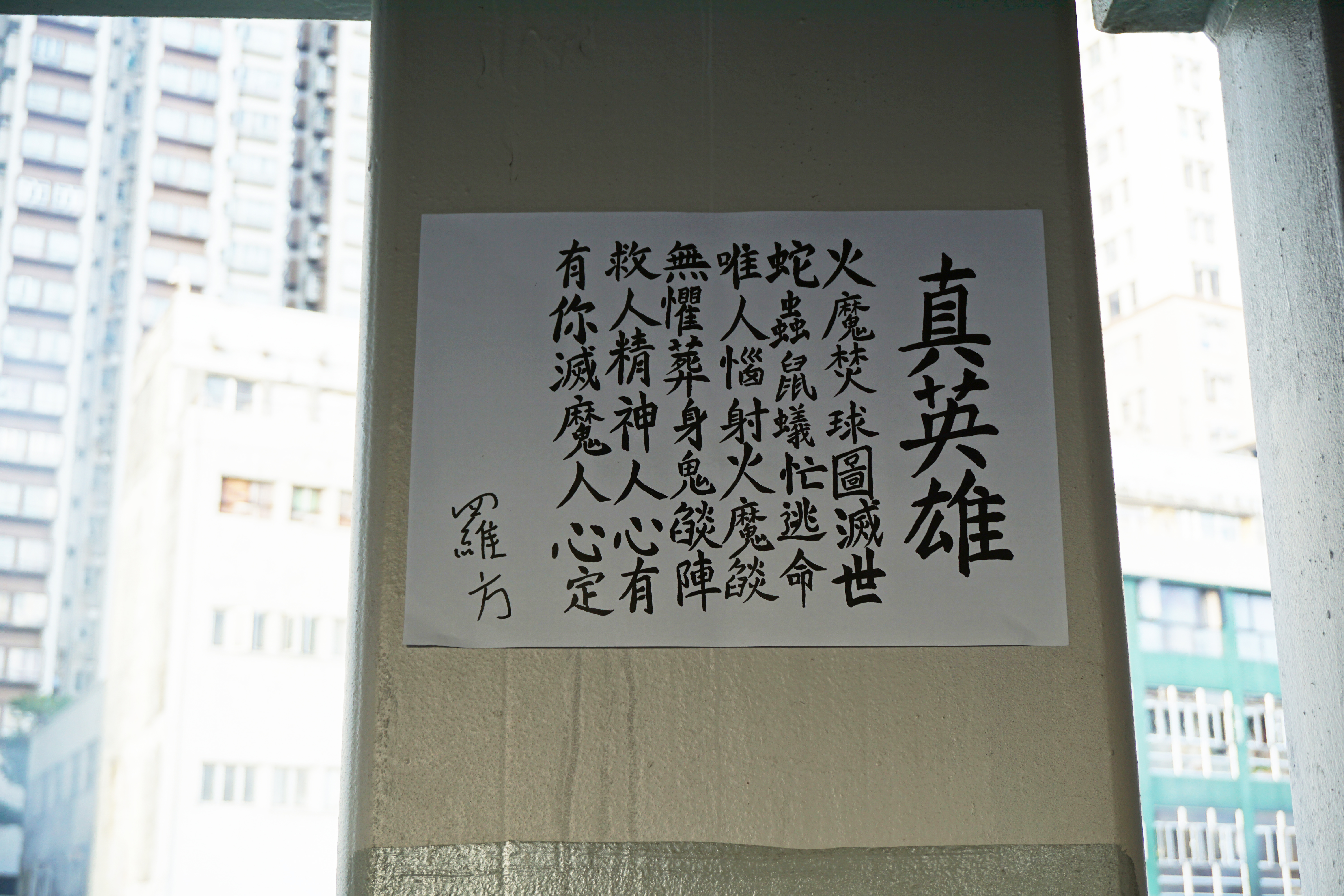
有市民於災場對面的行人天橋上貼上悼念消防員字句

許志傑生前駐守的觀塘消防局及高級消防隊長張耀升任教的將軍澳消防及救護學院，擺放弔唁冊，有市民來到簽署。
到下午，有消息人士提供火場內的照片，顯示3樓室內煙霧瀰漫，仍有多個迷你倉的鐵門仍未爆破。而不少迷你倉的鐵皮間隔被燒至扭曲，成為廢鐵。室內亦有牆壁爆裂，露出紅磚。火場樓梯及地面有多條消防喉縱橫交錯。
消防於傍晚交代滅火進展，表示已派出260名消防員，40架消防車和救傷車進行滅火行動。3樓火勢和煙有所改善，不過部分範圍的室內溫度仍高，已派出消防員拆除左面的鋼板通風。而4樓左邊的間隔仍冒煙和處於高溫，右邊的情況則有改善，已開始拆除左面的鋼板和玻璃作通風。5樓冒煙情況有改善，6樓和7樓未有被波及。
晚上，政府新聞處公布火勢於晚上7時38分受到控制。現時仍有2位消防員在聯合醫院留醫，情況穩定。

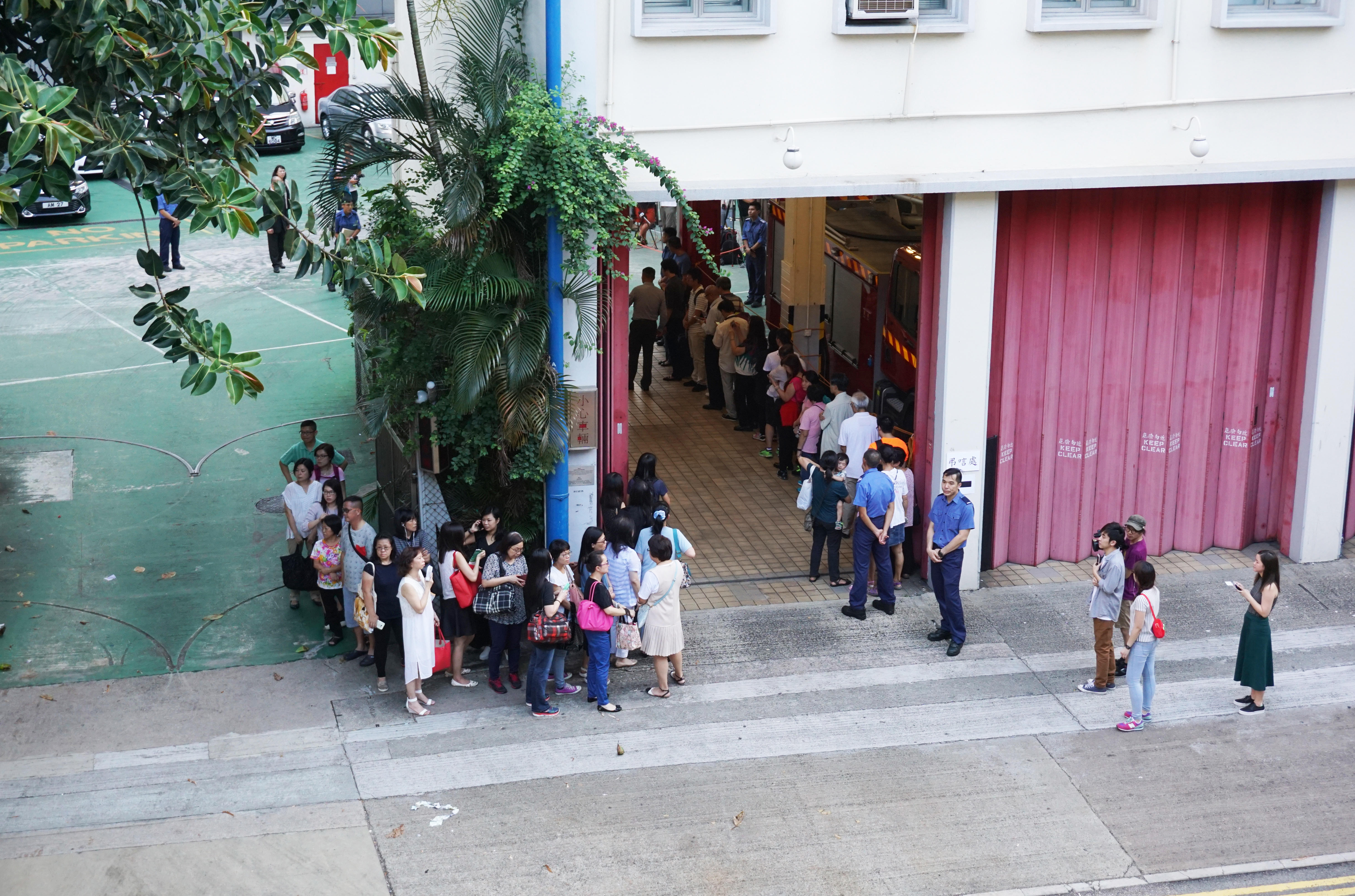
市民在觀塘消防局外排隊等候向殉職消防員致意
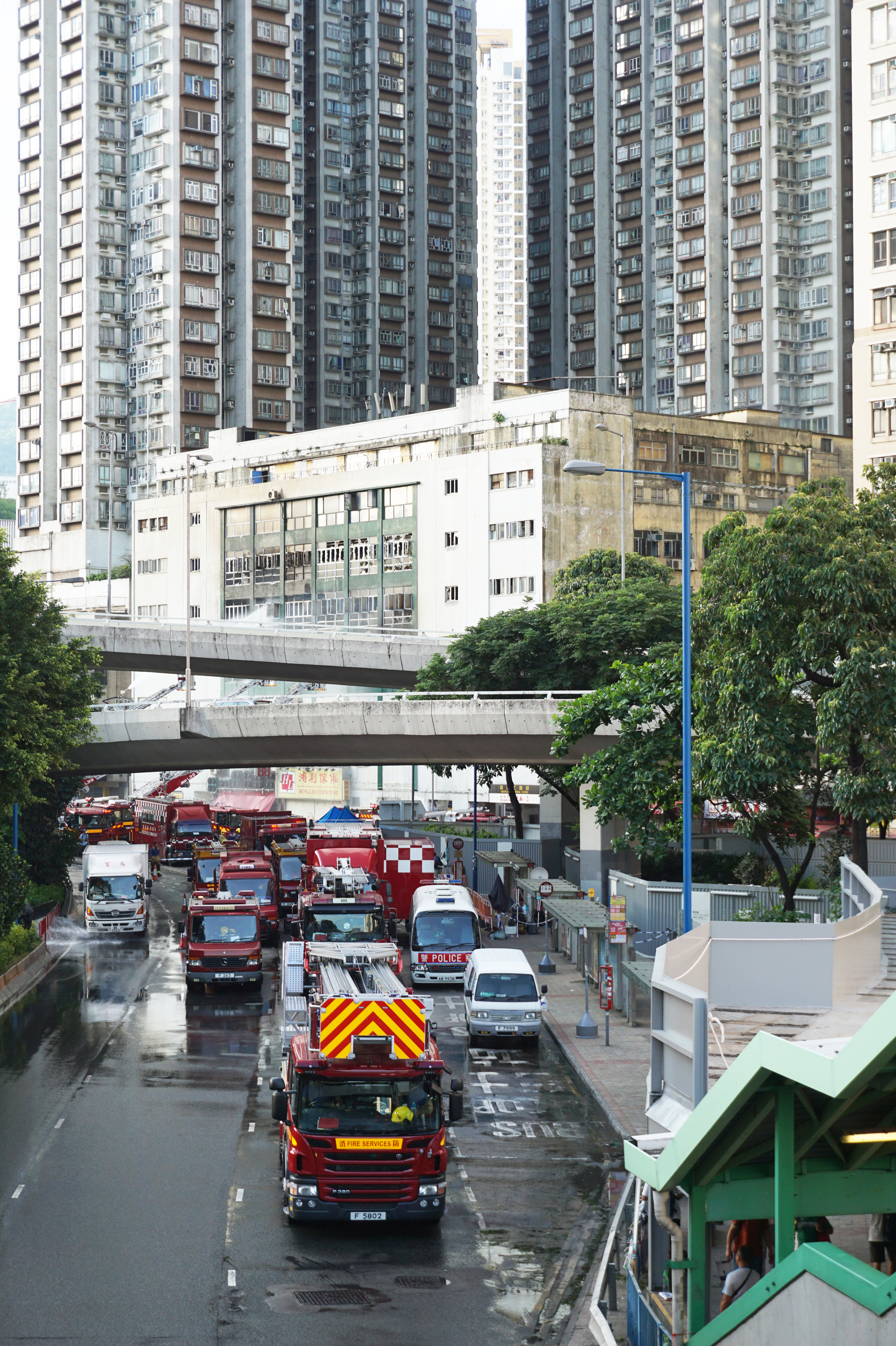
起火後3日，由於火勢仍未熄滅，觀塘道往觀塘方向的3條行車線只開放1條，並繼續停泊多輛不同種類的消防車
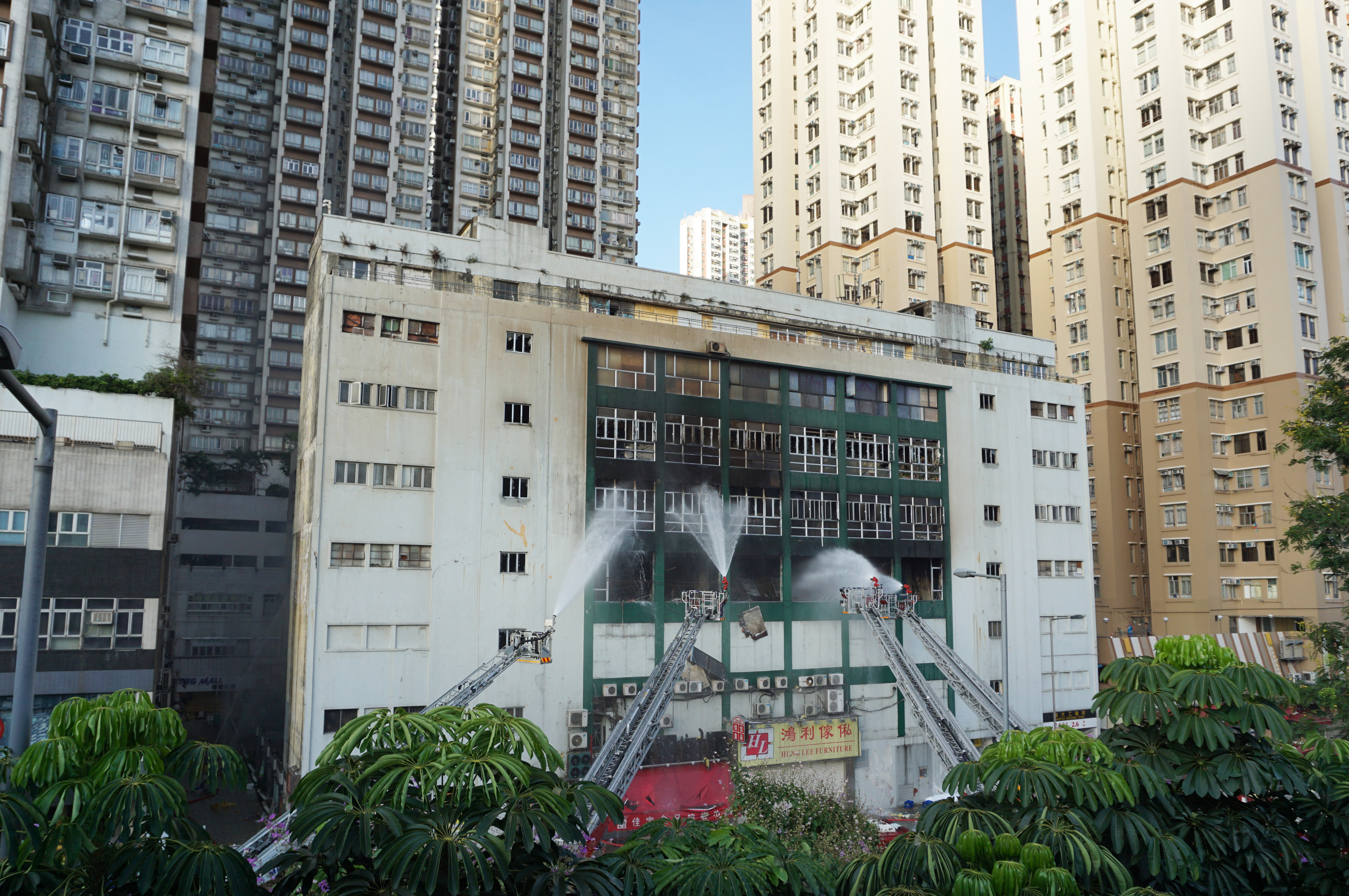
4條雲梯再度全數射向3樓及4樓，確保火勢不會蔓延並繼續減弱，而內街亦有2條無人操作的喉筆不停向3樓射水
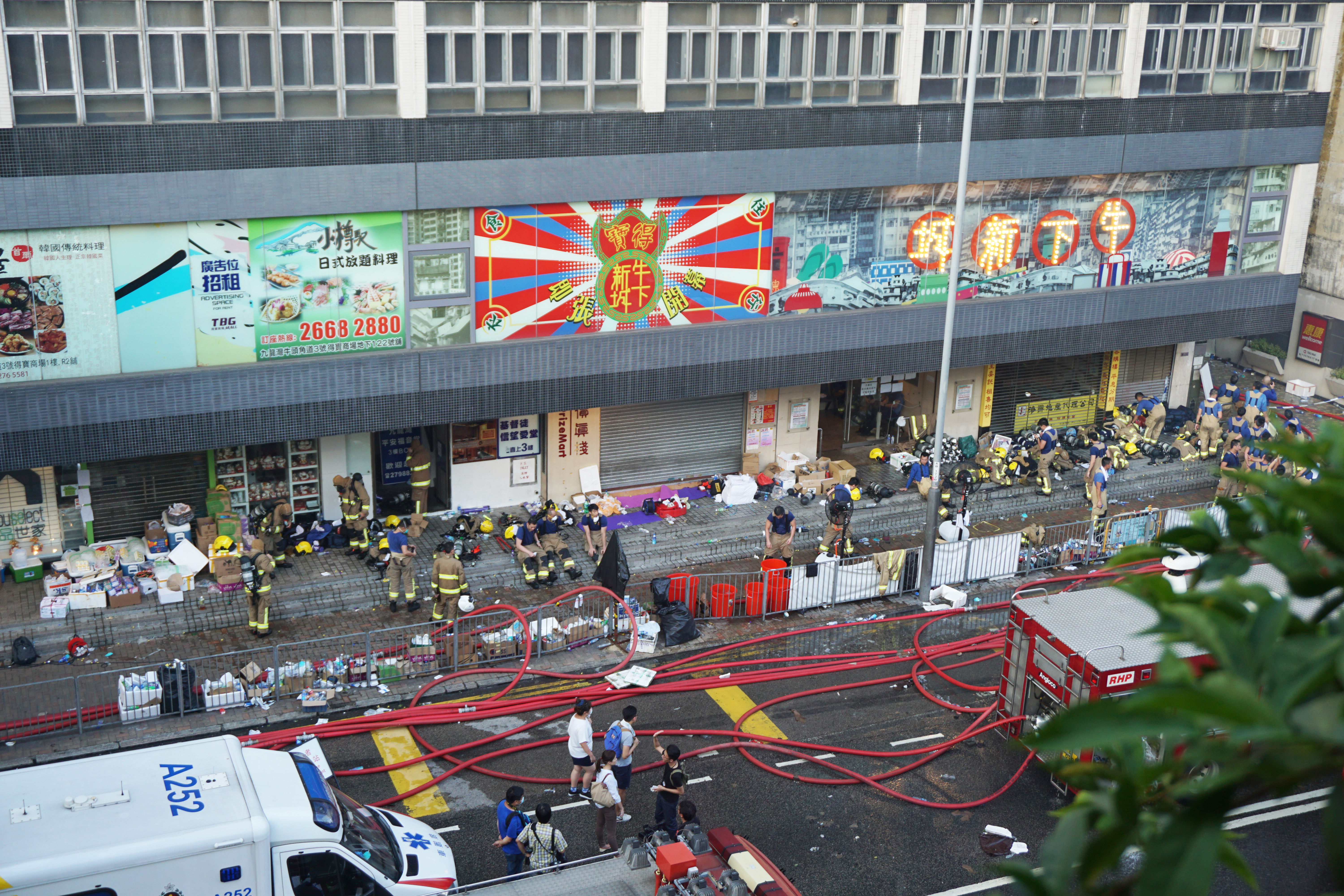
得寶花園商場面向觀塘道地下滿佈供消防員進食的物品、紙包飲品及樽裝水，亦放置多個氧氣筒
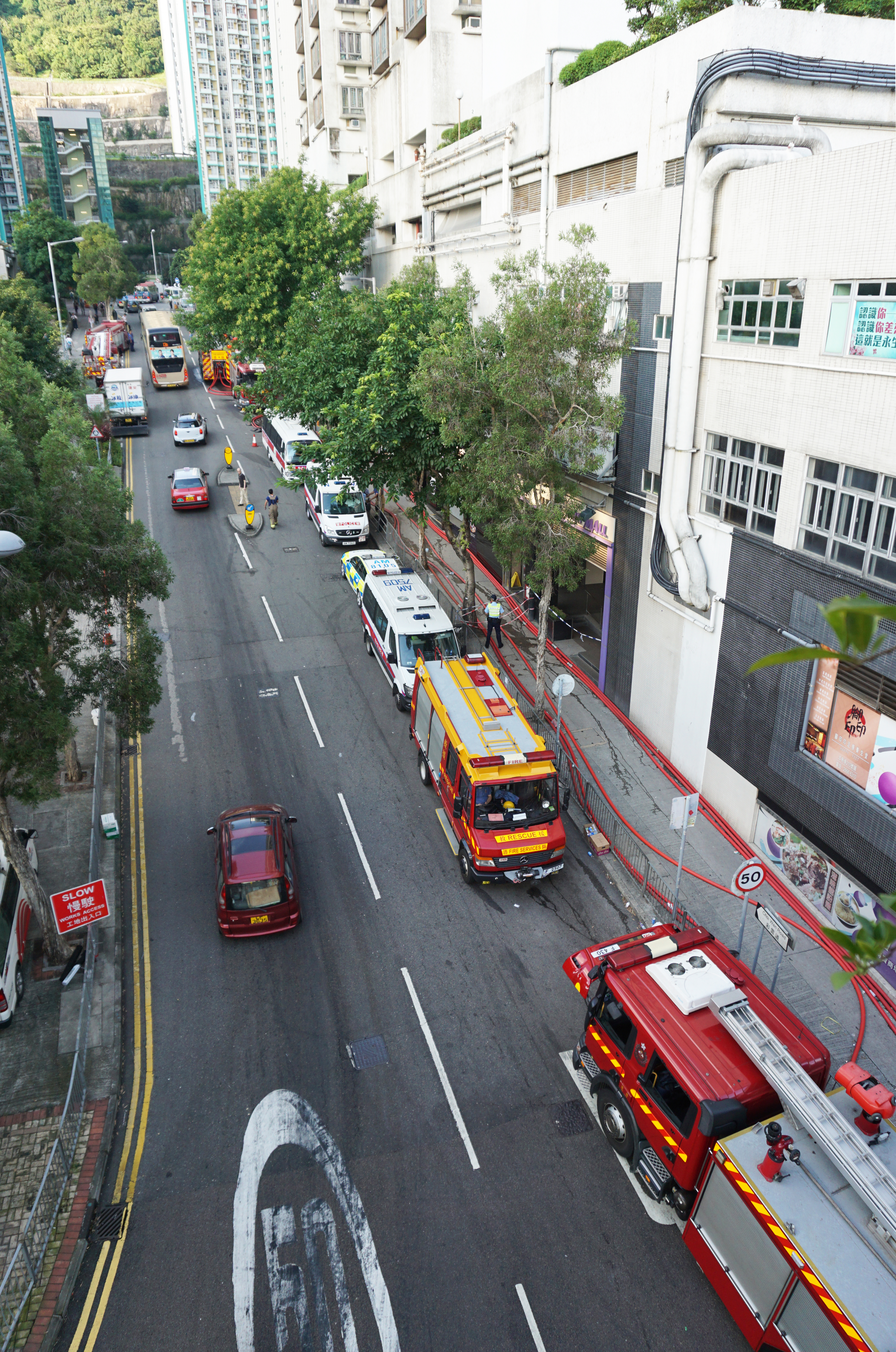
靠近火場的彩雲道則泊滿消防車及警車，只剩下1條行車線
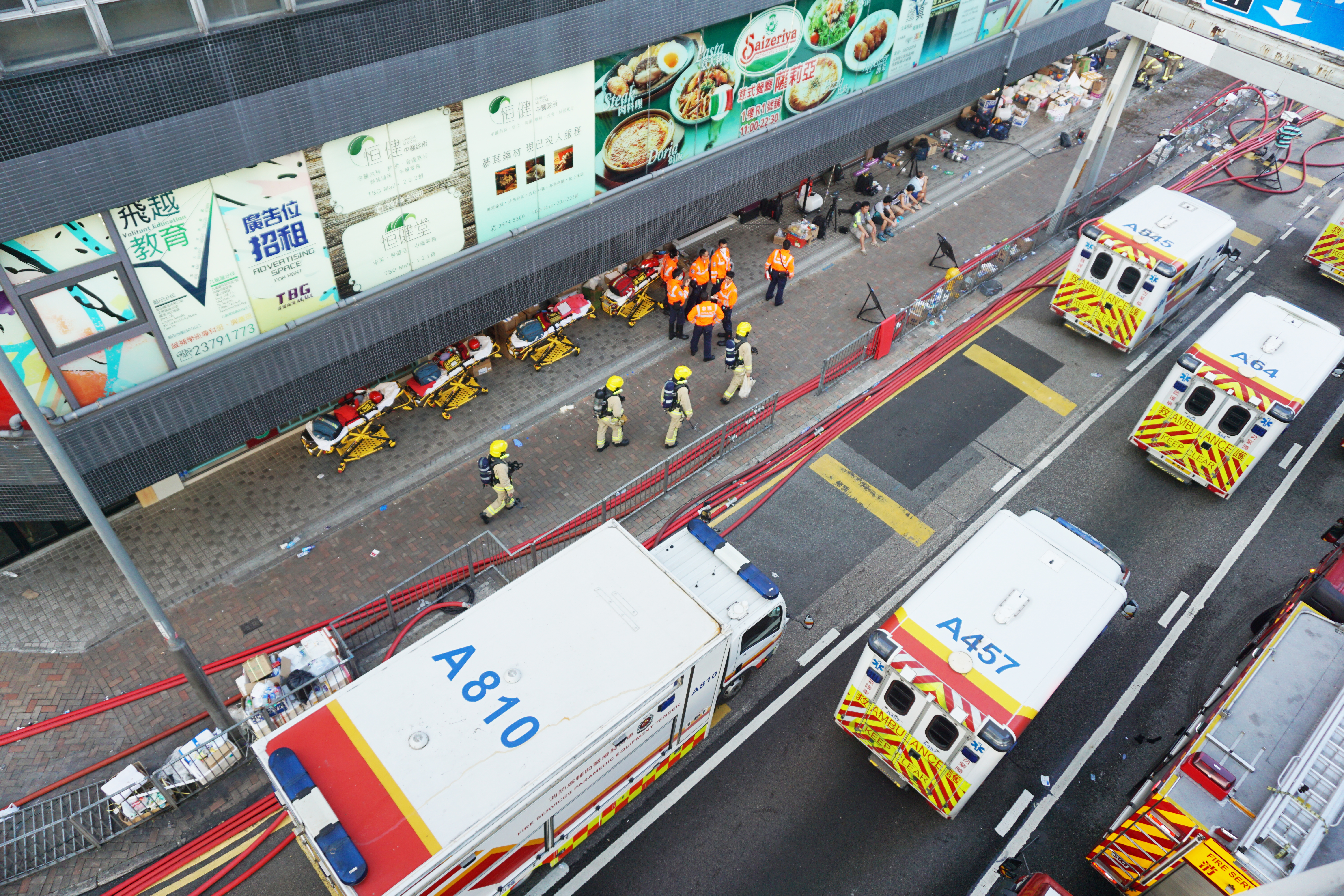
由於已造成2名消防員殉職及多人受傷，多部救護車續停泊觀塘道，擔架床及救護員則在路邊戒備
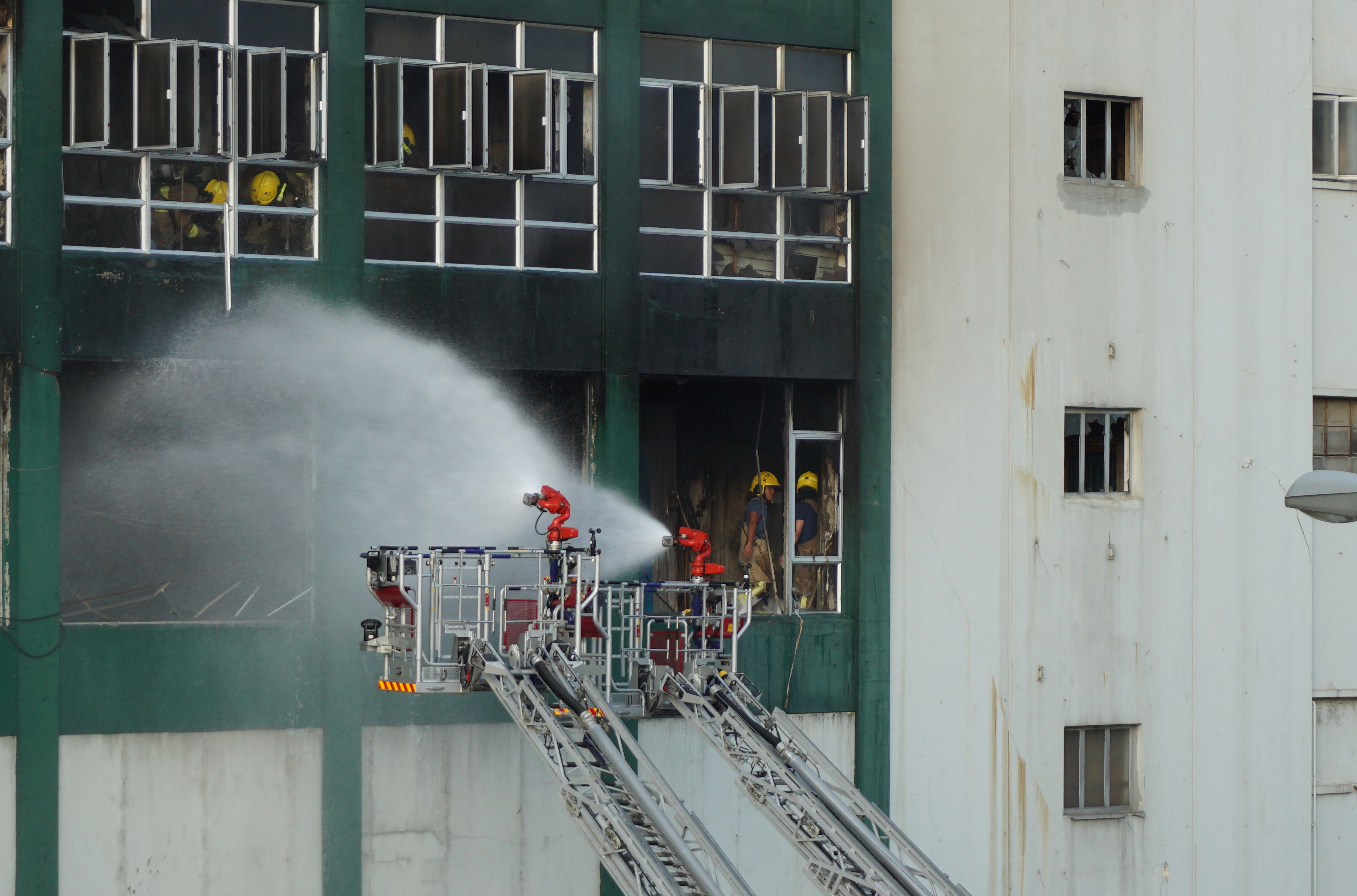
下午6時06分，消防繼續在起火大廈3及4樓進行滅火和清理工作
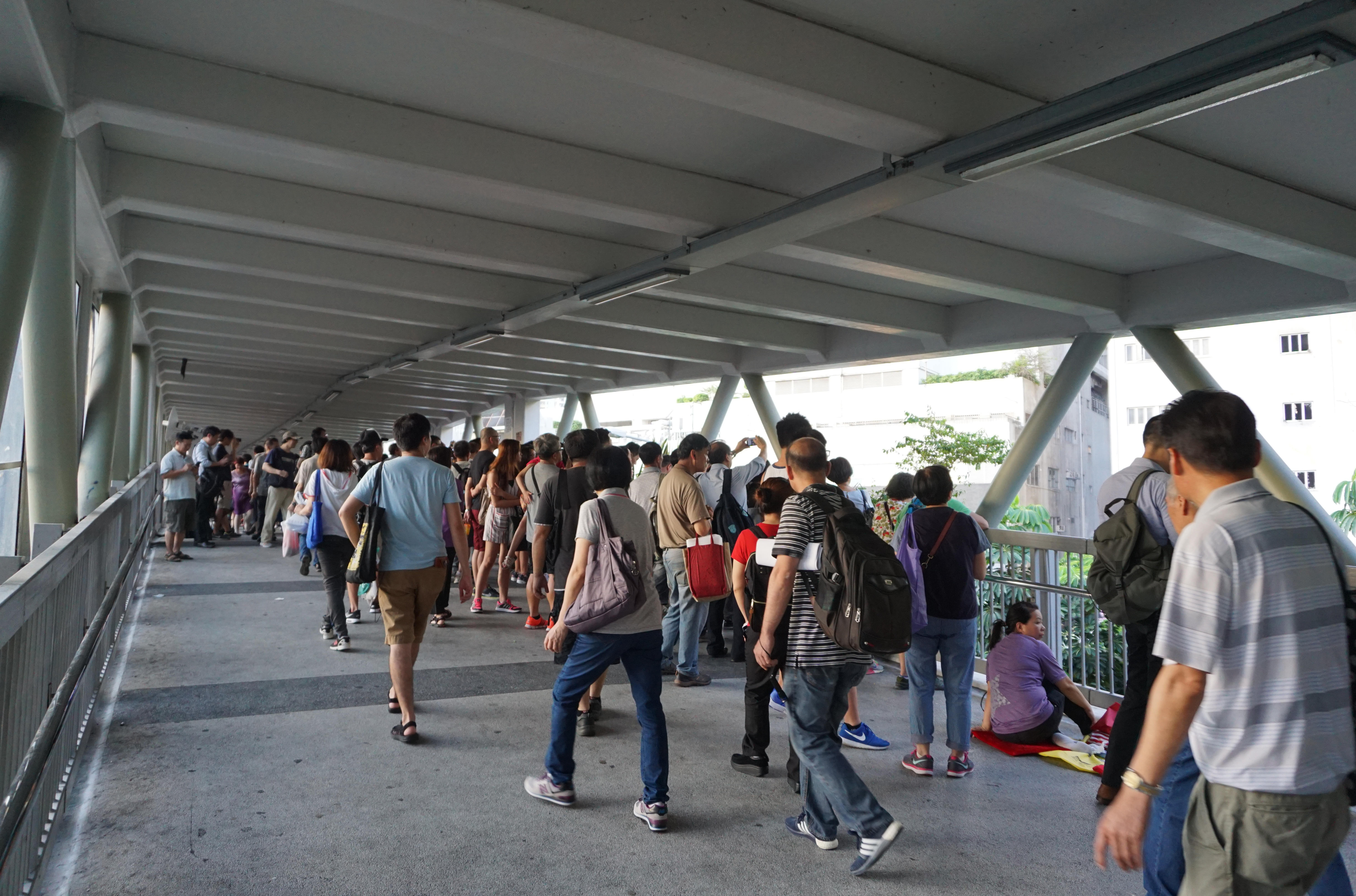
由於前一晚再多一名消防員殉職，現場天橋上圍觀人數明顯增多

### 6月25日
大火仍未撲熄但已受控。

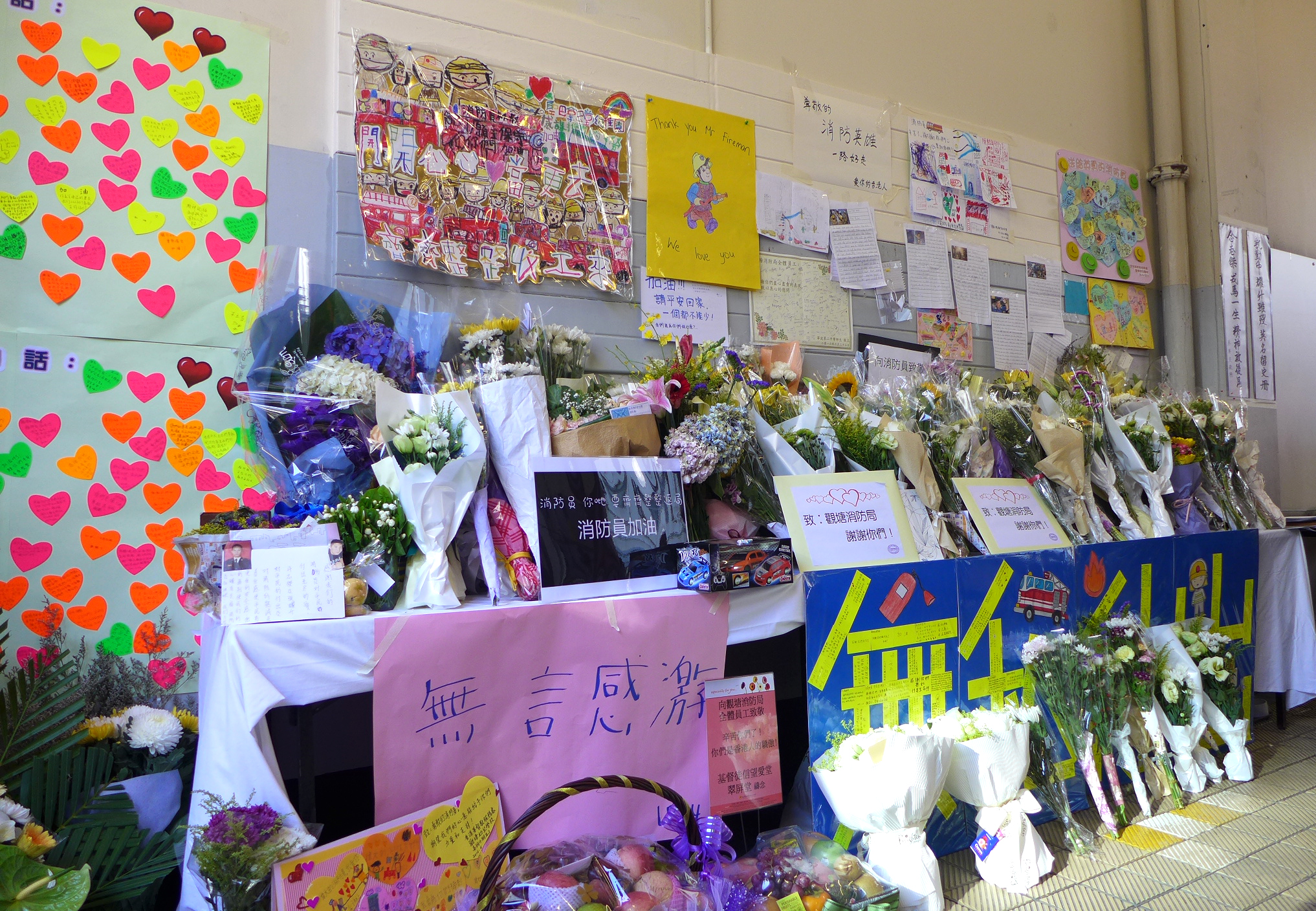
許志傑生前駐守的觀塘消防局內，有人帶備鮮花和心意卡到場悼念，表達對消防員的謝意

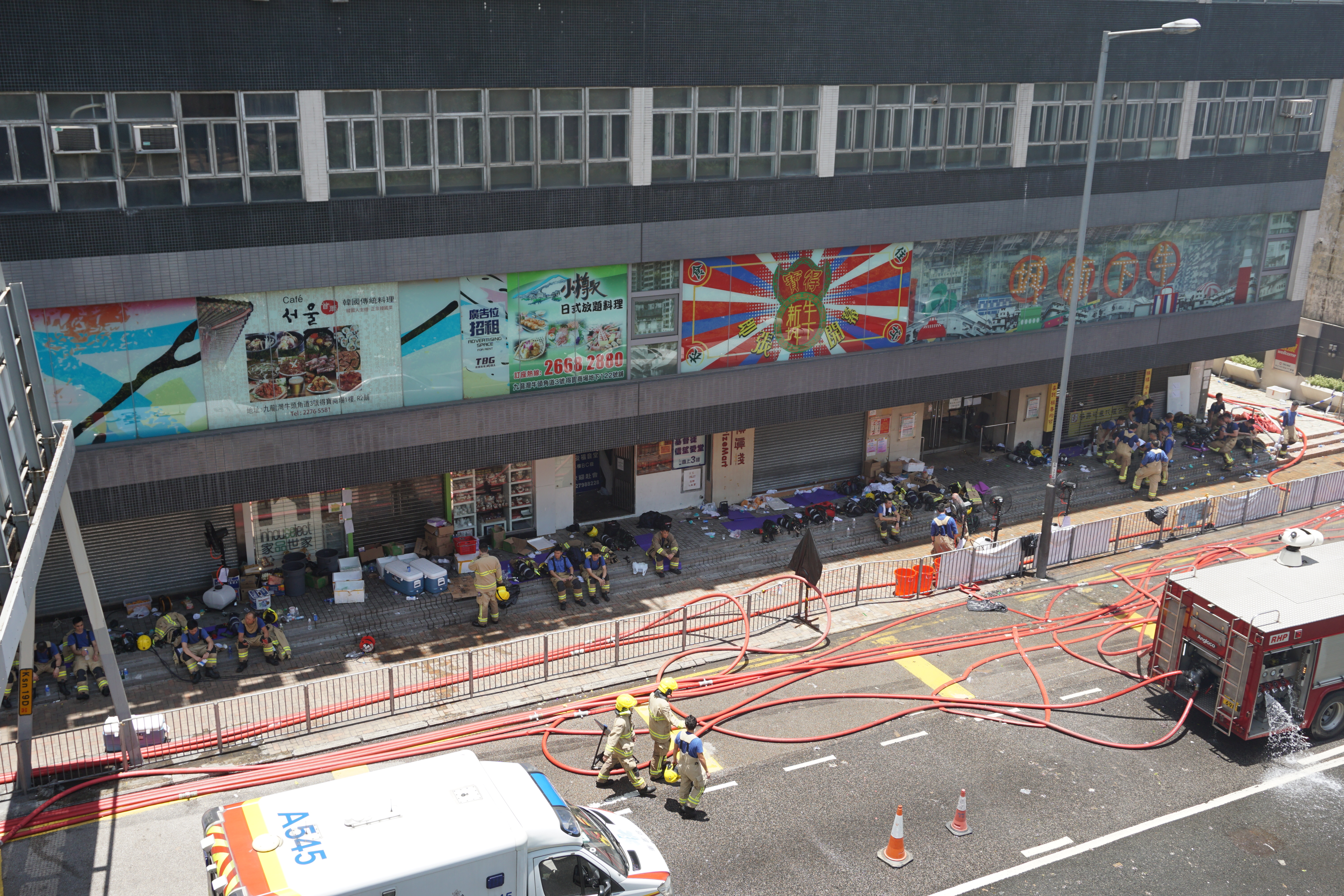
火勢受控後，消防員主要在路邊休息，需戴上氧氣筒進入災場的煙帽隊有所減少

下午3時，消防處處長黎文軒親自去到火災現場為當值的消防員打氣。
下午4時，大廈五樓已救熄所有火種，三至四樓仍然努力撲滅中。屋宇署職員發現三樓天花有局部鬆脱跡象，面積大約三乘五米，吩咐了在場消防員加倍留意，小心工作。
下午4時07分，秀茂坪警區接手調查淘大工業村四級大火事件。
下午4時40分，消防員已將三樓的迷你倉大部份爆破成功，避免大火死灰復燃。消防處助理處長梁冠康估計，還需要動用180至200名消防員，逐個迷你倉的雜物移除離開工業大廈，再逐一撲滅火種，還需要一定時間才能完成撲滅大火。因此會在稍後時間再交代滅火詳情給傳媒朋友，消防員在移除雜物中，有一些相簿未受大火影響，得以保存。
晚上8時31分，消防處移走一條雲梯，現場只剩下一條雲梯戒備，大廈外圍射水降温暫停。消防員現在只在大廈內射水降温，使大廈盡快散走濃煙。
晚上11時23分，消防處公佈焚燒108小時的四級大火大致上大致撲熄，停止消防動員。

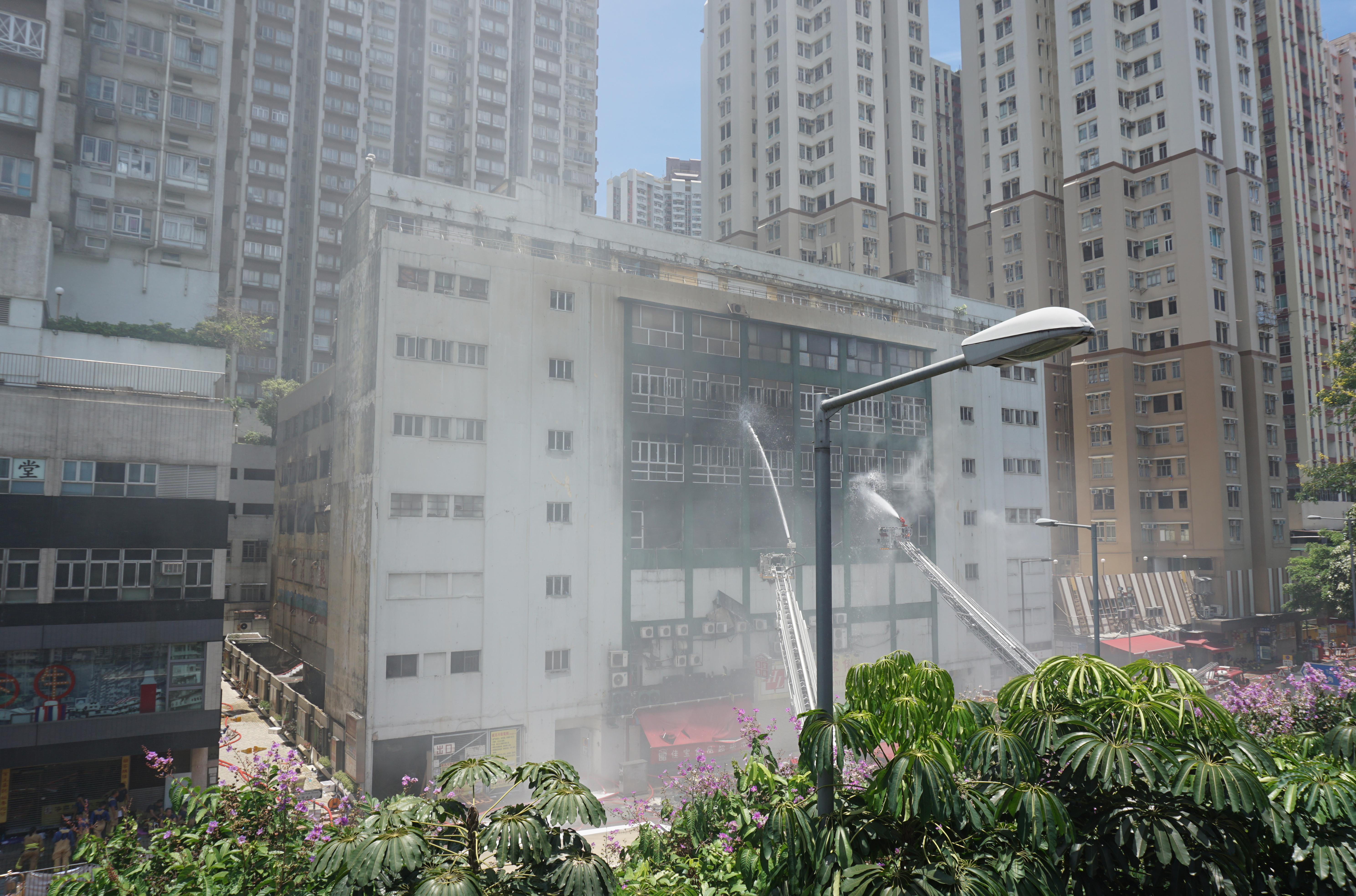
雖然火勢於前一晚受控，惟仍有不少白煙冒出
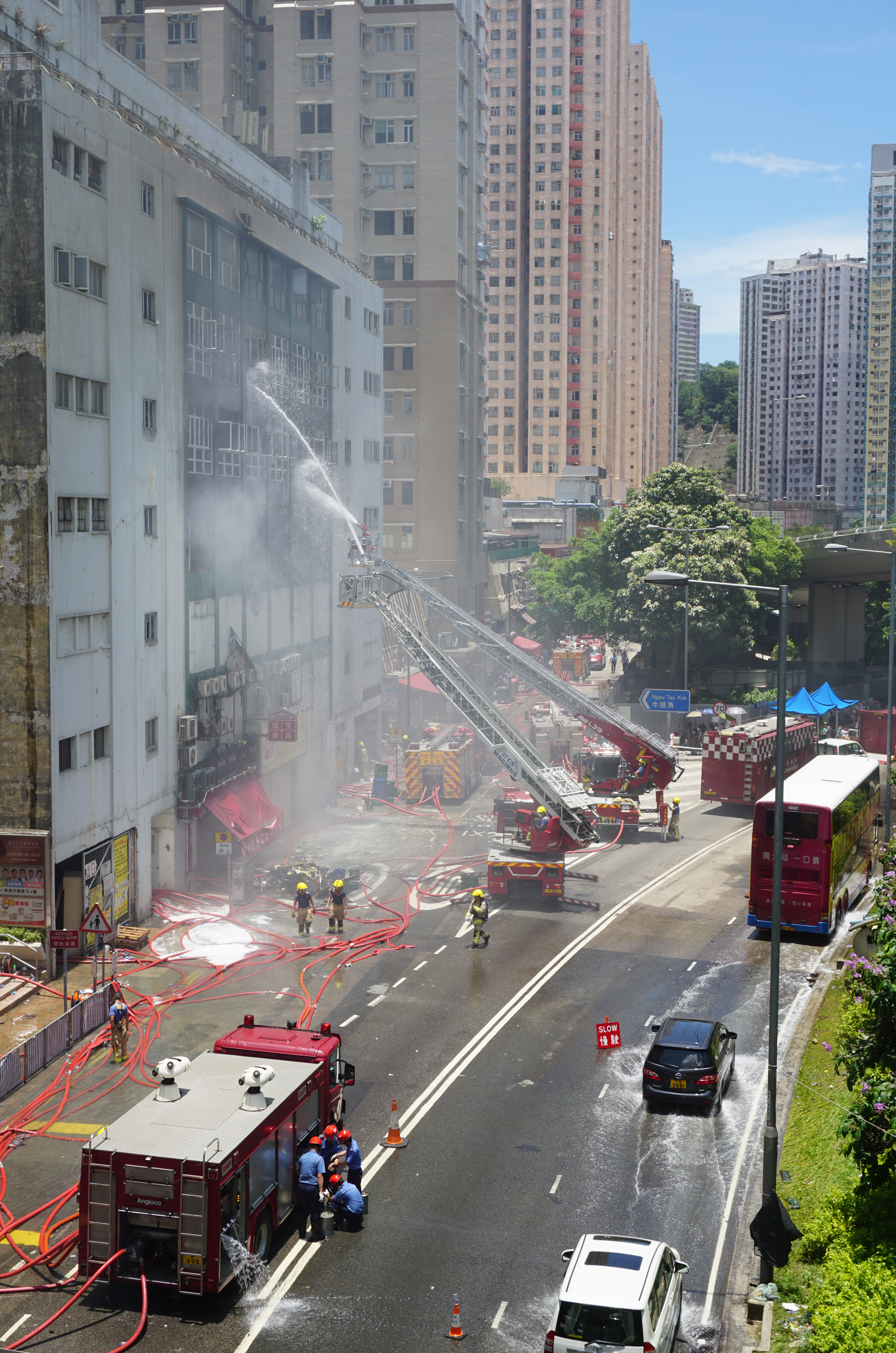
大火最後一日，其中2部雲梯車已駛離，留下2部繼續灌救，途經觀塘道的車輛需涉水而行
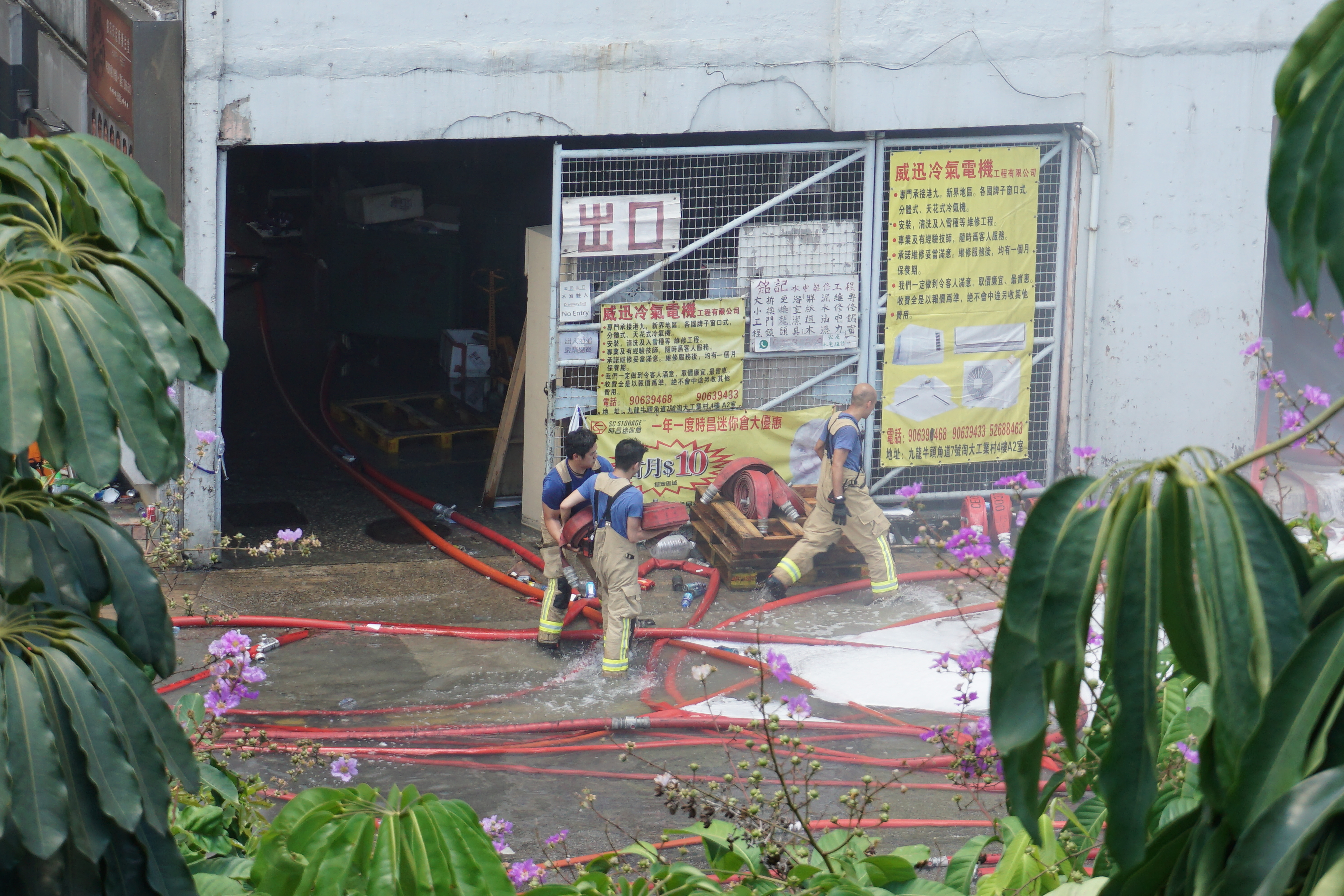
大火轉弱，消防將部份喉筆收起

## 後續事件

### 6月26日

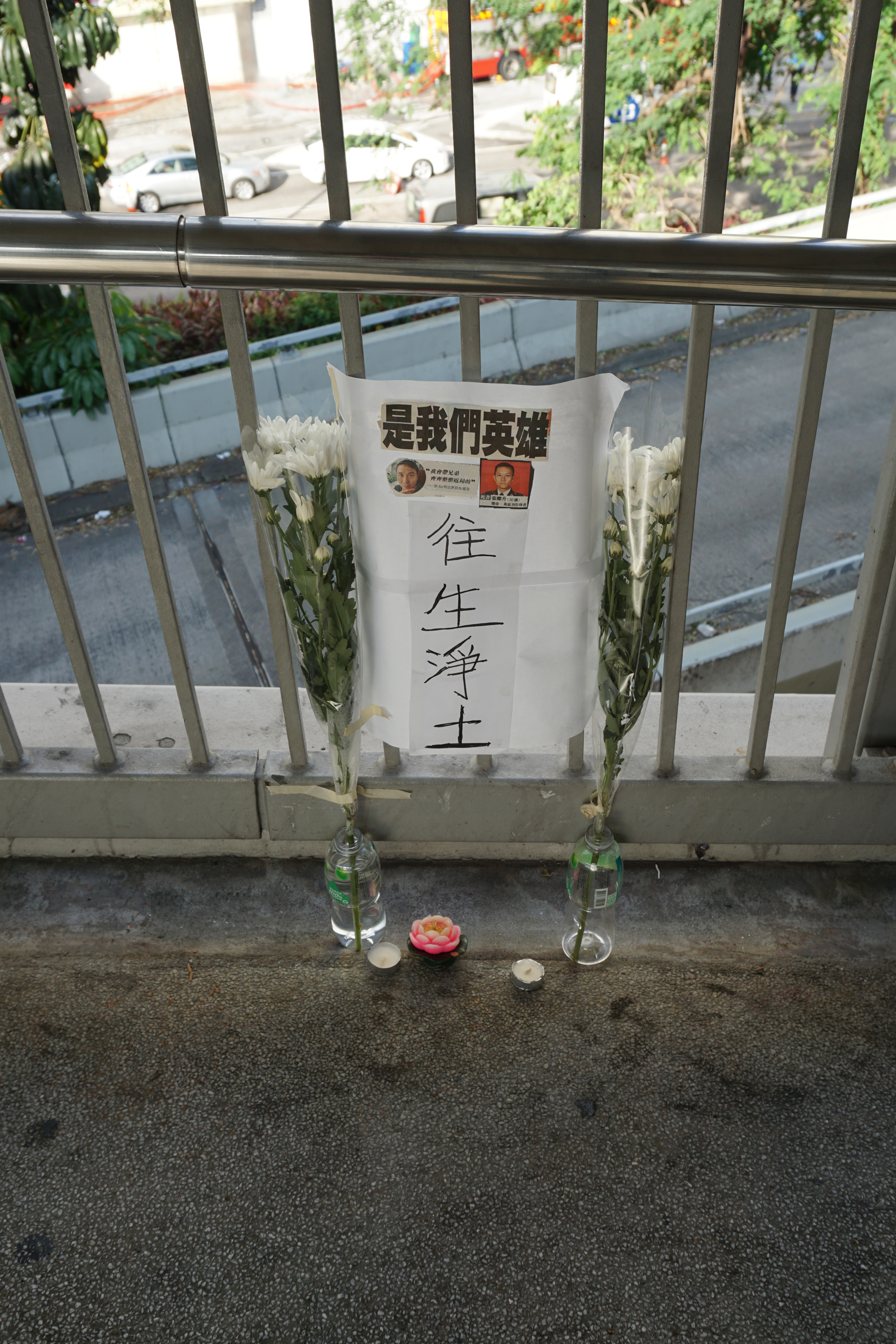
面向災場的天橋上，有市民放上鮮花及報章報道，並寫下悼念字句

凌晨1時，大部份消防員缷下黃金戰衣及救火裝備，準備收隊。留下數十名消防員做善後工作。到凌晨1時10分，消防處表示經初步調查後，發現起火位置在三樓中間位置。而救火工作大致上完成。現場交給屋宇署職員檢查樓宇結構是否安全及由秀茂坪警區重案組調查事件。重案組會從多個角度分析，有無可疑人物惡意縱火、在室內環境抽煙、或迷你倉租户無意間留底火種引致大火。警方翻看過現場及附近「天眼」片段後，初步相信不涉及縱火。
早上7時30分，消防員分批撤離火災現場，留下大約30名至50名消防員在3至5樓作善後工作。大部份消防車、雲梯車、消防處救護車、部份消防處指揮車撤離現場，返回自己隸屬的分區消防局。現場大約留底一輛消防車指揮車、9-10輛消防車、救援車作善後工作之用。淘大工業村大火雖然撲滅，但因為工業大廈內部各層嚴重損壞，暫時不宜作工業及商業用途。全幢工業大廈依然全幢封鎖，暫時未有解封時間表。
早上開始，消防車及救護車離開現場，該區交通開始回復正常。地區主要幹道如如觀塘道往觀塘方向，中線及快線已經重開。
早上9時，大約二十多名市民自行去觀塘消防局弔唁。
早上10時，消防署理助理處長(新界)梁世雄在火警現場表示，3樓及4樓的迷你倉已全部爆破，現時主要集中清理火場的雜物，避免死灰復燃，並且開動4條喉繼續降温。同時，消防處在消防學院抽調多名消防學員去火災現場協助正規消防員收回過百條滅火紅色喉轆。
食物環境衛生署派了數名外判清潔工人在工業大廈外圍清理木板、鐵板、玻璃碎等大型雜物，政府安排數輛吊臂貨車，把這些大型雜物運走；屋宇署職員進入工業大廈檢查樓宇結構及中華電力有限公司派出兩名職員進入工業大廈電錶房檢查供電系統；政府化驗所及機電工程署職員亦有進入大廈搜證。同日消防處將善後工作交給秀茂坪警區處理，秀茂坪警區大約派了二十多位機動部隊到火災現場，亦準備一定數量鐵馬圍封工業大廈，避免閒雜人等進入工業大廈。
時昌迷你倉於同日宣佈可退回6月21日至30日租金，待工業大廈解封後，可安排租户領取財物。
政府亦會成立跨部門小組調查大火成因，由消防處牽頭的專責小組，調查大方向包括成因有否涉及刑事成份、造成消防員死傷原因、檢視工業樓宇使用、營運模式，以及檢視消防處工作程序有沒有優化空間。
消防處職工總會主席聶元風出席城市論壇指今次四級大火受傷的消防員，大部份是熱衰竭，希望消防處管理層可以改善前線消防員服飾及救火裝備。
下午3時30分，消防處副消防總長譚龍章公布在工業大廈不同的層樓，發現第二類及第五類危險品。數目亦在點算當中。
教育局副局長楊潤雄表示，受火災影響附近的彩福邨、彩德邨、彩霞邨的四間小學及幼稚園會在6月27日星期一復課。包括兩間小學浸信宣道會呂明才小學和九龍灣聖若翰天主教小學及兩間幼稚園基督教小樹苗幼稚園和天主教彩霞邨潔心幼稚園。
恩恤金方面，淘大工業村大業主恒隆地產宣佈為每位殉職消防員各發放200萬港元恩恤金，其中100萬港元為家庭應急基金，另100萬港元為殉職消防員子女成立教育基金。合共400萬港元。同日時昌迷你倉行政總裁時景恒向每名殉職的消防員，各發放五十萬元恩恤金，合共一百萬港元作殉職消防員子女的教育開支，時昌迷你倉亦表示將來會積極跟進。

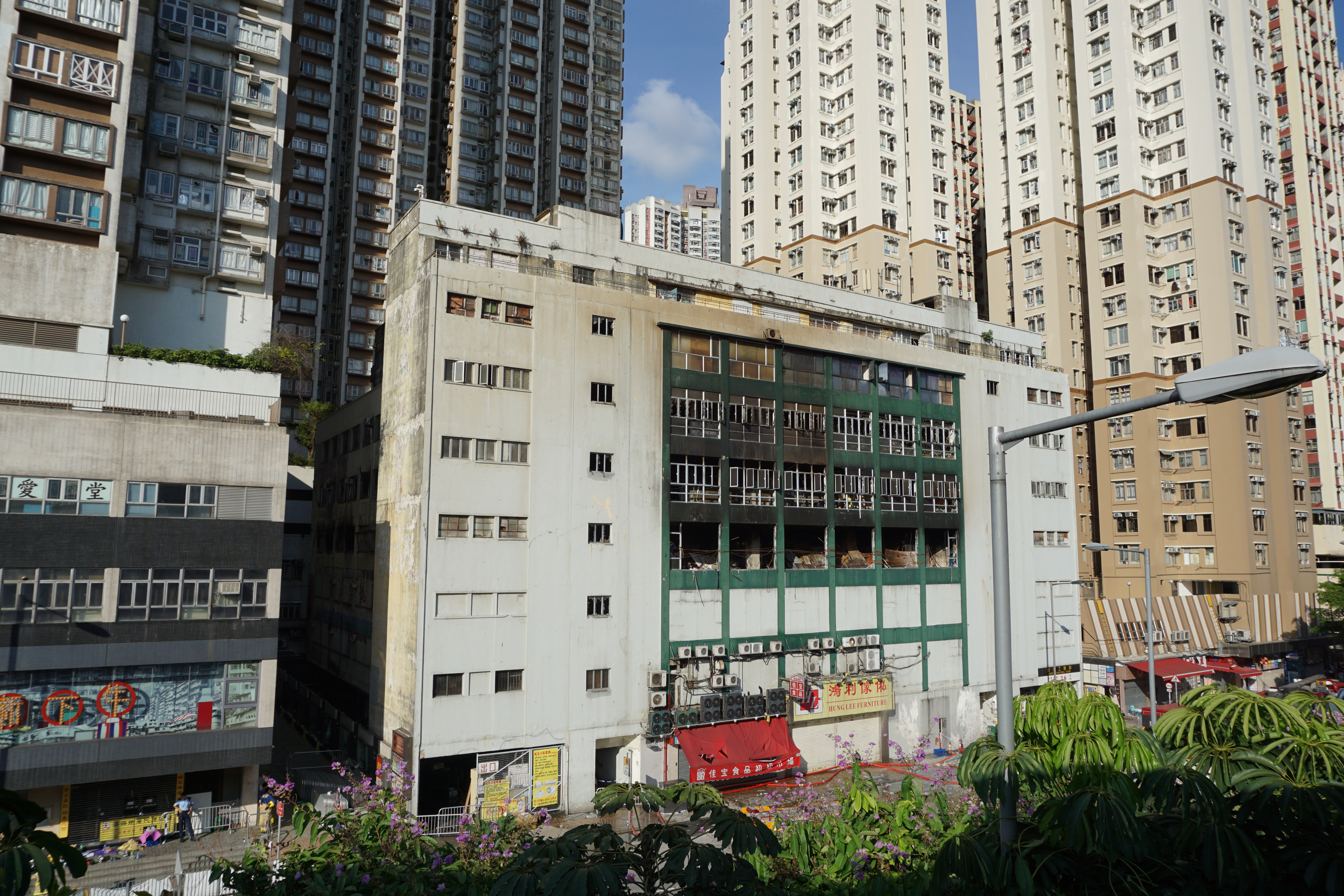
大火歷108小時才撲滅，大廈3樓滿目瘡痍，剩下大量已焚燬的雜物及倒塌的鐵皮間隔
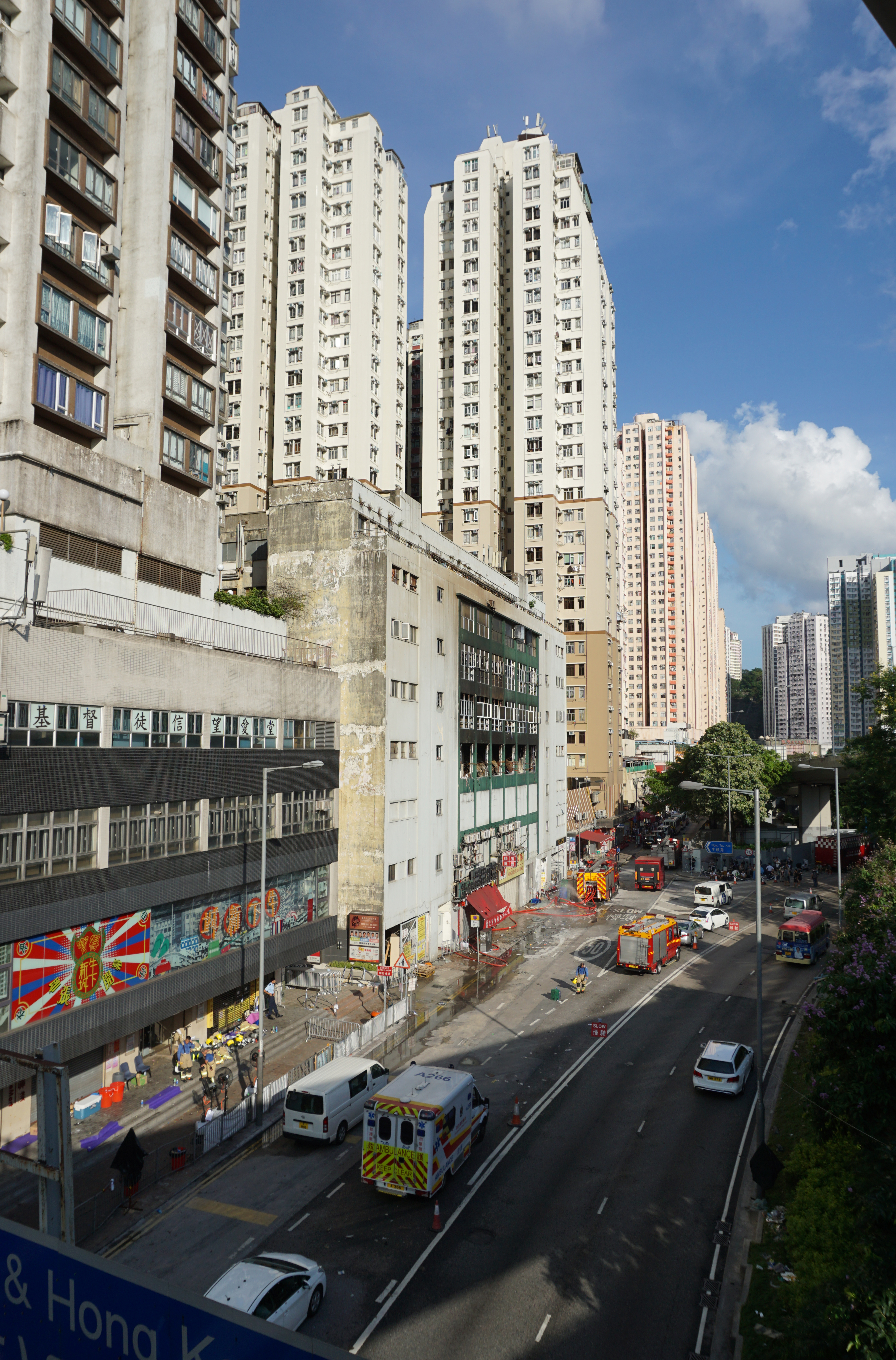
觀塘道東行重開1條行車線，大量消防車已撤走，剩下少量消防員留守災場內巡視，以防死灰復燃

### 6月27日

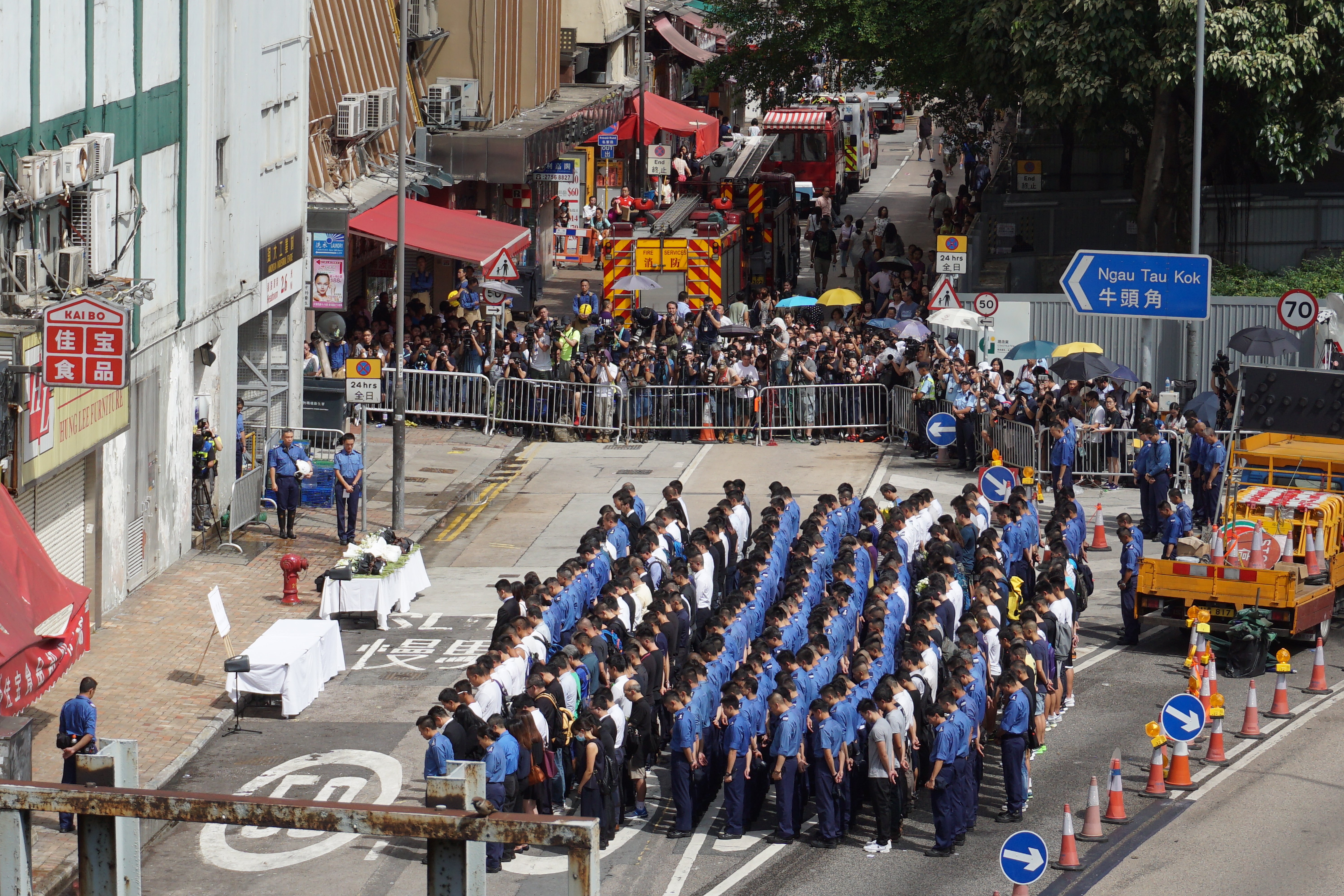
6月27日淘大工業村四級火路祭默哀儀式

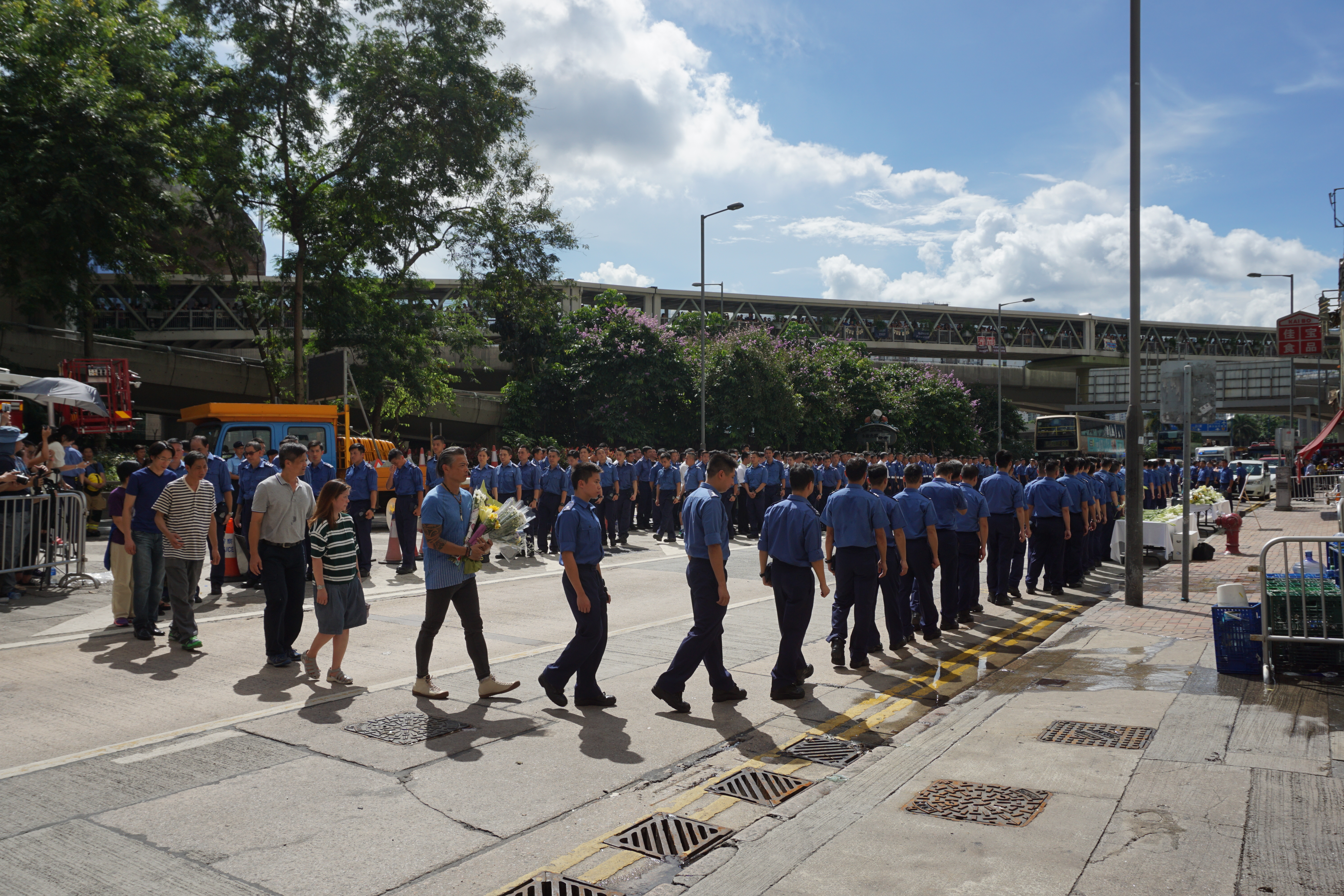
默哀完結後，眾人步至枱前獻花並向寫上「永遠懷念高級消防隊長張耀升」的牌匾鞠躬致意

消防處於6月27日下午3時，為在淘大工業村四級火殉職的高級消防隊長張耀升舉行路祭儀式。出席的包括張耀升的遺孀、母親及家屬、消防人員和警方代表等，超過100人，不少人帶同鮮花到場悼念並進行默哀儀式，為時約半小時。張太獻花後，乘坐私家車前往大火工廈後門，她戴上橙色消防頭盔，在張耀升生前同事、一名女消防隊長的陪同下，聯同一名女親友步入火場，一行人在焦黑一片的火場逗留15分鐘，張太和火場內的消防員一起默哀，祈望丈夫安息。為配合路祭，靠近淘大工業村的一段牛頭角道全線封閉。

### 6月28日
另一殉職消防隊目許志傑的路祭儀式於6月28日上午7時40分以佛教方式進行，歷時約45分鐘，靠近淘大工業村的一段牛頭角道同樣需要臨時全線封閉。眾人之後默哀和獻花，許志傑遺孀及7歲兒子亦有出席，遺孀之後和數名親友在儀式完結後，戴上紅色頭盔，由消防人員陪同，進入大廈3樓，即許志傑出事的樓層，逗留一會之後離開。過百名親友包括多名穿著制服消防員，分成10排，面向淘大工業村站立，有親友帶同小朋友到場。儀式開始時，有僧侶唸經，之後眾人默哀，逐一上前將鮮花放到枱上，枱前擺放寫上「永遠懷念消防隊目許志傑」的牌匾，出席人士向牌匾鞠躬，亦有人自行帶備大束鮮花悼念。
由香港消防處、屋宇署、地政總署和勞工處組成的跨部門小組，今天起會首先檢查全港沒有消防灑水系統的迷你倉，同時當局亦會考慮立法加強管制迷你倉，確保安全，防止大火重演。
行政長官梁振英表示，肯定兩名殉職消防員的貢獻，他認為兩人應得到勳章，至於7月1日特區成立紀念酒會表演環節會取消，以示哀悼。晚上和其他日間由民間團體舉辦的慶祝活動，梁振英都沒有參加。除此之外，特區政府會在不同場合，用不同形式悼念殉職的兩名消防同事，表揚他們和其他同事的奉獻。

### 7月17日
於6月21日殉職的高級消防隊長張耀升，於世界殯儀館以最高榮譽喪禮形式出殯，上午9時許，行政長官梁振英伉儷、政務司司長林鄭月娥、律政司司長袁國強及多名局長抵達弔唁。9時半官方儀式開始，靈車10時半前抵達淘大工業村火場對開路祭，區內代表及市民獻上花圈。牛頭角道兩旁聚集約500人，有人鼓掌、落淚或默哀。
至11時許，車隊駛入張耀升生前曾經駐守的將軍澳消防及救護學院，消防處長黎文軒等人獻上花圈，同袍敲起3短1長的鐘聲，全長約30秒，代表張耀升正式落更。其後，靈車駛經大埔消防局，眾消防員列隊向靈柩敬禮。
車隊至下午近1時抵達浩園，進行落葬儀式，警察銀樂隊吹奏《最後崗位》，眾人默哀兩分鐘，黎文軒將區旗交予張妻，在哀曲縈迴下，張妻依依不捨按掣讓靈柩降下，淚流滿面，向靈柩拋下百合花後，凝視靈柩良久，接着各人分批向其靈柩獻花，張的4個月大兒子由家人抱着向亡父獻花作最後道別，張耀升的遺體及生前使用的消防帽長埋浩園。

### 7月22日

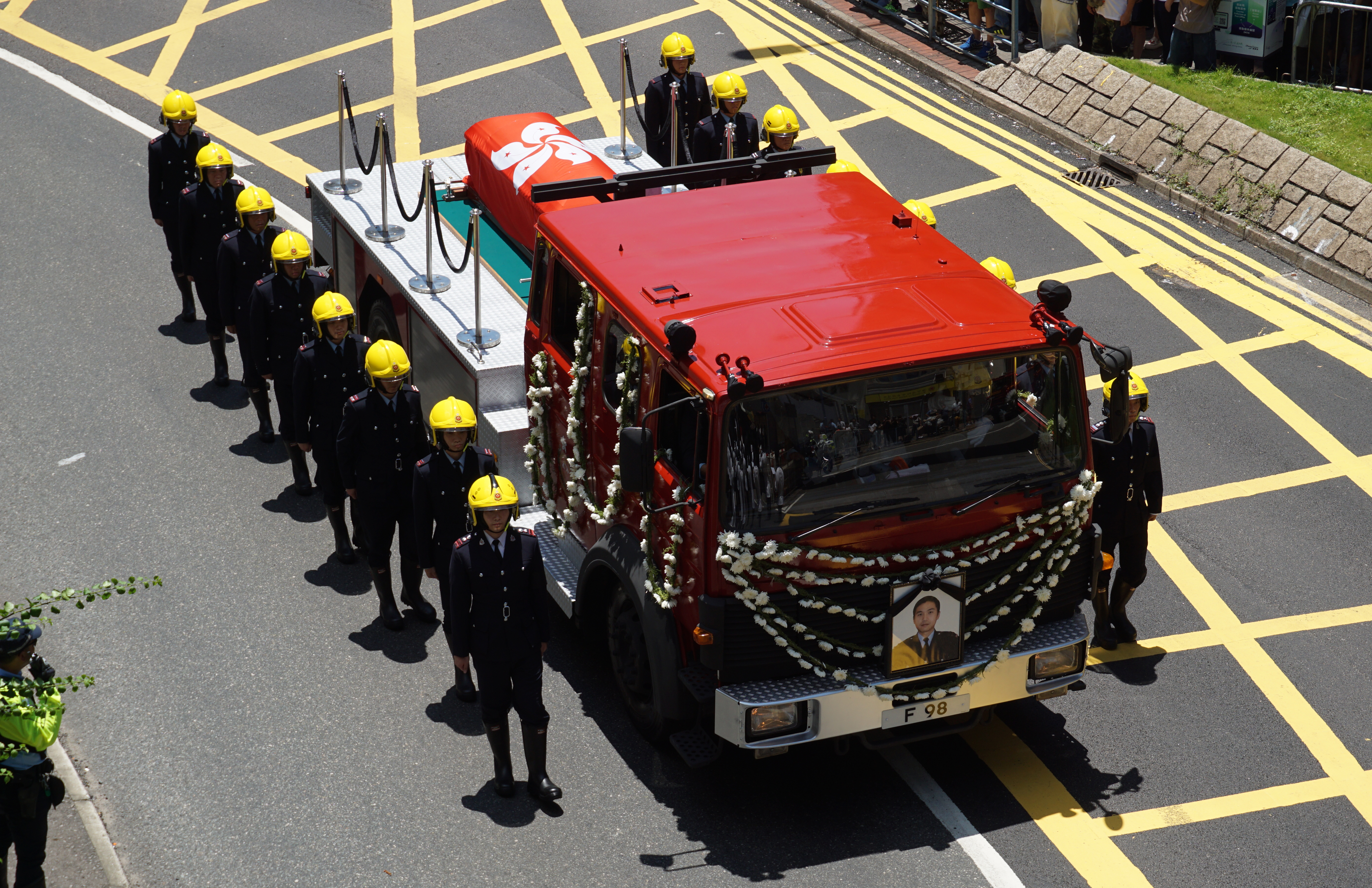
消防隊目許志傑的靈車

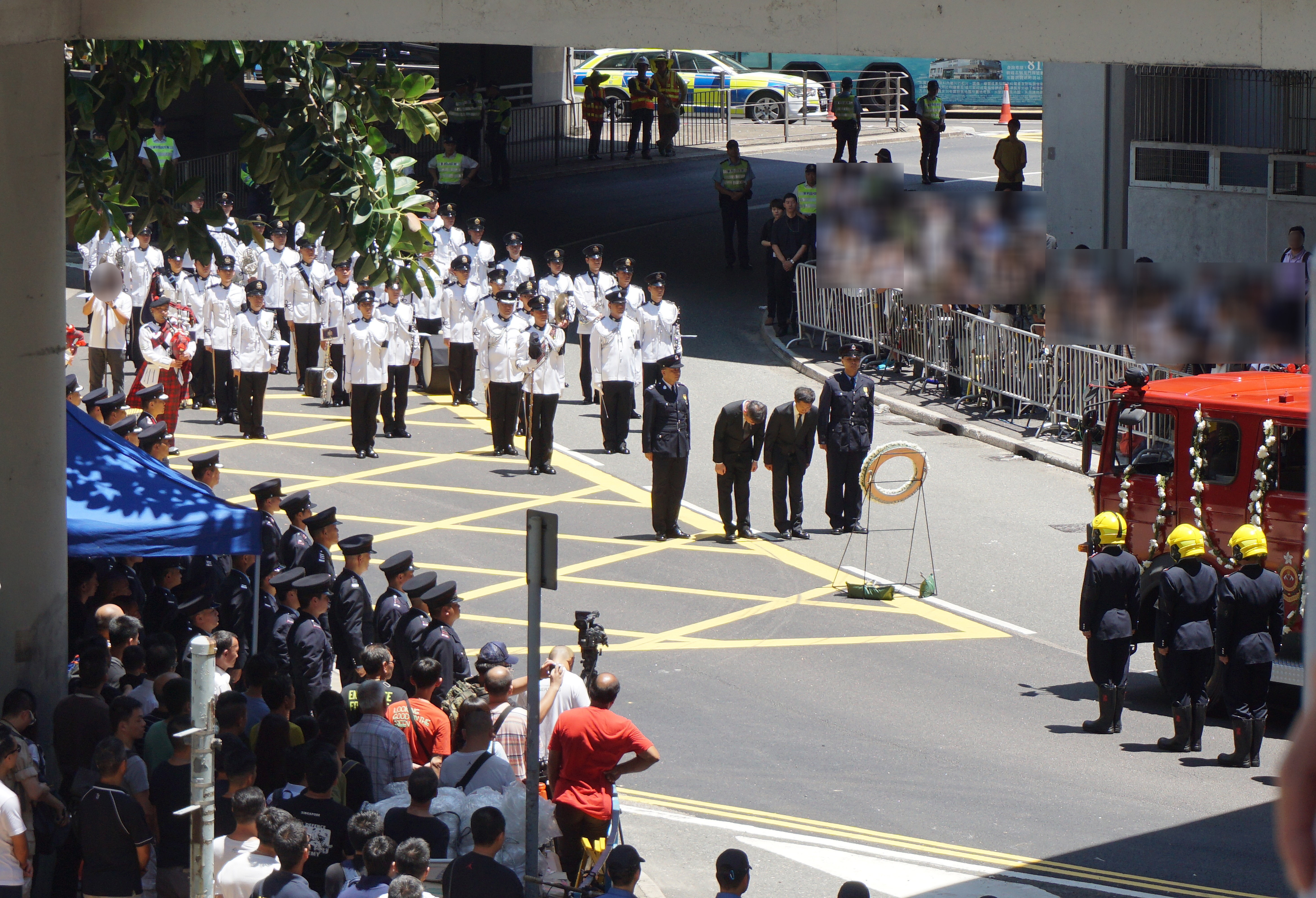
地區人士代表於觀塘消防局門外向許志傑獻上花圈及鞠躬

另一名於6月23日殉職的消防隊目許志傑，在世界殯儀館以消防處最高榮譽喪禮形式兼佛教儀式出殯，上午9時起進行公祭，讓公眾人士弔唁。大殮儀式10時開始，特首梁振英、政務司長林鄭月娥、律政司長袁國強及消防處長黎文軒等人到場致哀。
上午11時，靈車駛抵九龍灣火場，牛頭角道兩旁聚集數百市民，市民代表向靈柩送上花圈，其間有人祈禱、拭淚或獻花。靈車離開時，市民鼓掌致敬。半小時後，在警察銀樂隊伴奏下，靈車緩緩駛入觀塘消防局，過百市民在行人天橋上送別許志傑最後一程，更有市民一早在觀塘消防局內簽弔唁冊，其後消防局響起三短一長鐘聲，代表許正式落更。
下午近1時靈車到達浩園進行葬禮，遺孀及7歲兒子捧着許志傑的遺照，引領靈柩進入浩園墓地，警察銀樂隊的吹奏「最後崗位」曲子，氣氛肅穆。眾人默哀兩分鐘，許妻拖着兒子按掣，靈柩徐徐降下，兩母子流淚拋下鮮花，望着靈柩良久不願離去，許妻更替淚流滿面的兒子拭淚，場面哀傷。接着進行簡單佛教儀式，許志傑的遺體及生前使用的消防帽長埋浩園，與日前舉殯的另一名殉職高級消防隊長張耀升為鄰。

### 迷你倉租戶被拒取回自己物品 物品當作垃圾載走
2016年8月，有迷你倉租戶希望取回屬於自己的物品，不過被保安阻止。而搬運工人開始運走租戶的物品，眼白白看已燒過或熏黑的物品被當作垃圾運走。租戶批評時昌未得物主同意及點數下便棄置物件，極不公道，而且對退款及保險賠償安排隻字不提。時昌指現已獲30%客戶的授權搬走客人的物品，並存放在油塘。但未有回應有否棄置部分屬於租客的物品。

### 死因庭展開研訊 裁定死於不幸
事隔5年，到2021年9月，死因庭開始展開研訊，傳召共71人出庭作供，並讀出43人的書面供辭。經歷逾8個月審訊後，裁判官到2022年5月10日裁定參與撲救的高級消防隊長張耀升及消防隊目許志傑死於不幸。裁判官黃偉權不接納時昌創辦人時景恒曾要求下屬報警的說法，同時認為消防處在部署方面出現錯誤，是無任何策略認對火勢。裁判官認為指揮官派欠缺前線救火經驗的張耀升進入火場並非恰當，反映消防上下欠溝通。而兩名事主遇事後，消防處亦無即時啟動緊急應變程序「Mayday」作搜救。法官形容部分消防員的觀點「好特別」，反映消防處需要更改指引，否則造成「陽奉陰違」。

### 恒隆入稟索償
2022年6月21日，淘大工業村業主恒隆地產在大火發生6年及索償限期前夕，向高院遞交4份入禀狀，指時昌迷你倉老闆時景恆、負責該處冷氣系統的冷氣工程公司、裝修公司及消防設備承辦商等索償，指他們違反租約、管理及法定等責任，並導致恒隆有損失，因而要求賠償。入稟狀並沒有列明具體索償金額。

## 各界回應

### 有關消防員殉職的反應
殉職消防隊長張耀升生前曾就讀聖保羅書院及香港大學，並為香港大學舍堂偉倫堂校友。消防主任協會、聖保羅書院同學會、偉倫堂舊生會以及蘋果日報慈善基金等均公開接受市民捐款，以助張氏遺屬。6月22日凌晨，擁有淘大工業村的恒隆地產發表聲明，對消防員殉職表示悲痛及哀悼。恒隆地產將網頁轉為黑白，亦會向張耀升的家人提供援助。
6月23日晚上，在消防隊目許志傑殉職的消息傳開之後，各大媒體均對再有消防員殉職表示沉重悲痛及哀悼。香港各大傳媒為了紀念兩位殉職消防員，隨即將在其社交網站Facebook專頁中的標誌改為黑白，當中包括蘋果日報、端傳媒、明報、經濟一週等。
梁振英、黎文軒、保安局局長黎棟國、公務員事務局局長張雲正、時昌迷你倉創辦人時景恒、淘大工業村業主恒隆地產等均對事件中有消防員殉職深感悲痛，並向其家人致以深切慰問，承諾提供一切善後工作之支援及協助。消防處職工總會主席聶元風對大火中先後有多名消防員受傷表示十分難過，並指出相繼受傷的主因可能是熱衰竭。
消防處處長黎文軒在會後向傳媒交代再有消防員殉職一事時，談到就任消防處長兩年多以來，面對的最大困難就是要向殉職同僚的家屬交代死訊，黎在回應期間一度不禁痛哭。
6月24日早上，保安局局長黎棟國再度回應九龍灣迷你倉大火兩名消防員殉職一事時表示，消防工作本身有風險，並相信消防員已經明白有關風險，黎亦表示「任由火勢蔓延而不去處理」是一個不負責任的做法，這將對附近居民的生命及財產造成難以估計的損失，不過他又指目前暫時毋須疏散附近居民。最後黎又表示，屋宇署工程師會24小時駐守現場，密切監察和評估肇事樓宇結構，以確保消防能夠安全工作。

### 樓宇及居民安全
民政事務總署署長謝小華被問及若大火濃煙對附近民居造成嚴重空氣污染，政府有否計劃撤離附近居民時表示，根據他們的了解，目前三個附近屋苑的情況非常平靜，而居民亦向她表示濃煙密佈的情況得到了很大的改善。謝亦認為當日空氣「非常之好」，因此毋須把老人院的長者撤離至其他地方。
屋宇署署長許少偉在會後被追問是否能夠確保大廈結構不會造成更多的傷亡時表示，他當日下午曾到現場視察，發現外牆批盪有裂痕，露出磚牆，但批盪和磚牆均非結構性構件，大廈二樓結構情況可以接受，然而許又表示由於尚未視察三樓或以上的樓層結構，因此未能完全確定大廈沒有倒坍危機。

## 質疑及批評

### 消防高層被指指揮失當
在救火期間，陸續傳出前線消防員不滿在場指揮長官的救災指揮，認為進入火場的消防人員可有更好部署及策略。消防指揮層被指錯用鼓風機及「正壓攻擊救火法（Positive Pressure Attack，PPA）」，導致6月21日晚上，火勢突然失控令高級消防隊長張耀升殉職。根據使用指引，PPA適用於小型地方之火警，使用前應盡量確保空氣只有一個入氣口、一個出氣口，於火場唯一入氣口外開動鼓風機有助排出濃煙及散熱。惟迷你倉四級火火場面積大兼有多個通風口，被質疑不適用正壓攻擊法，致火勢加劇及高溫濃煙亂竄，令已進入火場的高級消防隊長張耀升遇險失聯，繼而殉職。
消防指揮層又被質疑漠視現場高溫，急於採用進攻式救火方法，罔顧前線生死。火災現場一度出現藍色火焰，以及高達650度的黃煙，據前線分析，火場溫度高達攝氏600至800度，其後亦有照片流出消防面罩裝備被熱溶。惟管理層曾下令要盡快撲滅整場大火，把滅火策略「轉守為攻」。加上消防採用的「黃金戰衣」耐熱但不易散熱，除了殉職消防員，多名消防員均因熱衰竭送院。
事件中亦有傳有消防員在火場爭執，包括消防員與長官發生肢體衝突等，有記者在醫院向消防處長黎文軒查問，唯沒正面回應。

### 港府處事手法被受質疑
- 民政事務總署署長謝小華的「空氣『非常之好』」言論與現場數據不合。根據健康空氣行動在當日發佈的「牛頭角大火健康資訊」[58]，顯示九龍灣迷你倉火災附近的空氣污染指數已經直逼倫敦大霧霾，表示附近居民的健康有即時危險，並建議政府即時安置附近居民至較安全的地方，明顯與謝的說法大相逕庭。

- 屋宇署署長許少偉曾在23日下午到淘大工業村大火現場視察有關大廈結構後指，裂痕出現在批盪牆上，屬非結構的磚牆，即使出現鬆脫，也沒倒塌的危機。然而許卻沒有正面回應3至5樓的安全狀況，包括當中是否有倒塌危機等。[59] 直到因消防隊目許志傑殉職一事而需要召開第二次跨部門會議後才表示目前並未能完全確定大廈沒有倒坍危機。外界批評許並不了解大廈的實際情況，便多番強調大廈沒有倒塌危機，直斥其武斷、魯莽。

### 肇事地點官方地名不一
| 淘大工業村於港府各個分區系統的官方分區名稱 | 淘大工業村於港府各個分區系統的官方分區名稱 | 淘大工業村於港府各個分區系統的官方分區名稱 |
| 系統                                       | 分區名稱                                   | 備註                                       |
| ------------------------------------------ | ------------------------------------------ | ------------------------------------------ |
| 選舉管理委員會區議會選區                   | 觀塘區啟業選區                             | [ 60 ]                                     |
| 地政總署地理資訊                           | 佐敦谷                                     | [ 61 ]                                     |
| 郵政署地址系統                             | 牛頭角                                     | [ 62 ]                                     |
| 消防處分區                                 | 牛池灣區                                   | [ 63 ]                                     |
| 警察總區                                   | 秀茂坪警區                                 | [ 64 ]                                     |

政府新聞稿以「牛池灣」（屬於黃大仙區）代表淘大工業村的四級火的地點，引來批評。有人認為牛池灣跟牛頭角（屬於觀塘區）是有一段距離。而香港郵政官網，以「淘大工業村」搜尋地址格式，亦顯示地區為「牛頭角」，反映各政府部門之間對正確所屬地區標準不一。

### 演藝界「向消防致敬」活動引起議論
大火焚燒後，演藝界於6月26日聯同九家電子傳媒機構，發起「＃向前線消防員致敬」活動，播放了致敬短片及把李宗盛歌曲《真心英雄》重新填詞，並以新名稱《真的英雄》出版，向前線消防員致敬。不過網民反應冷淡，質疑行動成效，指早前藝人在何韻詩被Lancôme取消音樂會、林榮基回應銅鑼灣書店事件時卻未有理會，質疑藝人只是「抽水」及消費死難者以及在為何有消防員殉職才拍片，但亦有不少市民支持演藝界的這個活動，影片在翡翠台首播

### 迷你倉環境惡劣阻消防救援
6月24日，蘋果日報公開時昌迷你倉三樓的平面圖。從平面圖可見全層有超過200個不同大小、尺寸的迷你倉，內部儼如迷宮，又有多條倔頭路，對消防員救援期間增加遇險機會。而迷你倉以鎖頭鎖上，消防員需破開後方可灌水救援，難以滅火。平面圖傳出後，不少網民批評迷你倉欠缺基本消防設備，漠視消防條例，同時批評政府於事件發生後才正視工廈迷你倉問題

### 記者採訪
有不少網民在社交媒體留言，質疑記者在採訪時候會否影響消防救援工作，另外在救護人員救治受傷的消防員時沒有讓路反而衝前採訪及拍攝，在埸的救護員，警察及消防員已經多次叫採訪或拍攝中的記者讓開一點以免阻礙救援，但記者仍無動於衷不斷衝前採訪，被網民質疑是否採訪或拍攝重要過救援工作？

## 文化損失
- 香港漫畫家甘小文的大量原稿及舊漫畫儲藏於該大廈迷你倉內。另外，時昌迷你倉的租約未有包括火險及水險。[68]

- 歌手韋綺姍亦儲藏不少歌迷送贈的紀念品、有紀念價值的獎項、黑膠碟、演出衣服及飾物於該大廈迷你倉內。[69]

## 紀念歌曲
- 《真的英雄》，改編自李宗盛、成龍、周華健、黃耀明主唱的《真心英雄》。由陳詠謙重新填上粵語歌詞，徐洛鏘編曲，伍樂城監製，演唱歌手包括譚詠麟、張學友、陳奕迅、李克勤、張智霖、陳慧琳、盧冠廷、陳慧嫻、許冠傑、成龍、G.E.M.、Dear Jane、As One、衛蘭、衛詩、連詩雅、JW、鄭欣宜、李蕙敏、C AllStar、ReVe 、許廷鏗、林師傑、謝文欣、谷婭溦、許靖韻、陳凱彤、鄭世豪、蘇煒喬、吳若希、胡鴻鈞、泳兒、鍾舒漫、小塵埃、Trekkerz、顔培珊、黃浩琳、狄易達、劉威煌、何弘軒、陳柏宇、彭家麗、林奕匡、湯駿業、Robynn&Kendy、Keeva、Yan Ting、李幸倪、應昌佑、柳妍熙、羅啓聰[70]。

## 影響
- 事件揭發香港政府對迷你倉未有特定法例監管，政府於22日推出三項措施，包括巡查全港迷你倉，研究如何加強迷你倉防火安全，以及聯絡業界以制訂中、短期措施。[71]

- 受大火影響，佐敦谷聖若瑟天主教小學宣佈停課一日後，教育局發言人亦公佈，鄰近火場的浸信宣道會呂明才小學及基督教小樹苗幼稚園亦決定停課。[72]

- 事發時正在逢星期日首播的香港電台處境劇集《有倉出租》，演員包括吳孟達 (1952-2021)、吳耀漢、游學修、鄭敬基、艾威、譚淇淇、蒙嘉慧等演員聯合主演。因內容主軸為女主角於舊式工廠大廈經營迷你倉，為照顧市民感受，香港電台決定由該週日（6月26日）起停播該劇。[73][74][75]

- 肇事地點及附近有多間教會，包括淘大工業村的中國基督徒傳道會中基堂、得寶花園的牛頭角浸信會、九龍城福音堂得寶堂、九龍灣平安福音堂、九龍灣基督徒信望愛堂、牛頭角靈光堂、加略山基督教會、恩福堂、基督教宣道會富山堂，以及利基大廈的基督教聖約教會堅樂堂及觀塘喜樂福音堂等。是次大火影響有關教會正常運作，該星期的團契或崇拜需取消或另覓地方進行。

## 其他
隸屬牛池灣消防局的「F410」泵車由大火開始一直在現場無熄車、無壞車、無間斷工作超過168小時。有消防員在社交網站表示「果然勁老友記，辛苦你，回來同你洗白白!」，可見消防員與消防車密不可分的感情。填詞人梁柏堅亦有傳載相關文章，並譽其為「神之車」，受到網民激讚。
香港電台2018年電視劇《火速救兵IV》單元四：《兄弟》也由此火災事件改編而成。

### 親建制派網媒時聞香港涉捏造泛民主派政黨就事件之捐款聲明
親建制Facebook新聞專頁時聞香港於6月27日晚在分享圖片，聲稱民主黨、公民黨、工黨發表「聯合聲明」，指會「將去年和今年七一遊行全數市民捐款撥捐殉職消防員家屬」，又加上一句「為左選票可以去到幾…」，暗指3個泛民主派政黨在是次意外進行選舉操作。其後，三黨分別發聲明否認，有網民批評時聞香港「無恥到用不幸事件做假陷害人」。其中公民黨的聲明又提及之前已決定透過香港消防職工總會及香港消防主任協會，分別捐助港幣兩萬元予殉職消防員的家屬。

## 備註
1. ↑  香港行政區劃將此區劃為牛頭角區，消防處劃此區為牛池灣區，首先交由牛池灣消防局處理區內火警。